# Organy
Organy – klawiszowy, dęty instrument muzyczny z grupy aerofonów, umieszczany najczęściej w kościołach, salach koncertowych, synagogach reformowanych i aulach.
Dźwięk w organach wytwarzany jest w wielu podzielonych na grupy (tzw. głosy) piszczałkach, przez które przepływa sprężone powietrze wytwarzane w urządzeniach do tłoczenia powietrza: miechach lub dmuchawach elektrycznych. Muzyk grający na organach (organista) siedzi przy stole gry, którego głównymi elementami są jedna lub kilka klawiatur ręcznych (manuały), klawiatura nożna (pedał) oraz przyciski (włączniki rejestrowe). Stół gry, jeśli jest umieszczony poza głównym korpusem instrumentu, nazywany jest kontuarem; umiejscowiony jest zazwyczaj przed prospektem organowym – najbardziej widoczną, ozdobną, ale i funkcjonalną, frontową częścią obudowy instrumentu (szafy organowej).
Piszczałki organowe mają długość od kilku centymetrów do 10 i więcej metrów, co daje rozpiętość skali dźwięków ok. 10 oktaw. Efektywnie, generowane dźwięki przekraczają zakres największej czułości ludzkiego ucha, wypełniając zakres słyszalności.
Nazwa instrumentu pochodzi od starogreckiego ὄργανον oraz łacińskiego orgănum (organon) – określeń oznaczających przedmiot, narzędzie do robienia czegoś. Aby odróżnić je od organów elektronicznych, nazywa się je również organami piszczałkowymi.
Pierwsze organy zbudowane zostały w III wieku p.n.e. przez pochodzącego z Aleksandrii Greka Ktesibiosa. Ciśnienie powietrza utrzymywane było w nich poprzez ręczne przetłaczanie wody między zbiornikami, stąd nazwa organy wodne lub hydrauliczne. Organy pneumatyczne powstawały od IV wieku n.e.; ich rozwój do czasów współczesnych obejmował wprowadzanie ulepszeń technicznych, automatyzację podsystemów, powiększanie gabarytów oraz dostosowywanie aspektów wizualnych do bieżących trendów sztuki. Organy, które znamy współcześnie nie różnią się w zasadniczej kwestii wzbudzania dźwięku i sterowania piszczałkami od tych wynalezionych przez Ktesibiosa.
Organy są głównym celem zainteresowania wyspecjalizowanego działu instrumentoznawstwa oraz instrumentologii, zwanego organoznawstwem. W 2017 kunszt budowy organów i muzyka organowa w Niemczech zostały wpisane na listę niematerialnego dziedzictwa UNESCO.

## Historia

### Starożytność

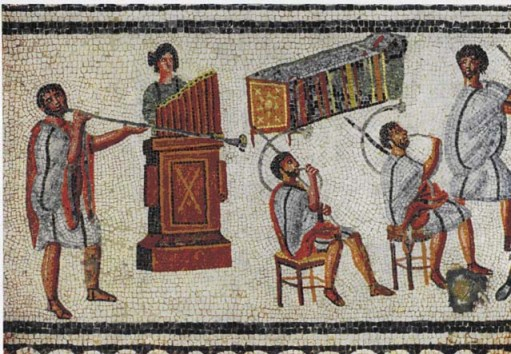
Muzycy z rogami i organami wodnymi, fragment mozaiki z Zalitan, II wiek

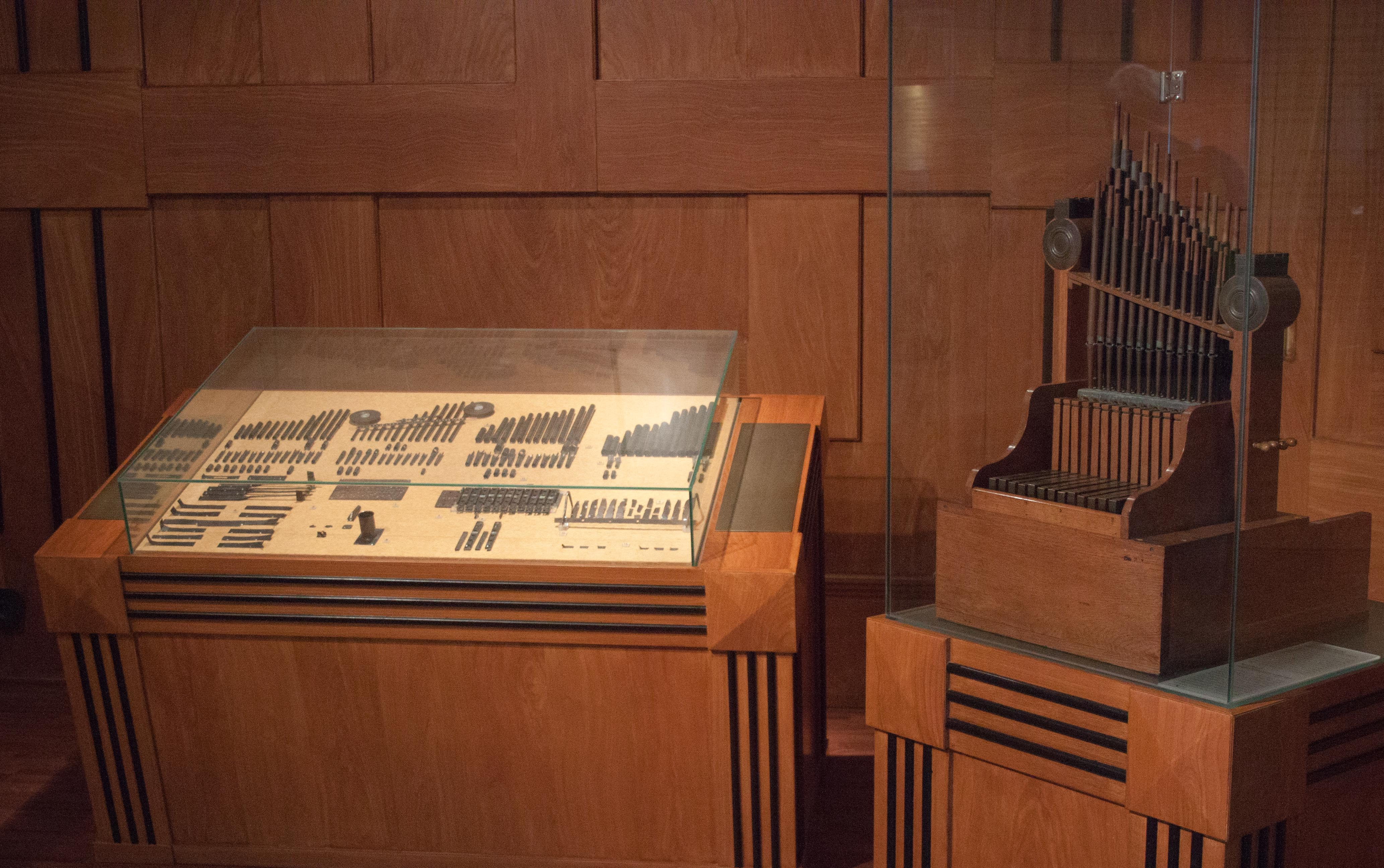
Rekonstrukcja organów z Aquincum

Pierwowzorem organów były starożytne małe instrumenty dęte, takie jak fletnia Pana i dudy. Rolę praprzodka przypisuje się im ze względu na konstrukcję: wiele piszczałek połączonych w jeden instrument we fletni Pana i mechanizm pośredniego (nie za pomocą ust) wtłaczania powietrza w piszczałkę w dudach.
W wyniku zastąpienia ludzkiego zadęcia (wtłaczania powietrza za pomocą ust) systemem hydraulicznym oraz zastosowania wentyli otwierających dopływ powietrza do konkretnych piszczałek powstał pierwszy instrument typu organowego – tak zwane organy wodne – datowane na III wiek p.n.e. Ich konstruktorem był aleksandryjski mechanik i matematyk Ktesibios. Jego instrument nazwano organami hydraulicznymi – wodnymi, bowiem ciśnienie powietrza było w nich regulowane za pomocą zbiornika z wodą. Były one powszechnie stosowane w starożytnym Rzymie i odznaczały się donośnym dźwiękiem. Używano ich w cyrkach, amfiteatrach i w czasie procesji. Ich wygląd znamy dzięki antycznym mozaikom, obrazom, przekazom literackim i znalezionym fragmentom, ale szczegóły techniczne budowy znane są tylko w ogólnym zarysie. Budowę organów wodnych nieco innej konstrukcji przypisuje się żyjącemu po Ktesibiosie Heronowi. Rolę klawiszy w jego instrumencie spełniały wyciągane zasuwy.
Niektóre źródła przypisują ulepszenie organów wodnych greckiemu wynalazcy Archimedesowi. Powołują się przy tym na słowa zachwytu teologa Tertuliana przywołane w opracowaniu De poematum cantu et viribus rythmi holenderskiego kolekcjonera rękopisów Izaaka Vossiusa.
Z 228 pochodzą organy wodne odkryte w Aquincum, które były darem kierownika policji miejskiej Gaiusa Juliusa Viatorinusa dla zrzeszenia straży pożarnej. Instrument posiadał 52 piszczałki ustawione w czterech rzędach oraz naciskane klawisze.
Hebrajską nazwą organów wodnych jest magrefa. Organmistrz Antoni Sapalski w swoim opracowaniu powołuje się na autorytet muzykologa Johanna Nikolausa Forkela, wg którego instrumentem grającym w Jerozolimie miały być organy powietrzne. Współcześni badacze podważają podobne opisy i wynikające z nich informacje o obecności organów wodnych na terenach starożytnego Izraela, powołując się przy tym m.in. na relacje żyjącego w II wieku rabina Szymona ben Gamaliela II oraz muzykologa Karla Engela przypisującego temu opisanemu w Talmudzie instrumentowi podobieństwo do dud.
W bliżej nieokreślonym czasie hydrauliczny mechanizm sprężania powietrza zastąpiono skórzanymi miechami. Organy pneumatyczne budowano już w IV wieku n.e. czego dowodem jest wizerunek przedstawiający dwóch mężczyzn obsługujących ten instrument umieszczony na reliefach cokołu obelisku Teodozjusza wzniesionego w 393. Organy oraz traktaty poświęcone sztuce organmistrzowskiej eksportowano z Bizancjum do Hiszpanii (gdzie pierwsze organy budowano w połowie V wieku), Francji, Niemiec, Anglii, na Bliski Wschód oraz do Chin.

### Wczesne średniowiecze

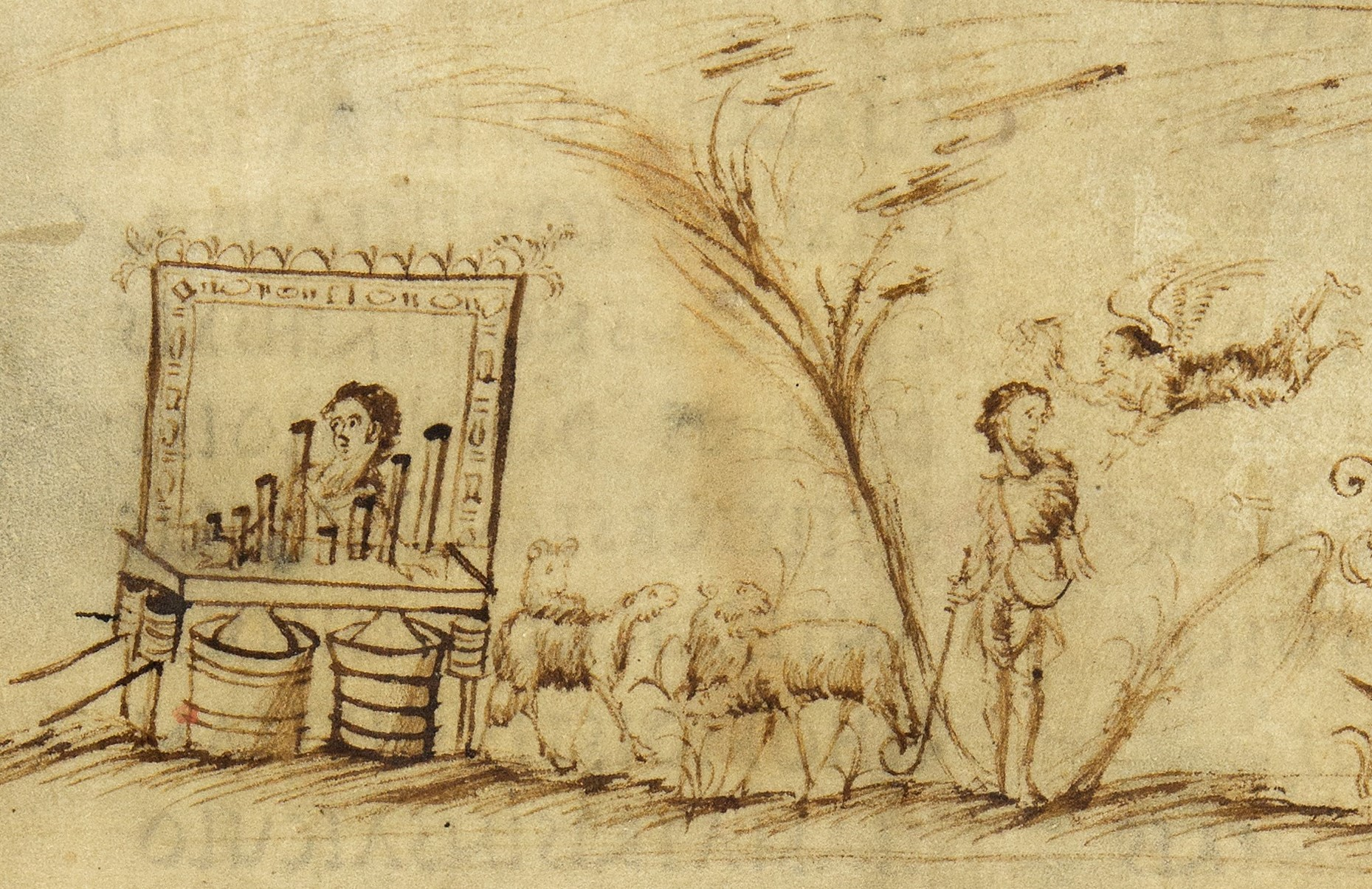
Przedstawienie organów z IX wieku z psałterza utrechckiego

Między V a XI wiekiem organy pneumatyczne zaczęły pojawiać się na terenie Europy Zachodniej (państwo frankijskie, Królestwo Wizygotów i Al-Andalus, Anglia). Powstawały również traktaty o budowie organów, z najbardziej znanymi autorstwa zakonników Teofila, Notkera Labeo i biskupa Wulstana.
W 757 król Franków Pepin Krótki zamówił od cesarza bizantyjskiego Konstantyna V Kopronima organy z ołowianymi piszczałkami dla opactwa Saint-Corneille w Compiègne. W 812 w Akwizgranie bizantyjscy posłowie podarowali organy Karolowi Wielkiemu. Budowane były przez greckich rzemieślników, których praca protokołowana była przez Frankijczyków. Od tego czasu kunszt budowy organów rozwijany zaczął być przez kultury Europy Zachodniej. W latach 70. IX wieku papież Jan VIII zamówił organy wraz z organistą u biskupa Anno z Freising w Bawarii. W X wieku, arcybiskup Canterbury Dunstan, wybudował za rządów króla Edgara w opactwie Abingdon organy, uważane za najdoskonalsze w tamtych czasach. W 980 w benedyktyńskim opactwie w Winchester, za rządów biskupa Etelwolda I, zbudowano organy wyposażone w 400 piszczałek, dwa manuały 20-klawiszowe, prawdopodobnie umieszczone naprzeciwko siebie, oraz 26 miechów. Obsługiwane były przez dwóch organistów i 70 kalikantów.
Konstrukcja organów wczesnego średniowiecza bazowała na pierwotnej z IV wieku. Napędzane siłą ludzkich mięśni miechy nie posiadały stabilizatora ciśnienia – powodowało to niekontrolowane przez organistę nabrzmiewanie i zamieranie dźwięku. Klawisze nie były naciskane, a przesuwane. Były poziomo umocowaną, drewnianą listwą, której część tylna zasłaniała wloty kilku piszczałek, a część przednia nieco wystawała poza ściany obudowy. Włączanie i wyłączanie piszczałek odbywało się przez pociąganie i wpychanie klawiszy, również z wykorzystaniem pięści i łokci. Jedynie nieliczne instrumenty dysponowały klawiaturą z automatycznym powrotem klawisza. Piszczałki miały jednolitą konstrukcję i średnicę; rzemieślnicy nie znali jeszcze podziałów na głosy i zróżnicowania menzuracji. Jeden przycisk klawiatury uruchamiał miksturę – liczący czasami 20 piszczałek chór, których oktawy wzmacniały dźwięk, a tercje i kwinty przydawały cech akordu.

### Pełne i późne średniowiecze

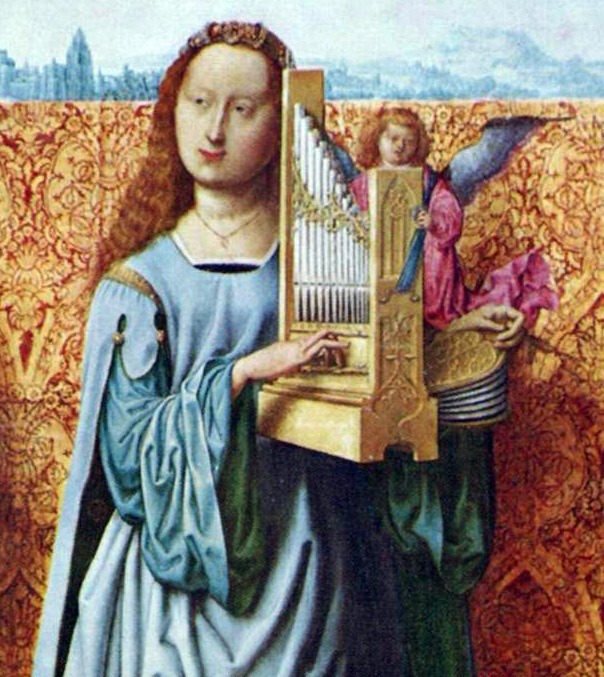
Święta Cecylia, patronka muzyki kościelnej, grająca na portatywie (1501)

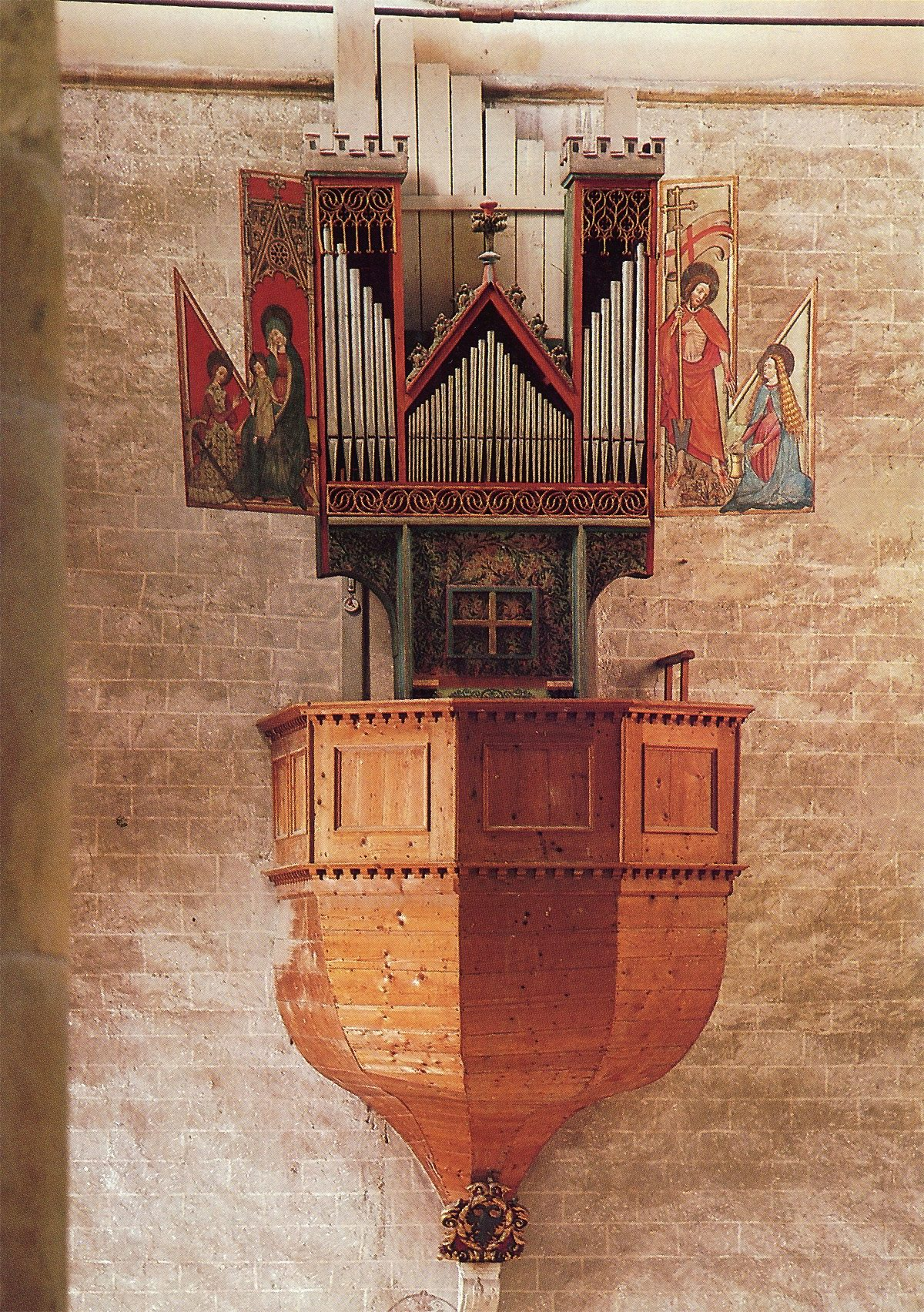
Najstarsze grywalne organy na świecie, zbudowane około 1435 w Bazylice Valère w Sionie, w Szwajcarii

XI, XII i XIII wiek nie wniosły istotnego postępu w historii rozwoju organów. Dopiero późne średniowiecze zaowocowało wprowadzeniem nowych rozwiązań technicznych i udoskonaleń.
Pierwsze informacje o organach w Polsce pochodzą z kroniki Wincentego Kadłubka. W XII wieku organy były na dworze Kazimierza Sprawiedliwego, w XIII – w klasztorze cysterek w Trzebnicy, w Czersku (mazowieckie) oraz w Sandomierzu, w XIV – w kościele św. Jakuba w Toruniu (miały 22 klawisze w manuale), w kościele Bożego Ciała w Krakowie, oraz w kościele św. Małgorzaty w Kętach, zbudowane w 1381 przez organmistrza Jana Wanca z Żywca i posiadające pedał.
W XIII wieku wprowadzono usprawnienia systemu sterowania piszczałkami. Zasuwy ich wlotów zastąpiono dźwigniami (klapami), a przesuwane klawisze – naciskanymi, uruchamianymi za pomocą przycisków-guzików przypominających klawisze maszyny do pisania. Niektóre instrumenty wyposażone już były w klawiatury przypominające współczesne. Początkowo obejmowały one trzy oktawy bez niektórych półtonów i miały taki sam kolor. Malarstwo i ryciny z XIV w. przedstawiają już nowoczesne klawiatury z podziałem na klawisze jasne i ciemne. To udoskonalenie sprawiło, że organy stały się pierwszym instrumentem, który umożliwiał grę w różnych tonacjach. W tym samym czasie pojawia się klawiatura nożna, czyli pedał.
W XIV wieku organy zaczęły różnicować się pod względem wielkości: portatyw – niewielki instrument, na którym grano trzymając go na kolanach lub przewieszony przez ramię, pozytyw – wielkości pianina, przenośny, używany w mniejszych kościołach, kaplicach i posesjach prywatnych, oraz najbardziej rozpowszechniony współcześnie instrument zainstalowany na stałe. Przykładem ostatniego i pochodzącego z tamtych czasów są organy zbudowane w 1361 w katedrze pw. Świętych Szczepana i Sykstusa w Halberstadt. Posiadały one trzy manuały i pedał.
Pod koniec XIV wieku pojawiły się w organach głosy solowe. Wcześniej, jeden klawisz manuału uruchamiał brzmiącą jak chór miksturę, czyli głos złożony – kilka współbrzmiących piszczałek z różnych rejestrów (głosów). Wprowadzenie rejestru solowego polegało na skonstruowaniu mechanizmu włączającego szereg piszczałek tego samego głosu i umożliwiło granie pojedynczego dźwięku o danej barwie (samodzielnie lub na tle głosu podstawowego – pryncypału). Konstruowano głosy naśladujące barwę brzmienia instrumentów aerofonicznych takich jak piszczałka, różne rodzaje fletu (nazywane ogólnie Pryncypałami), kozi róg (Gemshorn), szałamaja (Rauschpfeife), cynk (Zink), a także innych: cymbały (Cymbel), ksylofon (Hultze Glechter).
W wyniku ciągłego ulepszania mechaniki systemu przenoszenia ruchu pomiędzy klawiszami a zaworami sterującymi piszczałkami (traktury) uległ zmniejszeniu fizyczny trud gry. Możliwe stało się granie palcami, a nie, jak dotychczas, całymi dłońmi. W wieku XV wprowadzono wydajniejsze miechy. W tym samym czasie udoskonalono budowę wiatrownicy, wprowadzając przyrząd umożliwiający otwieranie bądź zamykanie dopływu powietrza do piszczałek konkretnego głosu. Zaczęto powiększać rozmiar i ilość piszczałek – w niektórych mógł czołgać się człowiek (organy z 1451 roku w kaplicy zamku Blois we Francji), a ilość innych dochodziła do 2500 (organy z 1429 w katedrze w Amiens we Francji).
Koniec średniowiecza zaznaczył się rozpowszechnieniem organów na terenie Europy. Nie zachowały się w Polsce żadne organy zbudowane w tym czasie, ale źródła pisane – akta miejskie, umowy, sankcje, kroniki parafialne i klasztorne – potwierdzają ich obecność w XV wieku w Buku, Kaliszu, Krakowie (katedra gotycka i kościół NMP), Radomicku, Rzeszotarach, kościele na Świętym Krzyżu, Toruniu, Włocławku i Wolbromiu.

### Renesans

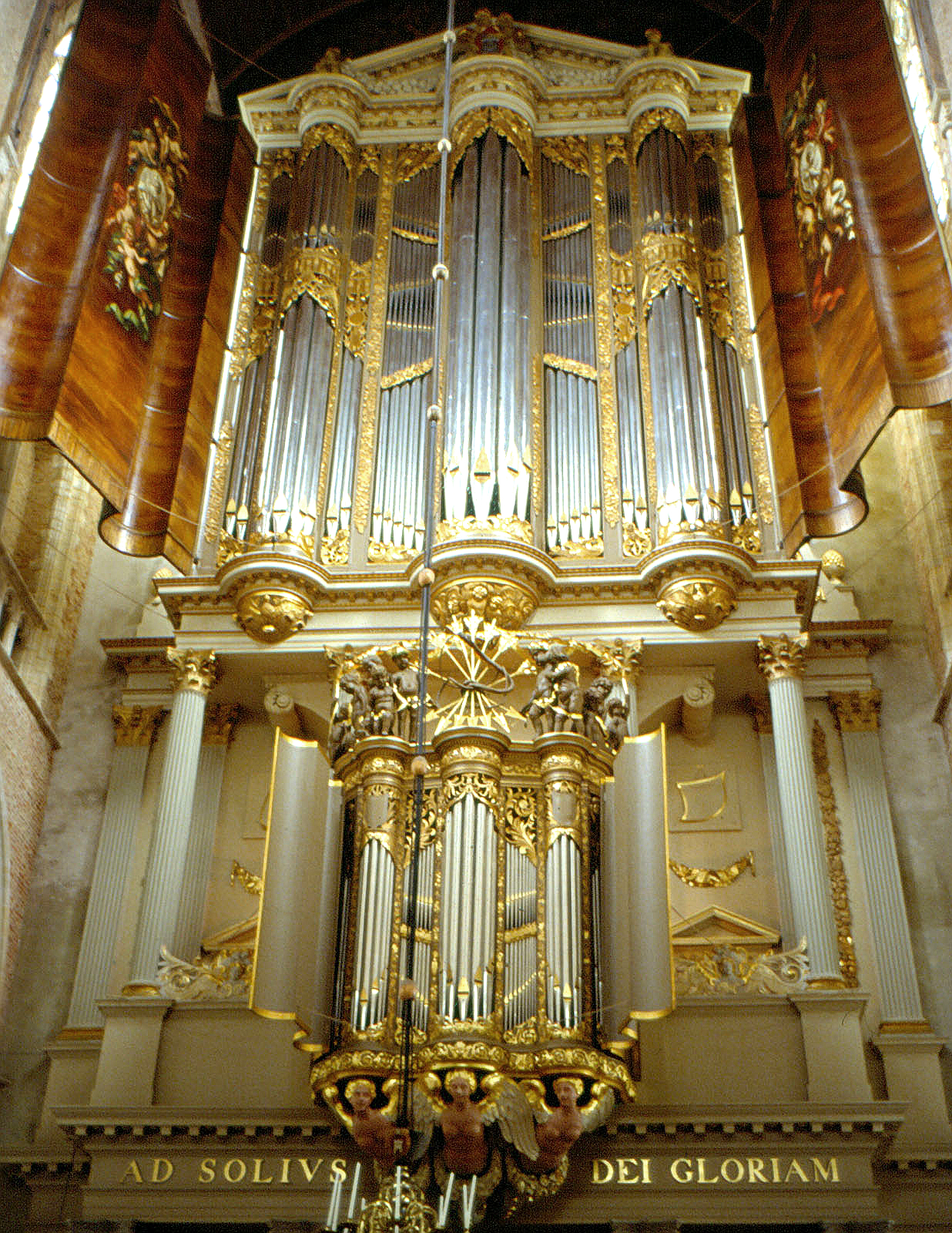
Organy z 1511 w kościele św. Wawrzyńca w Alkmaar, Holandia

W 1511 ukazał się pierwszy drukowany w języku staroniemieckim traktat poświęcony budowie organów Spiegel der Orgelmacher und Organisten Arnolta Schlicka. Autor ustanowił w nim podwaliny koncepcji głosu organowego oraz dyspozycji (podziału na zespoły brzmieniowe i specyfikacji technicznej instrumentu). Jako wzorcowy, Schlick podaje trójsekcyjny układ z Hauptwerkiem (głównym zespołem brzmienioweym), Rückpositivem (sekcją umieszczoną za organistą, w balustradzie chóru) oraz Pedałem (niskobrzmiącym zespołem umieszczonym za sekcją główną). Każda sekcja miała być obsadzona niewielką ilością dobrze słyszalnych i odróżnialnych dla przeciętnego słuchacza głosów. Po wydaniu traktatu Schlicka takie głosy jak: Gedackten (piszczałki kryte), Quintaden (metalowe flety), Hörnlein (piszczałki języczkowe), Posaune (puzony), Trompete (trąbki), Zink (cynki) i Regalen (głosy regałowe – krótkie głosy języczkowe) weszły na stałe do budownictwa organowego. Dyspozycja organów renesansowych wg Arnolta Schlicka:
| Hauptwerk F – a² | Rückpositiv F – a²                                                                                                  | Pedalwerk F – c1                                       |
| --- | --- | ------------------------------------------------------ |
| Principal 8′ Oktawe 4′ Gemshorn 4′ (flet otwarty) Zimbel (cymbał) Hintersatz (mikstura 16–18-rzędowa) Rauschpfeife lub Schalmei Zink Hultze Glechter (Strohfield, Xylophon) Schweigel lub Regal | Principal (drewno lub cyna) Gemshörnlein 2′ (mały gemshorn) Zimbelchen (mały cymbał) Hintersätzlein (mała mikstura) | Principal 8′ Oktawe 4′ Hintersatz Trommete lub Posaune |

Wprowadzenie do organów głosów solowych oraz zachodzące w renesansie przeobrażenia stylistyczne muzyki spowodowały w XVI wieku powstanie odrębnych szkół konstrukcji głosów organowych w różnych regionach Europy. Organmistrzowie dążyli do przystosowania instrumentu do wymagań – zapoczątkowanego przez Johannesa Ockeghema i spopularyzowanego dzięki twórczości Giovanniego Palestriny – stylu polifonicznego. W tamtym czasie wykształciło się znane współcześnie, charakteryzujące się mieszaniem i przeciwstawianiem barw brzmienie organów. Podczas gdy Francuzi, Hiszpanie i Włosi rozwijali konstrukcję wykorzystując znane od dawna piszczałki wargowe otwarte, budowniczowie flamandzcy i niemieccy skutecznie eksperymentowali z piszczałkami krytymi (wprowadzając tzw. pryncypał burdonowy – głos miękki i głuchy), stożkowatymi i stroikowymi (języczkowymi).
Niektórzy organmistrzowie, przy dezaprobacie poważnych organistów, zaczęli wprowadzać rejestry rozrywkowe (dzwonki i brzękadła) oraz ozdabiać prospekty poruszającymi się elementami: figurkami, obracającymi się kołami i tarczami z warkoczącymi ozdobami, oraz modelami fasad budynków z otwierającymi się drzwiami i oknami.
Informacje o organach na terenie Polski w XVI wieku pochodzą głównie ze źródeł pisanych, a z końca wieku – z fragmentarycznie zachowanych instrumentów (żadne nie przetrwały w całości). W okresie tym następowały nasycanie nowymi instrumentami regionów, w których były one obecne wcześniej (okolice Poznania, Torunia i Krakowa) oraz rozszerzanie zasięgu terytorialnego w kierunkach północnym i wschodnim. Umowy i opisy wzmiankują licznie nowe nazwiska rzemieślników i organistów polskiego pochodzenia, którzy działali również poza terenami ówczesnej Rzeczypospolitej. Rękopisy kompozytorów, m.in. Jana z Lublina, również pozwoliły określić miejsca, w których organy były obecne. Piśmiennictwo oraz ocalone fragmenty instrumentów pozwalają stwierdzić, że typowy instrument posiadał wówczas dwie klawiatury ręczne (manuały) i jeden nożny (pedał). Sekcja klawiatury nożnej pełniła w instrumentach konstruowanych przez polskich organmistrzów dużą i samodzielną rolę. Nie było to typowym zjawiskiem w innych krajach.
Na terenie Europy zachowało się kilka instrumentów z epoki wczesnego renesansu, m.in. w kościele św. Jakuba w Lubece (Niemcy) z 1504 – obecnie przebudowane, a w momencie skonstruowania posiadające 5 głosów i jeden manuał, w kościele św. Wawrzyńca w Alkmaar (Holandia) z 1511, w kościele w Rysum (Niemcy) z 1513 – 7 głosów i jeden manuał, oraz w kościele w Oosthuizen (Holandia) z 1521 – 7 głosów i jeden manuał.
W okresie renesansu do powszechnego użycia weszły mniejsze wersje organów: pozytyw, portatyw oraz regał.

### Barok

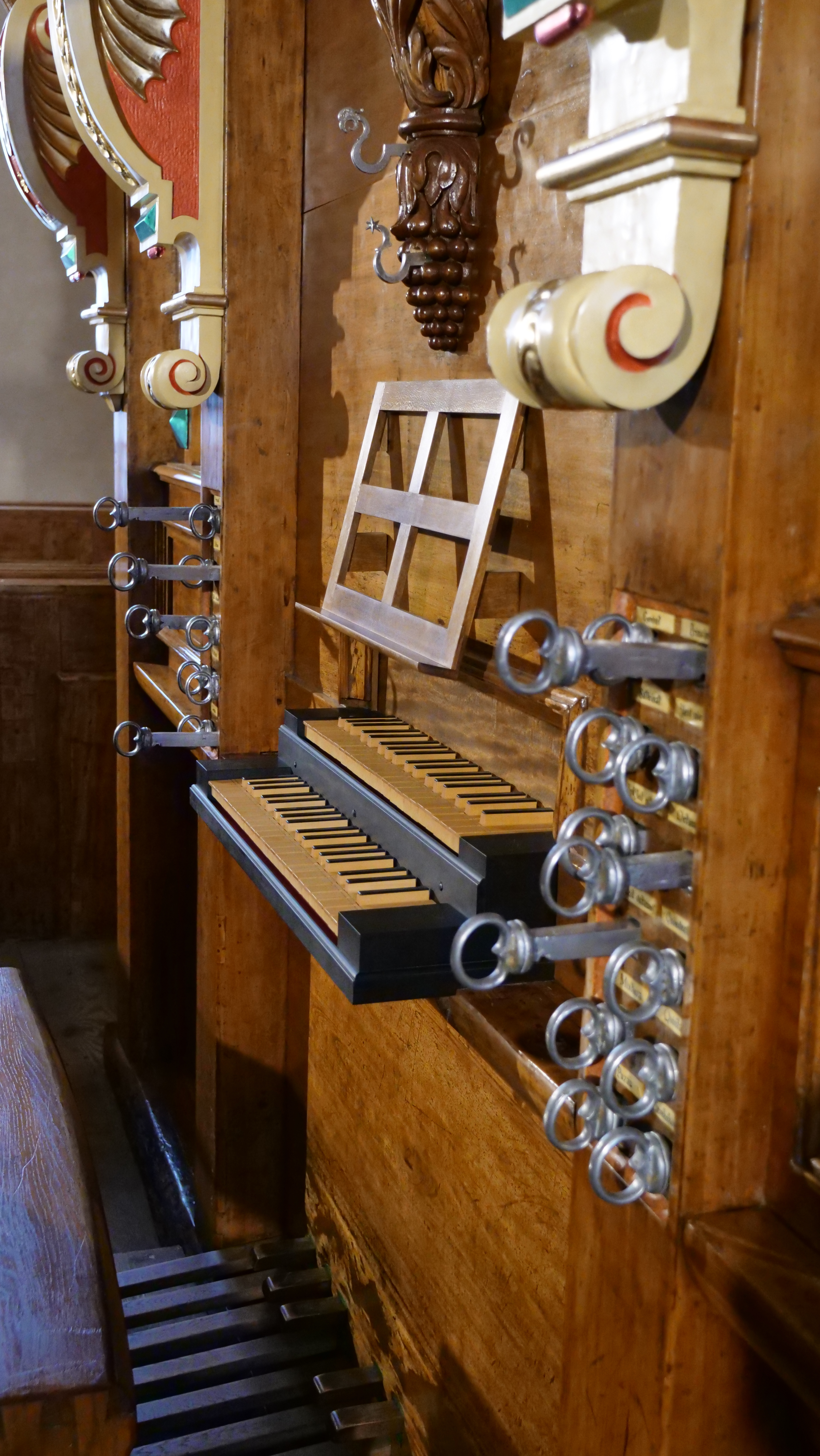
Stół gry barokowych organów z 1612 w kościele w św. Andrzeja w Olkuszu

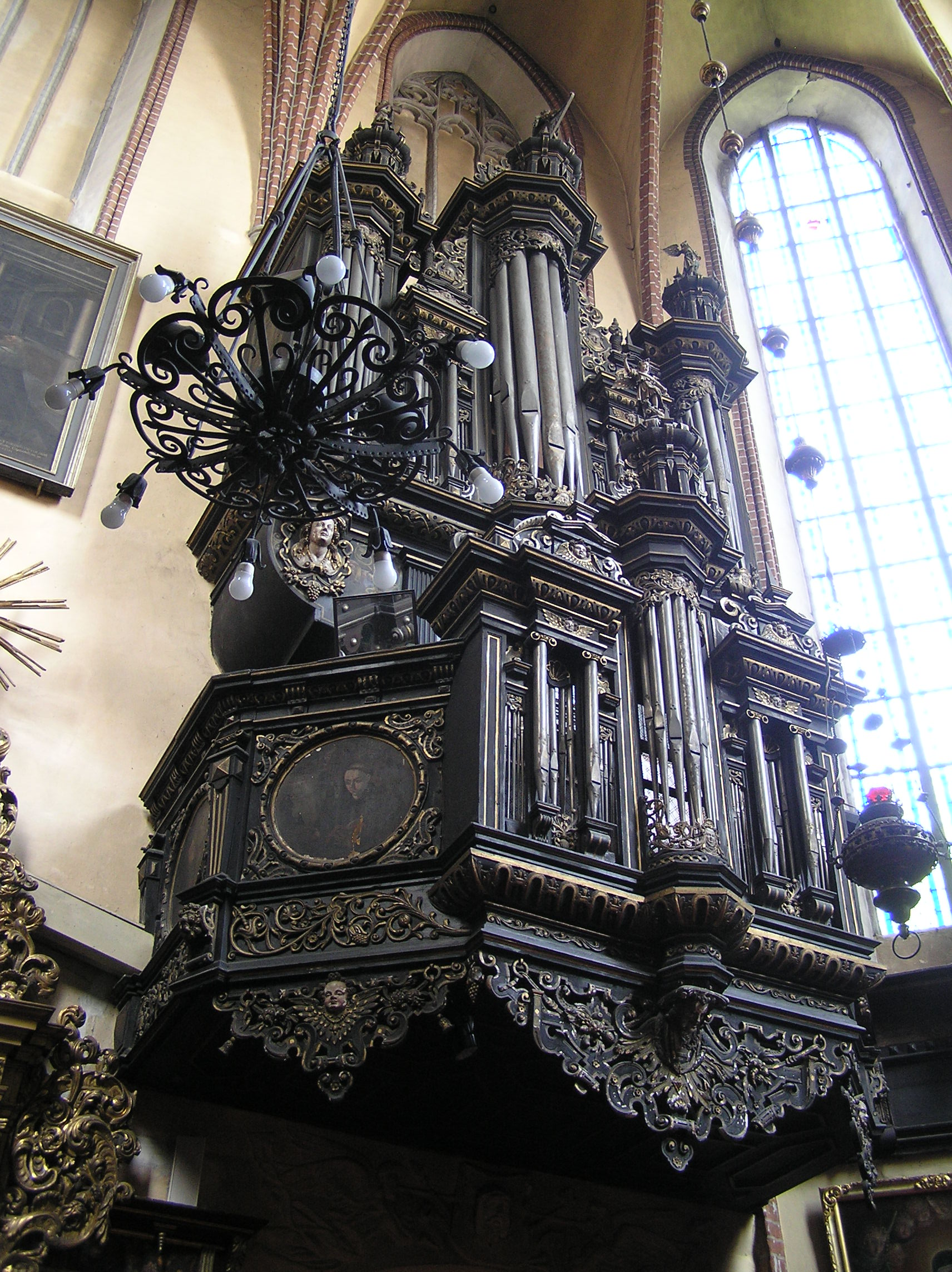
Barokowy prospekt organów z 1619 na terenie zespołu klasztornego Sióstr Miłosierdzia w Chełmnie

Na początku XVII wieku utrwalone i najpowszechniej stosowane rozwiązania konstrukcyjne organów wykształciły trwały obraz organów barokowych – formy, do której nawiązuje jeden z trendów budownictwa zapoczątkowany w XX wieku – organów Michaela Praetoriusa. W 1619 wydane zostało 3-tomowe opracowanie jego autorstwa Syntagma Musicum, którego tom II – „De Organographia” – poświęcony jest głównie organom i specyfikacji instrumentów budowanych w tamtym czasie m.in. na jego zlecenie. Typowy instrument wczesnobarokowy, nazywany organami Praetoriusa lub organami typu hamburskiego charakteryzował się obecnością czterech zespołów brzmieniowych: Oberwerku (głównego, wysoko umieszczonej sekcji głównej), Rückpositivu (zlokalizowanego za plecami organisty), Brustwerku (głosów o tonach wysokich) oraz rozbudowanego architektonicznie i dorównującego liczbą głosów pozostałym sekcjom Pedalwerku. Pierwowzorem organów Praetoriusa jest nieistniejący już instrument zbudowany w 1585 roku przez Juliusza Antoniego Friesena w kościele NMP w Gdańsku. Dyspozycja organów Praetoriusa na przykładzie podobnego, również nieistniejącego już instrumentu z kościoła parafialnego w Groningen:
| Oberwerk | Rückpositiv | Brustwerk                                                                                      | Pedalwerk | Pedalwerk | Pedalwerk |
| --- | --- | ---------------------------------------------------------------------------------------------- | --- | --- | --- |
| Oberwerk | Rückpositiv | Brustwerk                                                                                      | (górny, z głosami razem z Oberwerkiem) | (wieże) | (po bokach Brustwerku)                                                                                         |
| Gross Quintadehna 16′ Principal 8′ Gross Querflöit 8′ Holflöiten 8′ Gemshorn 8′ Grobgedact 8′ Quinta 5 1/3′ Octava 4′ Nachthorn 4′ Klein Querflöite 4′ Mixtur Zimbeldoppelt | Quintadehn 8′ Principal 4′ Gemsshorn 4′ Gedact 4′ Octava 2′ Spitzflöite 2′ Quinta 1 1/3′ Subflöite 1′ Mixtur Zimbel Sordunen 16′ Krumbhorn 8′ Trommet 8′ Klein Regal 4′ | Klein Gedact 2′ Klein Octava 1′ Klein Mixtur Zimbeldoppelt Rancket 8′ Regal 8′ Zimbel Regal 2′ | Untersatz 16′ Quintadeen Bass 16′ Octaven Bass 8′ Holquinten Bass Klein Octaven Bass 4′ Nachthorn Bass 4′ Klein Quintadeen Bass 4′ Holflöiten Bass 2′ Rauschquinten Bass Mixtur | Gross Principal Bass 16′ Gross Gemsshorn Bass 16′ Gross Querflöiten Bass 8′ Gemsshorn Bass 8′ Quintflöiten Bass 5 1/3′ Kleingedact Bass 4′ Posaunen Bass 16′ Sordunen Bass 16′ Trommeten Bass 8′ Schallmeyen Bass 4′ | Quitflöiten Bass 10 2/3′ Bawrflöiten Bass 4′ Zimbel Bass Rancket Bass 8′ Krumbhorn Bass 8′ Klein Regal Bass 4′ |

Modyfikacje konstrukcji obejmowały obniżenie ciśnienia powietrza (co złagodziło tembr) oraz podział głosów między klawiatury wg brzmienia: manuał główny – rejestry poważne i uroczyste, górny – ostre i przejmujące, środkowy – delikatne i słodkie, pedał – potężne. Wycofano niektóre rejestry o twardym brzmieniu, a w ich miejsce wprowadzono cierpkie – smyczkowe. Na znaczeniu zyskał efekt wibrata uzyskiwany dzięki rozwiązaniu konstrukcyjnemu zwanemu tremulantem oraz nowemu rejestrowi vox humana, którego piszczałki stroją odrobinę wyżej lub niżej od odpowiednich piszczałek rejestrów współbrzmiących, skutkując efektem pulsowania.
Wzrosła rozmaitość używanych piszczałek; obok cyny i drewna wprowadzono jako materiał konstrukcyjny m.in. ołów, kość słoniową i szkło. Opracowano nowy typ wiatrownic zasuwowych, który ułatwiał przełączanie rejestrów i zwiększał dynamikę kompozycji.
Rozpoczęte w renesansie kształtowanie się lokalnych szkół budownictwa doprowadziło w baroku do ostatecznego skrystalizowania się wizerunku stylów narodowych. We Włoszech konstrukcja utrwalana była wg zasad ustalonych w XVI wieku, a reguły rejestracji organów opisane zostały w pracy organmistrza i teoretyka Constanzo Antegnati – L’arte organica. Organy niemieckie wyróżniało masywne, potężne brzmienie. We Francji pozostającej początkowo pod wpływem szkoły flamandzkiej wykształcił się styl silnie zunifikowany. Z Półwyspu Iberyjskiego pochodzi wynalazek „trąbki hiszpańskiej” – stożkowatych piszczałek stroikowych umieszczanych w prospektach organowych z korpusami usytuowanymi poziomo.
Podobnie jak w innych krajach, również w Polsce organmistrzostwo przechodziło w XVII wieku fazę intensywnego rozwoju. Rozpoczęty w XVI wieku proces polonizacji nielicznej kadry majstrów obcego pochodzenia dobiegł końca; przeważająca większość organów budowana była przez rodzimych rzemieślników doskonalących kunszt w starych i nowopowstałych ośrodkach budowy organów. Z tego okresu pochodzą najstarsze zachowane instrumenty. Najcenniejszymi są zbudowane w 1612 przez krakowianina Jana Hummla, i unikalne w skali światowej organy w kościele św. Andrzeja w Olkuszu oraz zbudowane w 1620 roku przez warszawianina Szymona Liliusa w kościele farnym w Kazimierzu Dolnym. Z pierwszej połowy XVII pochodzi pozytyw szkatularny w klasztorze sióstr klarysek w Starym Sączu. Jedną z przyczyn niezachowania się większej ilości mechanizmów z I połowy XVII wieku był najazd szwedzki i jego następstwa.
W 1712 w Anglii po raz pierwszy wprowadzono w organach efekt crescendo (stopniowe zwiększanie głośności) konstruując sterowaną pedałem szafę ekspresyjną – zbudowaną z grubych, dźwiękoszczelnych ścian skrzynię, w której umieszcza się wybrane rzędy piszczałek. Jedna ze ścian skrzyni wyposażona jest w ruchome żaluzje, których uchylanie i przymykanie odpowiednio zwiększa i zmniejsza dynamikę dźwięku.
Charakterystyczne dla doby baroku jest rozczłonkowywanie przestrzennej architektury instrumentu. Odstąpiono od zwartej konstrukcji z czytelnym rozmieszczeniem sekcji. Zaczęto budować fantazyjne formy architektoniczne, także wieloszafowe. Powodowało to niekiedy potrzebę prowadzenia traktury na dużych odległościach i w skomplikowanym układzie, co nie sprawiało trudności ówczesnym budowniczym. W okresie baroku popularne były dodatkowe rejestry, wzbogacające strukturę brzmienia instrumentu, ale także prospekt, tworzący wraz z wnętrzem sakralnym barokowy Gesamtkunstwerk. Nazwane „niebiańską orkiestrą” instrumenty miały w składzie ruchome aniołki grające na trąbkach, putta z dzwoneczkami w rękach, wirujące gwiazdy z dzwonkami, kukułki, Nachtigall (słowiki), oraz tympan.
Powstałe w baroku basso continuo, stając się niezbędnym składnikiem prawie każdego utworu zespołowego, przyczyniło się do popularyzacji organów – przydzieliło im (i innym instrumentom klawiszowym) ważną rolę podstawy harmonicznej w strukturze dźwiękowej utworów.
W wieku XVI strój pitagorejski zastąpiono średniotonowym, co wymuszało grę w tonacjach do dwóch znaków. Pod koniec XVII w. zaczęto wprowadzać strój temperowany, ale nadal nie powodowało to ujednolicenia wysokości stroju organów – instrumenty z różnych regionów Europy nie mogłyby zagrać współbrzmiącej melodii.

### Klasycyzm

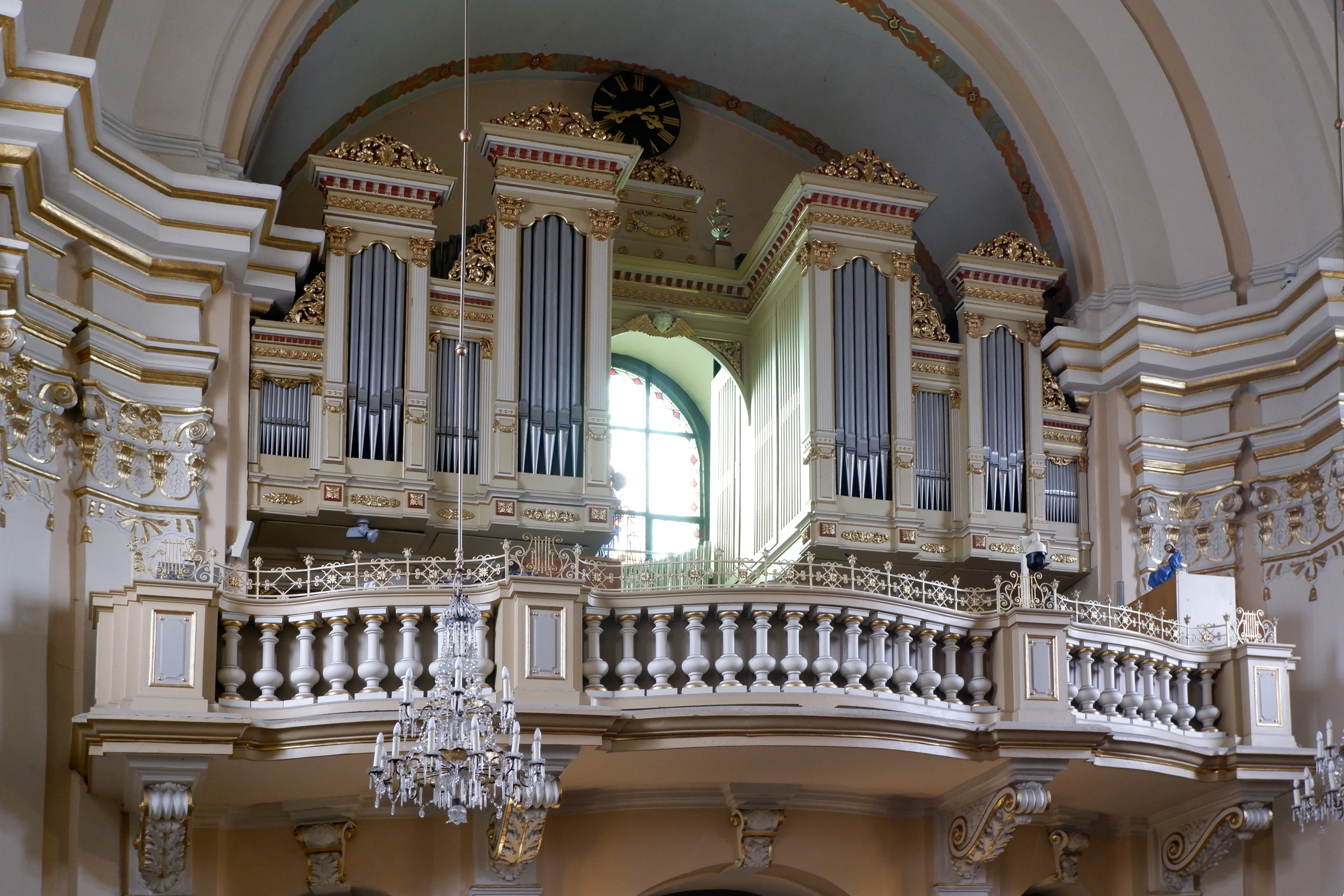
Organy Karla Kuttlera w kościele ewangelickim Marcina Lutra w Bielsku-Białej

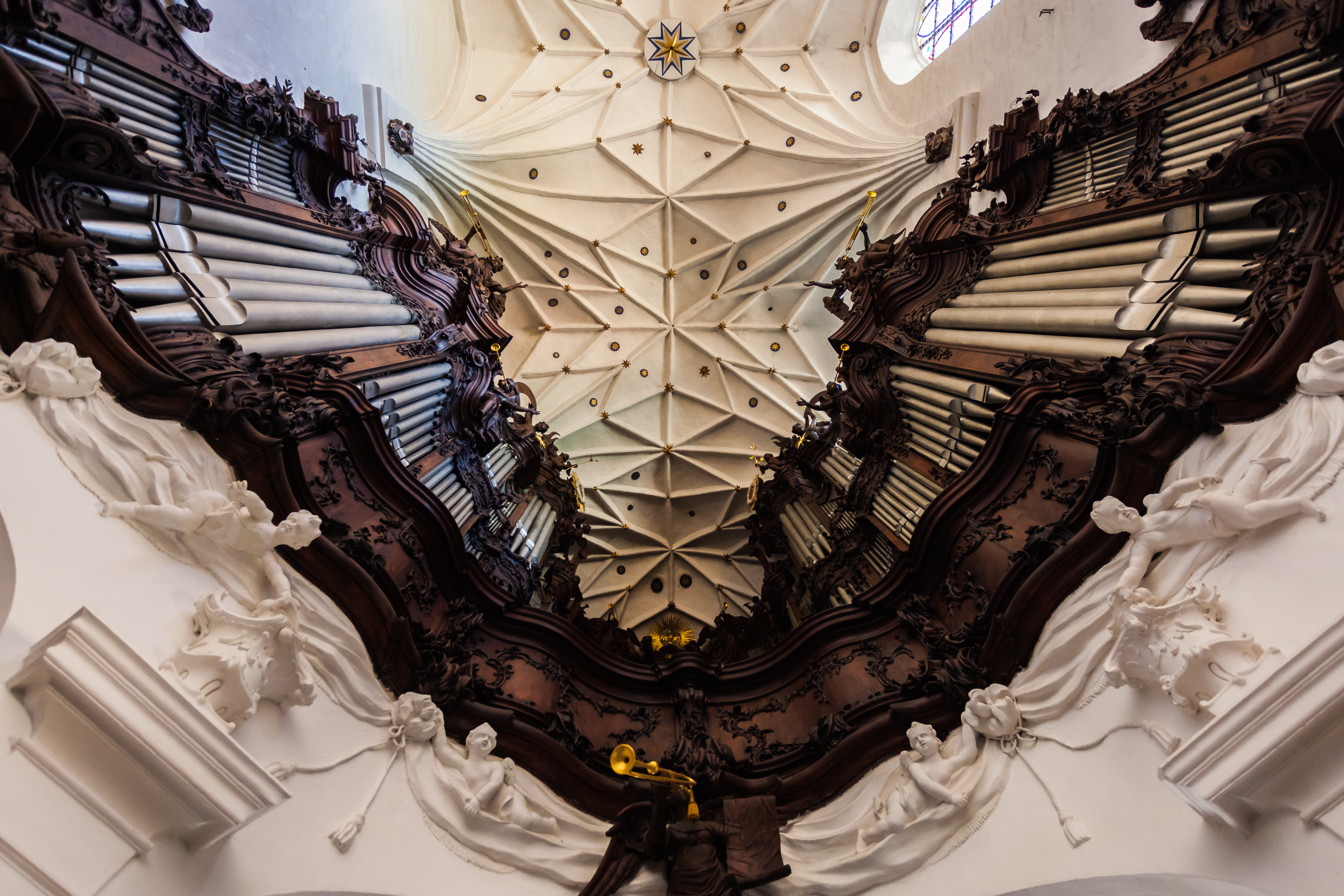
Rokokowy prospekt organów z 1793 w Oliwie

Trwający od 1750 do około 1820 klasycyzm wprowadził muzykę organową i same organy w krótki okres stagnacji. Instrument z natury przystosowany był do polifonii chóralnych, a nowy trend kompozytorski wymagał homofonii – wyraźnych melodii prowadzonych z towarzyszeniem nienachalnego akompaniamentu. Większość organmistrzów nie ulegała nowej modzie i budowała utrwalone konstrukcje, ale niektórym eksperymentatorom udało się zyskać chwilową i lokalną popularność.
Na terenie monarchii habsburskiej organmistrzowie opracowali uproszczony schemat konstrukcji organów. Poprzez ograniczenie liczby rejestrów i głosów językowych oraz selektywne ich rozdysponowanie stworzyli instrumenty spełniające wymagania kompozycji Haydna i Mozarta. Oszczędną – w porównaniu do barokowej – stylistykę architektoniczną zrekompensowali wysokiej jakości materiałami użytymi do budowy piszczałek. Berliński organmistrz Johann Peter Migendt w 1755, podczas budowy organów w Berlinie-Karlshorst dla księżniczki pruskiej Amalii Pruskiej, opracował i wprowadził założenia konstrukcyjne organów klasycystycznych:
1. w głównym zespole brzmieniowym zlokalizowana połowa całkowitej liczby głosów, pełna piramida pryncypałów;
2. w sekcji pozytywu dwa razy mniej głosów niż w sekcji głównej, brak głosów alikwotowych, przewaga głosów fletowych;
3. ograniczona, pozbawiona samodzielności sekcja pedału, rejestry 16′ i 8′, jeden głos 4′ (pryncypał lub flet) oraz 16′ lub 8′ głos językowy;
4. liczba głosów fletowych równa liczbie głosów pryncypałowych;
5. wprowadzenie do dyspozycji głosów wąskomenzurowanych;
6. brak lub ograniczona liczba głosów językowych;
7. brzmienie poszczególnych typów głosów labialnych zbliżone do siebie (pryncypały zbliżone brzmieniem do fletów a głosy fletowe otwarte zbliżone do pryncypałowych);
8. proporcjonalne wyważenie dynamiki i liczby głosów zasadniczych i alikwotowych oraz mieszanych (równowaga pomiędzy brzmieniem instrumentu w poszczególnych zakresach skali muzycznej);
9. traktura mechaniczna, wiatrownice tonowe (klapowo-zasuwowe), wysoka jakość stopów metali i drewna użytego do budowy piszczałek;
10. dwa manuały.

Przykładami organów spełniających założenia Migendta są instrumenty Johanna Henckego w kościele Trynitarzy w Bratysławie (około 1754), Valentina Arnolda w Bańskiej Szczawnicy (1792), Friedricha Deutschmanna w Matejowicach (1823) oraz Karla Kuttlera w kościele ewangelickim im. ks. dr. M. Lutra w Bielsku-Białej (1848). Za organy zbudowane w tym stylu uznane być mogą również organy Ostrowskiego w katedrze w Lublinie (1822) i Mielczarskiego w kościele św. Izydora w Marianowie (1843).
Około 1800 Georg J. Vogler, pracując jako kapelmistrz na dworze w Darmstadcie, opracował inny uproszczony system konstrukcji organów, którego zamierzeniem było odwzorowanie spektrum i dynamiki instrumentarium orkiestry. Koncepcja Voglera nie przyjęła się, ale w nieco zmodyfikowanej formie znalazła zastosowanie w salach koncertowych.
Z początków klasycyzmu pochodzą zbudowane w stylu poprzedniej epoki – rokokowym – pierwsze organy w Oliwie. Posiadały 83 głosy, co czyniło je w tamtym czasie największym instrumentem na świecie. Są również reprezentantem głównego trendu konstrukcyjnego, który nie uległ nielicznym tendencjom nowatorskim bieżącej epoki i mimo zniszczeń spowodowanych wielką wojną północną oraz niekorzystną sytuacją gospodarczą prężnie rozwijał się na terenie Polski.

### Romantyzm

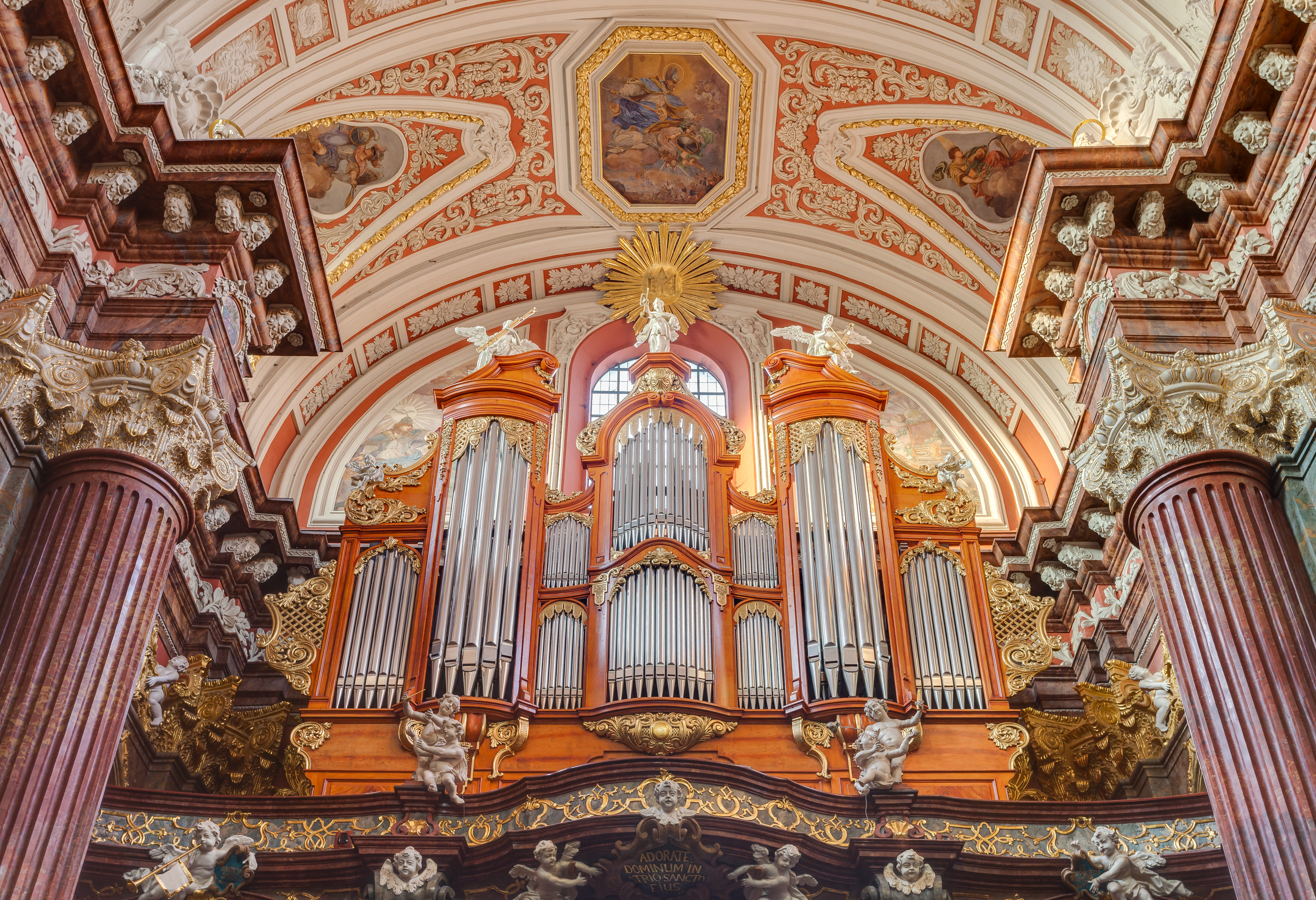
Organy w poznańskiej farze, zbudowane przez niemieckiego organmistrza Friedricha Ladegasta

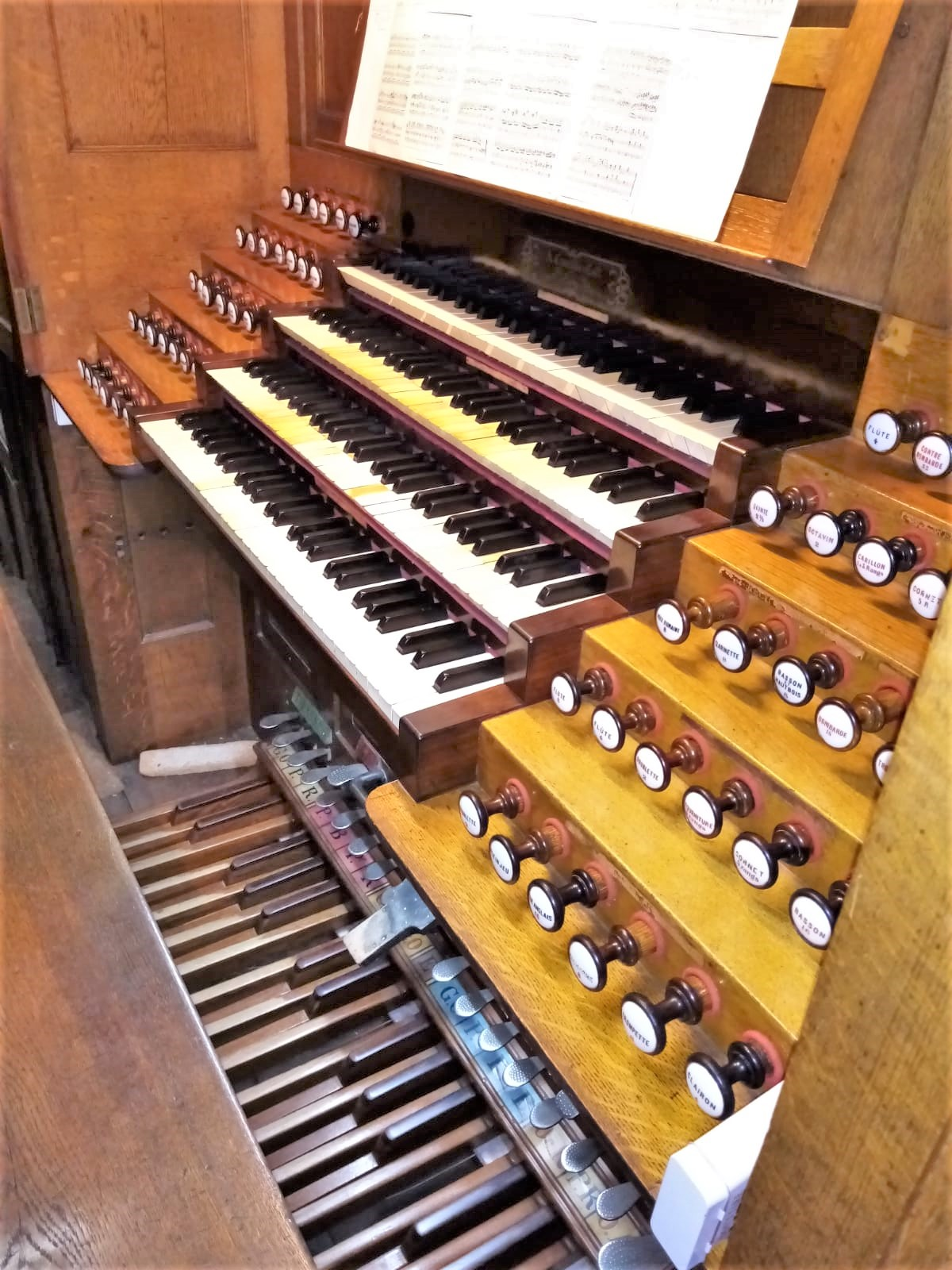
Fragment stołu gry organów Aristide’a Cavaillé-Colla z 1890 w opactwie Saint-Ouen w Rouen

W romantyzmie kompozytorzy zwrócili swe zainteresowanie ku różnorodnym i nowym środkom wyrazu. Zmieniło się wyobrażenie o muzyce, jej formie i przeznaczeniu, oraz ogólnie pojętej estetyce. Sięgnięto po potęgę i bogactwo form homofonicznej i symfonicznej. Niektórzy budowniczowie organów wielkich, z najbardziej wpływowym Aristidem Cavaillé-Collem, podążyli za nowym trendem kompozytorskim wprowadzając w swoich instrumentach obsady głosowe na podobieństwo instrumentarium orkiestry symfonicznej. Barokowe jasne i lekkie brzmienia zmienili na ciemne i ciężkie. Znacznie zwiększyli obsady głosów niskobrzmiących, projektowali duże sekcje głosów językowych imitujących orkiestrowe instrumenty dęte, wprowadzili do dyspozycji wiele głosów wąskomenzurowanych, które miały za zadanie naśladować instrumenty smyczkowe. Zmienili znacznie sposób intonacji na bardziej miękki i delikatny. Cechami wspólnymi romantycznego budownictwa organowego, którego przykładem jest instrument Friedricha Ladegasta w poznańskiej farze, są:
1. dążenie do uzyskania jednolitego brzmienia poprzez grupowanie głosów na podobieństwo instrumentarium orkiestry, jak we wzorcu stworzonym przez Cavaille-Colle’a, z sekcjami w kwartetach orkiestrowych: pryncypały, flety, smyczki, języczki;
2. dążenie do uzyskania intensywnego brzmienia poprzez zastosowanie w każdej sekcji organów wielkich kilku (4–6) głosów ośmiostopowych – tych, które są podstawą korpusu brzmieniowego. Przykładami są organy Cavaille-Colla w Saint-Sulpice (1862), Ladegasta w Merseburgu (1855), Willisa w hali koncertowej w Liverpoolu(inne języki) (1855) i współczesne, Chorosińskiego w bazylice licheńskiej (2007);
3. dążenie do skrócenia czasu reakcji wiatrownic na polecenia wydawane za pomocą przełączników rejestrowych poprzez stosowanie traktury pneumatycznej;
4. wprowadzenie skrzyni ekspresyjnej umożliwiającej płynną zmianę dynamiki dźwięku;
5. wprowadzenie głosów zasilanych wysokim ciśnieniem i zbudowanych z piszczałek przedętych głosów harmonicznych;
6. wprowadzenie urządzeń pneumatycznych do traktury gry i traktury rejestrowej;
7. zwiększenie rozmiarów budowanych instrumentów.

Na początku XIX w dużych kościołach zainstalowane były już tzw. organy wielkie – niektóre z nich wyposażone były w około 100 rejestrów, cztery manuały i dwa pedały, oraz głosy wymagające szczególnie wielkiej masy powietrza, np. tuba mirabiliss. W drugiej połowie XIX wieku opracowano w Niemczech – alternatywne dla dotychczas stosowanego rozwiązania z żaluzjami – urządzenie włączające kolejno wszystkie głosy organowe: wałek crescendowy. Klawiatury ręczne zyskały ulepszony system łączników (kopuałów), który ułatwiał obsługę i rozszerzał możliwości ekspresyjne poprzez umożliwienie przerzucania rejestrów z klawiatury na klawiaturę. Wprowadzono kombinacje – mechanizm umożliwiający włączenie jednym przyciskiem zestawu głosów. Eksperymentowano z konstrukcją wiatrownic, starając się wprowadzić standard umożliwiający produkcję seryjną.
W latach 30. XIX wieku angielski organmistrz Charles Spackman Barker opracował dźwignię pneumatyczną – urządzenie, które zmniejszyło opór gry. Przed wprowadzeniem elektryczności do konstrukcji organów, ruch klawisza manuału przetwarzany był na ruch zaworów piszczałek w pełni mechanicznie, z wykorzystaniem koncepcji maszyn prostych, za pomocą tzw. traktury – złożonego systemu dźwigni, krążków, cięgieł i drążków. Dźwignia Barkera pozwoliła zmniejszyć opór gry, a w połączeniu z opracowaną w 1827 przez angielskiego organmistrza Josepha Bootha trakturą pneumatyczną umożliwiła umiejscawianie stołu gry w dowolnym miejscu, a nie jak dotychczas w cokole szafy organowej.
Dźwignię Barkera rozpowszechnił – stosując i udoskonalając ją razem z twórcą w budowanych przez siebie instrumentach – wybitny organmistrz Aristide Cavaillé-Coll z Francji. Pierwsze, wykorzystujące angielski wynalazek organy zbudował w 1841 w katedrze w Saint-Denis pod Paryżem. Jego firma konstruowała organy we Francji, Hiszpanii, Anglii, Holandii, a także w Ameryce Południowej i w Chinach. W Niemczech najbardziej znaną była firma Walcker z Ludwigsburga. Podobnie do firmy Cavaillé-Colla budowała organy na całym świecie, ale w standardzie stosowała wiatrownice tonowe typu stożkowego. W Polsce zbudowała instrumenty m.in. w katedrze warszawskiej oraz w Filharmonii w Warszawie (obydwa zniszczone w trakcie II wojny światowej). Innym znanym organmistrzem działającym w Niemczech był Friedrich Ladegast. Na jego instrumencie w katedrze w Merseburgu komponował Ferenc Liszt. W tym samym czasie w Anglii działała firma rodzinna Willisów. Opracowany przez nią typ dużych organów nazwanych symfonicznymi zrywał z tradycyjnym modelem wprowadzając dyspozycję odpowiadającą bieżącym trendom muzyki romantycznej. W Holandii sławę zyskała firma organmistrza Johanna Bätza prowadzona po jego śmierci przez Christiana Wittego. Budowane przez nich instrumenty nie wykorzystywały nowinek technicznych XIX wieku, ale pieczołowitość tzw. intonacji (kształtowania natężenia i barwy dźwięku piszczałek i całych głosów) przysporzyła im miana wyjątkowo pięknie brzmiących i jednych z najlepszych instrumentów epoki romantyzmu.
Polskie organmistrzostwo w XIX wieku rozwijało się w oparciu o rozwiązania techniczne wypracowane i utrwalone w poprzednim stuleciu. Trakturę pneumatyczną i mechanizmy elektryczne zaczęto wprowadzać pod koniec wieku. W tym samym czasie, krakowski organmistrz Antoni Sapalski wydał pierwszy polski traktat zawierający informacje i praktyczne porady dotyczące konstrukcji, konserwacji oraz rozwiązywania typowych usterek eksploatacyjnych organów. Wypracowany w ubiegłych stuleciach kunszt organmistrzowski był przekazywany z pokolenia na pokolenie, rozwijał się, utrwalał i przyjmował formę działalności rodzinnej. Budowano głównie instrumenty małe i średnie. Organy Karola Żakiewicza z początku XIX wieku zachowały się w Miedniewicach i Żelaznej. Uczeń tegoż – Mateusz Mielczarski – działał w latach 1829–1868 i zbudował około 100 instrumentów głównie na terenach Mazowsza oraz Małopolski. W tym czasie powstała – działająca do końca wieku XX – firma rodzinna Biernackich, budująca organy w sposób przemysłowy na obecnych terenach Polski, Litwy i Białorusi. Z warsztatu rodziny Szymańskich pochodzą zbudowane w 1885 pierwsze w Polsce organy z wiatrownicą stożkową – rozwiązaniem technicznym umożliwiającym sterowanie rejestrami za pomocą każdego rodzaju traktury – mechanicznej, pneumatycznej oraz elektropneumatycznej.

### Współczesność

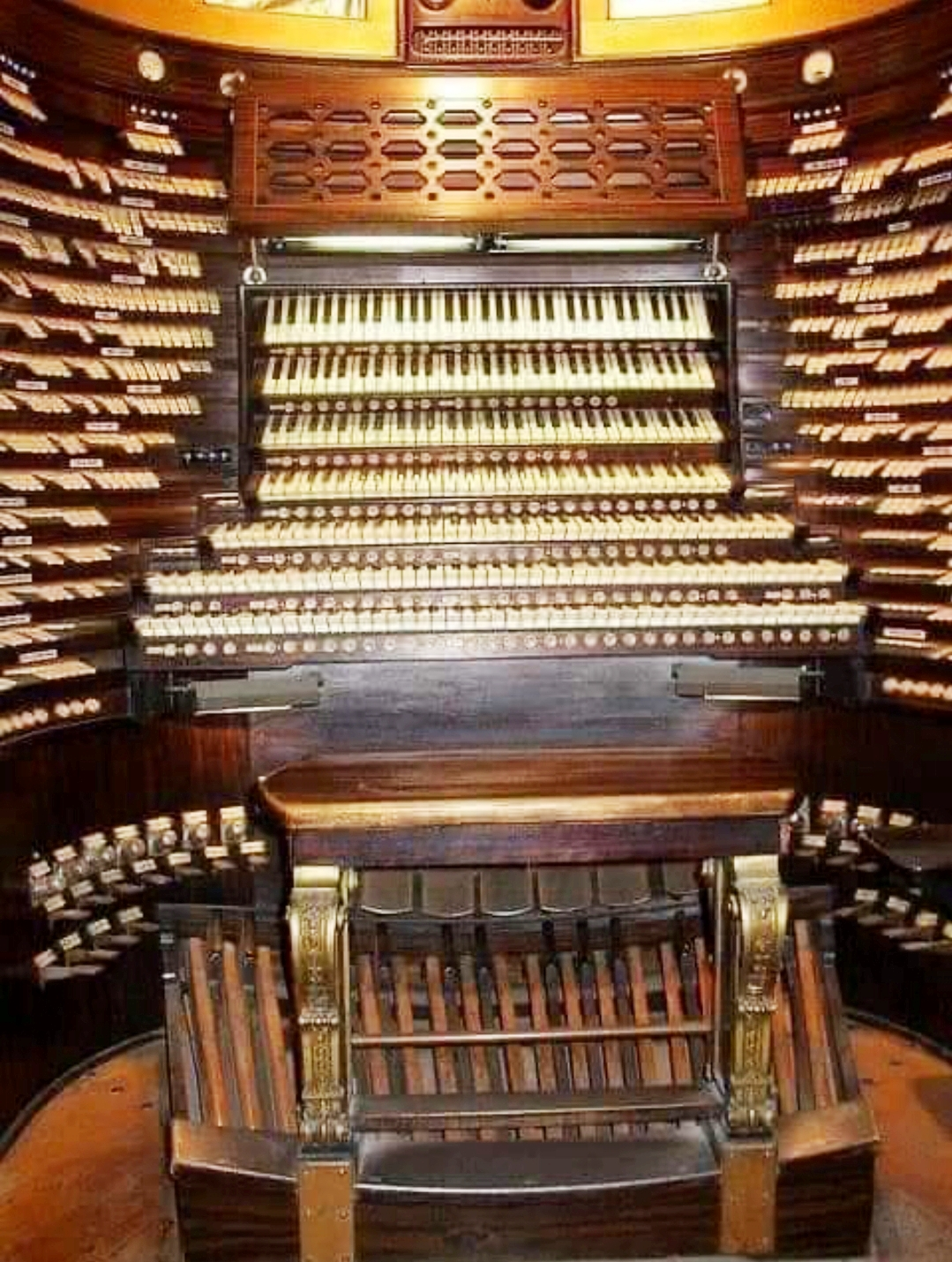
Kontuar 381-głosowych organów w hali widowiskowo-sportowej w Atlantic City

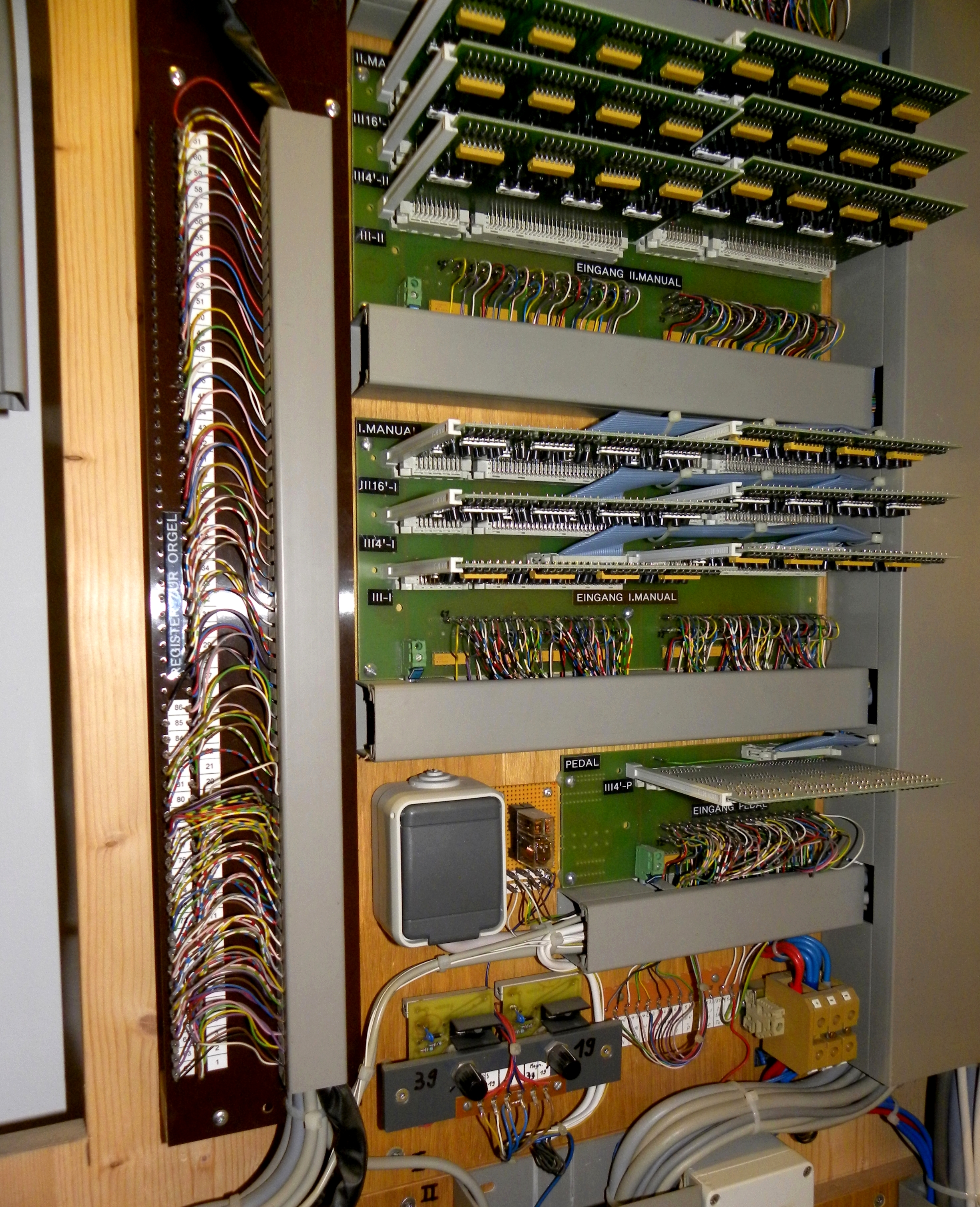
Elektronika we współczesnych organach piszczałkowych

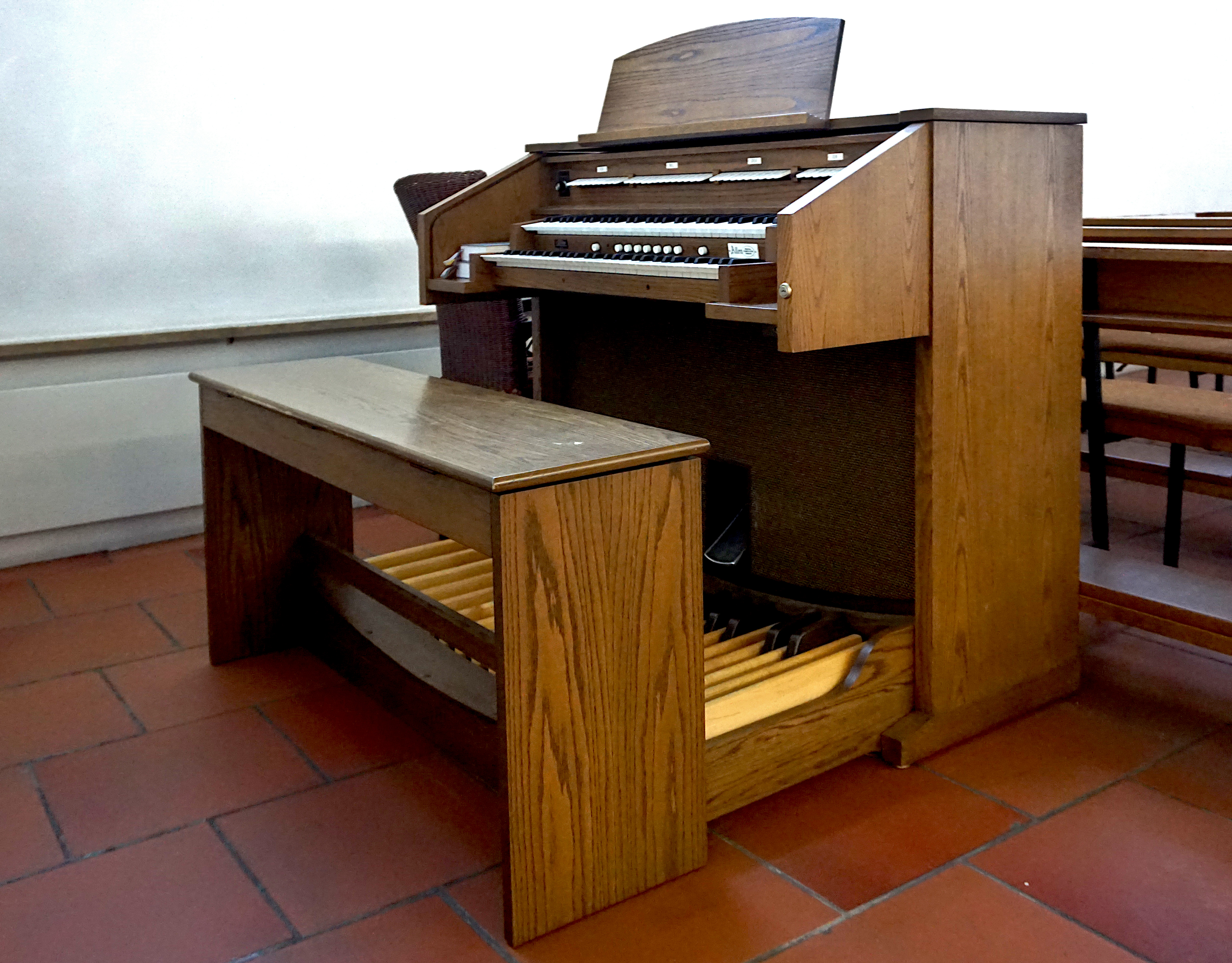
Cyfrowe organy firmy Allen Organ Company

Pod koniec dziewiętnastego stulecia zaczęto kompletować i szeroko publikować dzieła kompozytorów XVI, XVII i XVII wieku, m.in. Bacha, Haendla, Palestriny, Mozarta, Schütza, Purcella i Lasso. Wkrótce, na przełomie wieków XIX i XX pojawił się i szybko rozprzestrzenił trend powrotu do instrumentarium i muzyki dawnej. Nadal budowano organy o rozmaitych rozwiązaniach konstrukcyjnych i rozmiarach, ale historyzm zaznaczył się w sposób szczególny.
22 stycznia 1868 Charles S. Barker – wynalazca dźwigni pneumatycznej – opatentował w Anglii wynalazek traktury elektropneumatycznej. Połączenie mechaniczne klawisza i dźwigni Barkera zastąpione zostało połączeniem elektromagnetycznym. Naciśnięcie klawisza zamykało tu obwód elektryczny, jednak same wentyle otwierane były za pomocą ciśnienia powietrza. Wynalazek Barkera uprościł konstrukcję organów i umożliwił odseparowanie stołu gry od pozostałej części instrumentu. To z kolei zmniejszyło koszt zakupu i utrzymania instrumentu oraz umożliwiło stawianie go w trudniej dostępnych przestrzeniach.
W pierwszej połowie XX wieku nadal budowano instrumenty monumentalne. W 1912 firma Walcker z Ludwigsburga wyposażyła organy w kościele św. Michała w Hamburgu w pięć manuałów i 12 tys. piszczałek w 167 głosach. Taką samą dyspozycję miał instrument firmy Henry Willis & Sons w katedrze w Liverpoolu. W tym samym roku, w Hali Stulecia we Wrocławiu firma Wilhelma Sauera oddała instrument posiadający 5 manuałów, 2 pedały oraz około 15 tys. piszczałek w 187 rejestrach. W 1904 na EXPO w Saint Louis wystawiono wielkie organy, nabyte później przez amerykańskiego kupca Johna Wanamakera do swojego domu towarowego w Filadelfii. W kolejnych latach zostały rozbudowane, i kiedy oddano je do użytku w 1917 posiadały 5 manuałów oraz 18 tys. piszczałek w 232 głosach, stając się tym samym największymi organami na świecie. W 1932 w hali widowiskowo-sportowej w Atlantic City zbudowano organy wyposażone w 7 manuałów i 33 tys. piszczałki w 381 głosach.
„Wyścig” o miano największego instrumentu trwał, jednak głównym trendem w budownictwie organów XX wieku był historyzm, ze szczególnym uwzględnieniem konstrukcji i brzmienia barokowego. Na początku wieku ukonstytuował się w Niemczech, a później rozprzestrzenił na inne regiony świata Orgelbewegung – nurt przeciwstawiający się przemysłowemu budownictwu organów oraz dyspozycji klasycznej i romantycznej, i postulujący powrót do muzyki i dyspozycji barokowej. Wzorcem instrumentu były organy budowane przez Silbermanna, oraz wczesnobarokowe, opisane przez Praetoriusa w opracowaniu Syntagma Musicum. Początkowo ruch przybierał radykalne formy przebudowywania istniejących instrumentów symfonicznych i romantycznych, lecz z biegiem czasu złagodniał, a tendencja do budowy organów barokowych z mechaniczną trakturą przetrwała w Europie do dziś. Do Polski Orgelbewegung dotarł w latach siedemdziesiątych i – poza wzbudzeniem mody na organy dawne – przyczynił się do wzmożenia wysiłków prowadzących do skatalogowania i odrestaurowania instrumentów zabytkowych. Tragiczne skutki I i II wojny światowej – straty materialne i osobowe – nie pozwoliły jednak przywrócić świetności sztuki organmistrzowskiej i najpopularniejszą konstrukcją pozostały w Polsce organy małe z trakturą pneumatyczną, elektropneumatyczną i później – elektromagnetyczną.
Pod koniec XX wieku konstruktorzy organów zaczęli wprowadzać w klawiaturach, przyciskach rejestrowych i trakturach komponenty elektroniczne. Oprócz uproszczenia, zmniejszenia kosztów i zwiększenia niezawodności, pozwoliło to również nagrywać i odtwarzać muzykę za pomocą protokołu MIDI. Niektórzy konstruktorzy organów zaczęli dodawać obok głosów piszczałkowych głosy cyfrowe. Pionierem budownictwa organów hybrydowych jest firma Rodgers Instruments. Funkcję hybrydową mają organy z 2005 w Bazylice w Licheniu, których kontuar wyposażony jest w system MIDI pozwalający nagrywać a później odtwarzać dźwięk bez udziału organisty. W latach 30. XX wieku firma Allen Organ wprowadziła na rynek organy elektroniczne oparte na lampach elektronowych, a w 1971 zbudowała pierwsze organy cyfrowe wykorzystujące technologię CMOS i cyfrowe nagrania dźwięków prawdziwych organów piszczałkowych. W XXI wieku rozwój technik cyfrowych umożliwił podłączanie i sterowanie organami za pośrednictwem komputerów osobistych.
Organy budowane współcześnie prezentują pełną gamę rozmiarów, stylów brzmieniowych i architektonicznych – od niewielkich, charakteryzujących się jasną i delikatną intonacją instrumentów w dyspozycji barokowej, do symfonizujących i wszechstronnych dyspozycji romantycznych, od prospektów historyzujących, do współczesnych – modernistycznych i postmodernistycznych.

## Klasyfikacja
Klasyfikacja popularna umieszcza organy pośród instrumentów klawiszowych dętych. Mieczysław Drobner, w opracowaniu Instrumentoznawstwo i akustyka (1960), dzieli organy na dwie części: wargową i języczkową, klasyfikując je odpowiednio w kategoriach instrumentów dętych wargowych miechowych i samobrzmiących języczkowych mechanicznomiechowych. Klasyfikacja naukowa nie przydziela organom piszczałkowym jednej kategorii, ale grupuje piszczałki organowe wg typu (wargowe i języczkowe) oraz głosy organowe wg typu zastosowanych piszczałek:
| Kod numeryczny | Nazwa grupy                                                              | Typ głosu organowego                  |
| -------------- | ------------------------------------------------------------------------ | ------------------------------------- |
| 412.1          | Aerofony idiofoniczne interrupcyjne lub stroikowe                        | Organowe głosy języczkowe             |
| 412.122        | Zestawy stroików kryjących                                               | Wczesne języczkowe głosy organowe     |
| 421.222.11     | Zestawy fletów otwartych z wewnętrznym kanalikiem, bez otworów palcowych | Organowe piszczałki wargowe otwarte   |
| 421.222.2      | Zestawy częściowo zamkniętych fletów z wewnętrznym kanalikiem            | Organowe piszczałki wargowe rurkowe   |
| 421.222.3      | Zestawy fletów zamkniętych z wewnętrznym kanalikiem                      | Organowe piszczałki wargowe zamknięte |

Ponieważ większą część korpusu dźwiękowego organów stanowią piszczałki wargowe (od 100% do 75%), niektóre źródła klasyfikują organy w grupie 421.222.11; inne, przyjmując największą część wspólną, nazywają je po prostu aerofonem. W praktyce, każdy instrument organowy może być klasyfikowany indywidualnie, i np. organy z piszczałkami wargowymi, wyłącznie otwartymi, jednym głosem języczkowym oraz wyposażone w napędzane mechanicznie koło z dzwonkami będą miały pełny kod numeryczny w klasyfikacji naukowej: 421.222.11 + 412.1 + 112.121-9.

## Rodzaje
Organy, ze względu na kryterium mobilności, dzieli się na przenośne i nieprzenośne. Obydwa rodzaje składają się z trzech systemów, które formułują ten instrument: piszczałek, układu dostarczania powietrza oraz mechanizmu sterowania powietrzem. W zasadniczej kwestii wzbudzania dźwięku i sterowania piszczałkami, organy współczesne nie różnią się od tych wynalezionych przez Ktesibiosa, i rozwijanych w starożytności i nowożytności. Poszczególne odmiany różnią się rozwiązaniami konstrukcyjnymi trzech głównych kompleksów oraz obecnością innych.

### Nieprzenośne

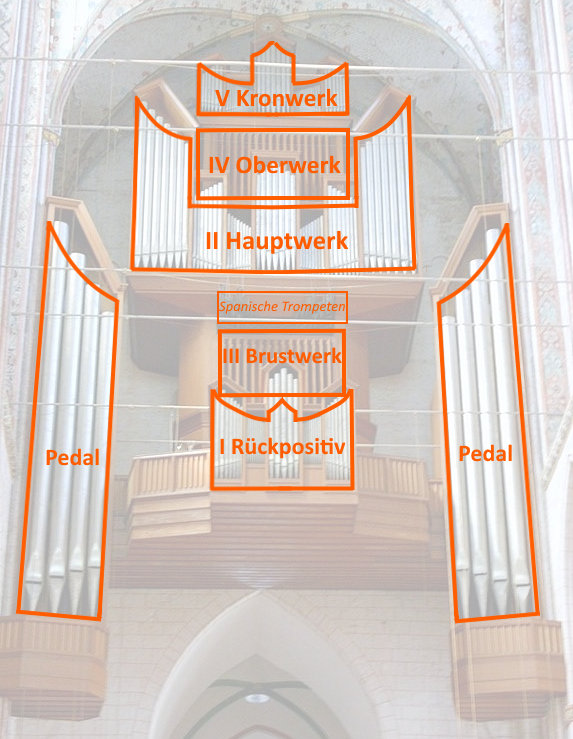
Przykładowy rozkład niektórych zespołów brzmieniowych (sekcji)

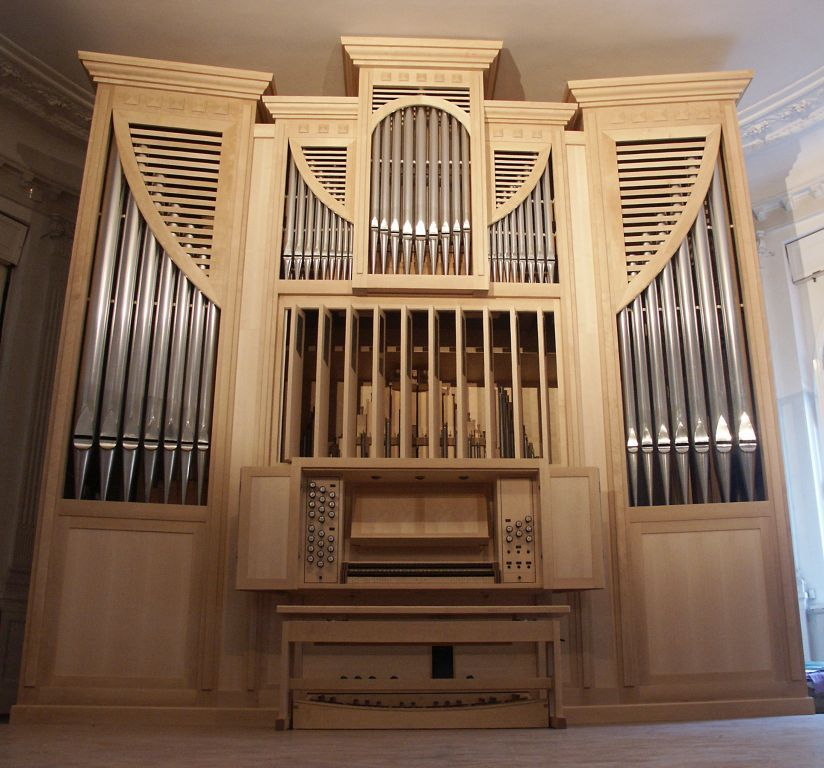
Organy małe

Organy nieprzenośne ustawione są w budynku lub w plenerze na stałe i często stanowią istotny element wystroju wnętrza lub krajobrazu. W grupie tej wyróżnia się organy wielkie, średnie i małe, pozytywy nieprzenośne, organy pokojowe i kinowe. Kryteria podziału nie są jednolicie określone, aczkolwiek przyjmuje się pewne wartości poszczególnych wyróżników. Zwraca się głównie uwagę na rozmiary, liczbę głosów i klawiatur oraz obecność urządzeń dodatkowych.

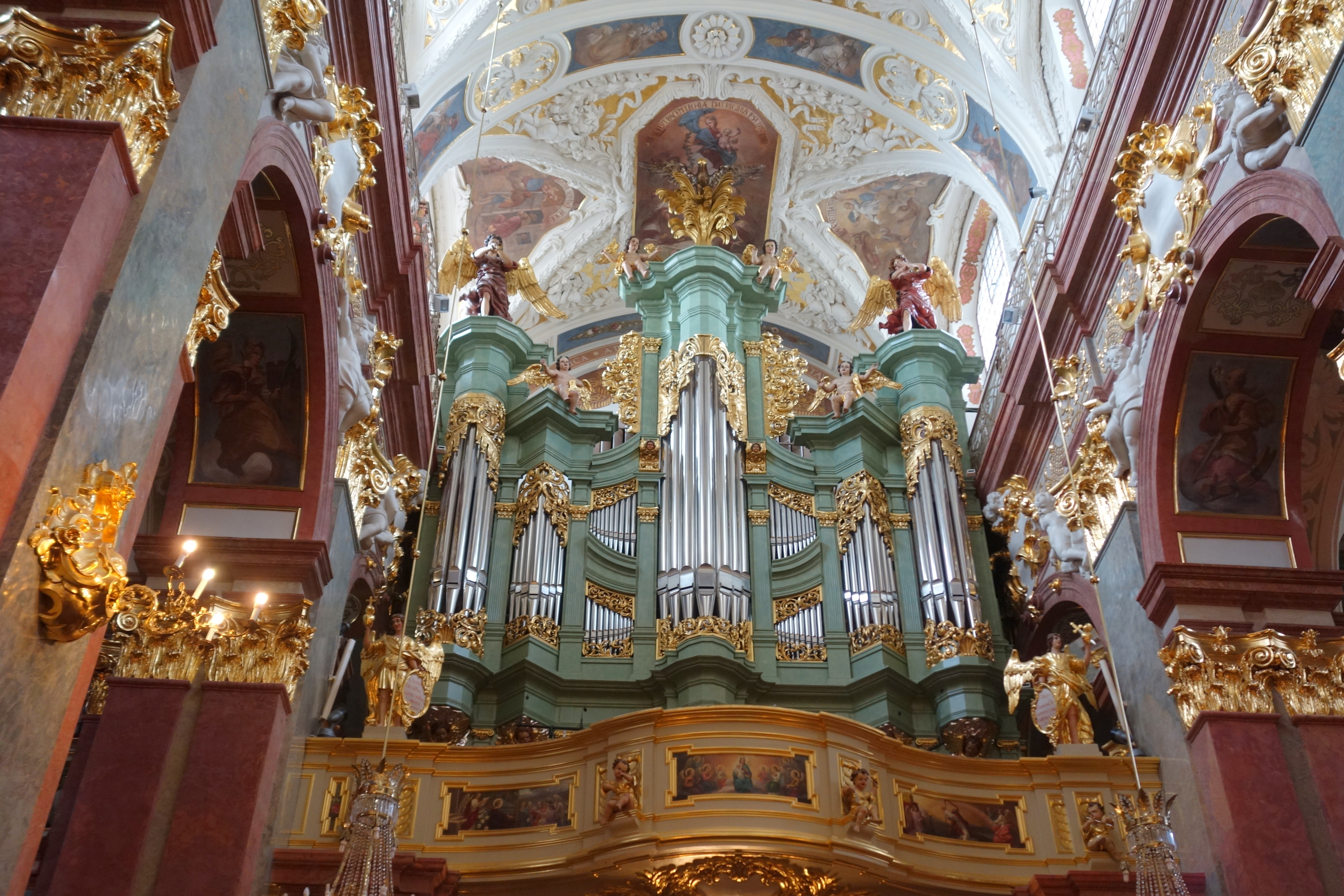
Organy wielkie
Organy wielkie mają monumentalny, często wieloczęściowy prospekt, ponad 60 głosów, więcej niż trzy manuały i pedał.
Poszczególne zespoły brzmieniowe (sekcje), czyli zestawy głosów należących do danej klawiatury, mają swoje nazwy pochodzące od funkcji, jaką dany zespół brzmieniowy spełnia w organach, albo od miejsca czy sposobu umieszczenia go w strukturze architektonicznej instrumentu. W polskiej literaturze stosuje się często niemieckie nazwy sekcji, a czasami nazwy pochodzące od klawiatury, która nimi steruje (np. manuał I, pedał). Najczęściej występującymi terminami określającymi sekcje są:
- Hauptwerk (niem.), Great Organ (ang.), Grand Orgue (fr.), sekcja główna – główny zespół brzmieniowy.
- Oberwerk (niem.), pozytyw górny – zespół należący do wyżej położonej klawiatury lub umieszczony wyżej, np. nad głosami sekcji głównej.
- Positiv, Positivwerk (niem.), positive organ (ang.), Positif (fr.), pozytyw – w dawnych organach sekcja z przewagą głosów fletowych, czasami strojonych niżej od sekcji głównej, szczególnie przydatny do akompaniowania chórowi – stąd nazywany również organami chórowymi. W nowszych rozwiązaniach strojony jak sekcja główna, z głosami jasnymi, metalicznymi i klarownymi.
- Rückpositiv (niem.), pozytyw dolny/plecowy/przedni/tylny/chórowy – sekcja wysunięta do przodu, wydzielona konstrukcyjnie i umieszczona w osobnej szafie, często na balustradzie chóru, która w dawnych organach znajdowała się za plecami organisty. W polskojęzycznej terminologii używa się sprzecznych nazw (przedni, tylny) w zależności od kontekstu, którym są muzyk bądź widz.
- Brustwerk (niem.) – sekcja należąca do wyżej położonej klawiatury. W dawnych organach określenie podłączonego do najwyższej klawiatury zespołu głosów języczkowych o skróconych tubach i głosów wargowych wysokobrzmiących.
- Schwellwerk, Schweller, Echowerk (niem.), swell organ (ang.), récit expressif (fr.) – zespół głosów umieszczony w szafie ekspresyjnej.
- Fernwerk (niem.), echo odległe – sekcja wydzielona i umieszczona w osobnej szafie (najczęściej ekspresyjnej) w znacznej odległości od organów głównych, np. na drugim końcu pomieszczenia.
- Solowerk, Soloklavier (niem.), Solo Organ (ang.), Clavier de Bombarde, Clavier de Solo (fr.) – sekcja złożona z głosów języczkowych i wargowych o charakterze solowym.
- Pedalwerk (niem.), pedal organ (ang.), pédale (fr.), sekcja pedału, sekcja pedałowa – sekcja należąca do klawiatury pedałowej.

Organy średnie
Organy średnie mają jedno lub wieloczęściowy prospekt, ponad 25 głosów, więcej niż dwa manuały i pedał. Zespoły brzmieniowe mogą mieć takie same nazwy, jak w organach wielkich.
Organy małe
Organy małe mają kilkanaście głosów, jeden lub dwa manuały i pedał.
Pozytyw nieprzenośny
Pozytyw nieprzenośny to organy o rozmiarze szerokiej szafy odzieżowej, wyposażone w jeden, rzadziej dwa manuały, kilka głosów – najczęściej tylko wargowych, na ogół bez pedału lub z pedałem podwieszonym.
Organy pokojowe
Organy pokojowe, Hausorgel (niem.), Zimmerorgel (niem.) to określenie stosowane często zamiennie z terminem pozytyw. W niektórych źródłach oznacza niewielkie gabarytowo, kilkugłosowy instrument przystosowany do zamontowania w małym pomieszczeniu, np. pokoju, wyposażony w urządzenia stosowane w dużych instrumentach i wykorzystywany do nauki gry i obsługi.
Organy kinowe
Organy kinowe to instrument używany w okresie kina niemego do muzycznej ilustracji fabuły rozgrywającej się na ekranie lub scenie kinoteatru. Pierwotnie były to organy piszczałkowe, później elektroniczne. Przystosowane były do wydawania różnych dźwięków muzycznych, pozamuzycznych (odgłosy natury i cywilizacji) i często wyposażone w sekcję perkusyjną.

### Przenośne
Organy przenośne to niewielkich gabarytów instrumenty złożone z tych samych podzespołów co organy nieprzenośne: piszczałek, układu dostarczania powietrza oraz mechanizmu sterowania powietrzem. Efektem mniejszych wymiarów jest brak piszczałek o bardzo niskich częstotliwościach dźwięku oraz traktury o prostych konstrukcjach dźwigniowych (dla klawiatur) oraz zasuwowych (dla głosów).
Pozytyw przenośny
Pozytyw przenośny ma jeden manuał, nie posiada pedału i wymaga do obsługi kalikanta. Był wykorzystywany od X do XVII wieku głównie w muzyce liturgicznej, niekiedy w świeckiej. Występuje w dwóch odmianach: dwuczęściowej i jednoczęściowej. Pierwsza składa się z części dolnej, w której umieszczone są miechy, oraz górnej, z piszczałkami i trakturą. Instrument zazwyczaj ma tylko głosy wargowe, z najniżej brzmiącą piszczałką 8′ (czasami tylko 4′). Skala głosu obejmuje do czterech oktaw, najniższa jest zwykle krótka. Pozytyw jednoczęściowy (szkatularny, procesyjny) mieści się w całości w drewnianej skrzyni z uchwytami do przenoszenia. Miechy znajdują się w górnej części, a piszczałki pod nimi.
Portatyw
Portatyw (organetto) ma gabaryty i konstrukcję umożliwiające granie w pozycji siedzącej – instrument oparty jest na kolanie, lub stojącej – zawieszony na pasku przez ramię. Posiada jedną klawiaturę i zazwyczaj jeden głos wargowy, najczęściej 2′, obejmujący skalę około dwóch oktaw. Organista jedną ręką obsługuje klawiaturę, a drugą miech. Był wykorzystywany od XII do XVI wieku głównie w muzyce świeckiej, także w liturgicznej.
Regał
Regał posiada wyłącznie piszczałki języczkowe ułożone poziomo pod klawiaturą, zazwyczaj jeden głos oraz dwa miechy klinowe kształtem przypominające duże księgi. Podczas gry umieszczony jest na meblu wysokości stołu. Miechy obsługiwane są przez kalikanta lub nogami przez organistę, za pomocą dodatkowych mechanizmów. Był wykorzystywany w Europie, w epokach renesansu i baroku, jako instrument solowy i zespołowy. Regały produkowane współcześnie, na potrzeby wykonywania muzyki dawnej, wyposażone są w dmuchawy elektryczne zamiast miechów.

## Budowa
Organy są zespołem wielu piszczałek, z których każda wydaje tylko jeden dźwięk o stałej wysokości, poziomie natężenia i barwie. Dopływ powietrza do wszystkich piszczałek zapewnia urządzenie mechaniczne, a skierowanie jego strumienia do żądanej piszczałki dokonuje się za pośrednictwem klawiszów i włączników głosów. Piszczałki ułożone są w głosy – szeregi o zazwyczaj wyrównanej budowie, barwie i natężeniu. Wytwarzane w miechach lub dmuchawie powietrze przekazywane jest kanałami powietrznymi do wiatrownic – skrzyń, na których ustawione są piszczałki. Organista, przyciskając klawisz manuału uruchamia trakturę, która – mechanicznie, pneumatycznie bądź elektrycznie – przekazuje sygnał do zaworu otwierającego dopływ powietrza do określonej piszczałki lub piszczałek. Wymienione komponenty zamknięte są w szafie organowej – ramie i obudowie zewnętrznej, której frontowe, architektoniczno-plastyczne wykończenie – prospekt organowy – jest często odrębnym dziełem sztuki. Organy mogą być wyposażone w urządzenia dodatkowe: pudło ekspresyjne, tremolo, crescendo, tutti, cymbelstern, dzwonki, instrumenty perkusyjne.
1. szafa organowa
2. szafa ekspresyjna
3. piszczałki prospektowe

Schemat organów wielkich z trakturą mechaniczną. Nie uwzględniono traktury połączeń (kopulacji) i traktury rejestrowej

4. piszczałki sekcji chórowej (pozytyw, organy chórowe, niem. Positivwerk, ang. positive organ)
5. wiatrownica sekcji chórowej
6. kondukty
7. piszczałki głównego zespołu brzmieniowego (sekcja główna, niem. Hauptwerk, ang. Great Organ)
8. wiatrownica sekcji głównej
9. elementy traktury gry (traktury klawiatur)
10. dźwignie Barkera
11. manuały
12. pedał
13. ławka
14. piszczałki zespołu głosów umieszczonego w szafie ekspresyjnej (niem. Schwellwerk, ang. swell organ)
15. wiatrownica szafy ekspresyjnej
16. piszczałki sekcji solowej (niem. Solowerk, ang. Solo Organ)
17. wiatrownica sekcji solowej
18. piszczałki sekcji pedału (niem. Pedalwerk, ang. pedal organ)
19. wiatrownica sekcji pedałowej
20. miech magazynowy

### Dyspozycja
Dyspozycja organów to – w ścisłym znaczeniu – szczegółowy plan organów, wraz z rysunkami technicznymi i wykresami, który obejmuje stronę dźwiękową (dynamiczną), czyli organy jako instrument muzyczny oraz stronę statyczną, czyli wystrój plastyczny wierzchniej części instrumentu. W znaczeniu popularnym, dyspozycja (dyspozycja uproszczona) to wykaz głosów (nazwy i wysokości brzmienia podane w stopach), liczba klawiatur oraz ogólnie określony rodzaj traktury i połączeń.
Przykładowa dyspozycja uproszczona małych organów zbudowanych przez Antoniego Sapalskiego w kościele pw. św. Bartłomieja w Krakowie:
| Manuał C – c³                                                 | Pedał C – c            |
| ------------------------------------------------------------- | ---------------------- |
| Flet major 8′ Pryncypał 4′ Flet minor 4′ Oktawa 2′ Sifflet 1′ | Subbas 16′ Oktawbas 8′ |
| Urządzenia dodatkowe: Tremolo                                 |                        |

### Piszczałki

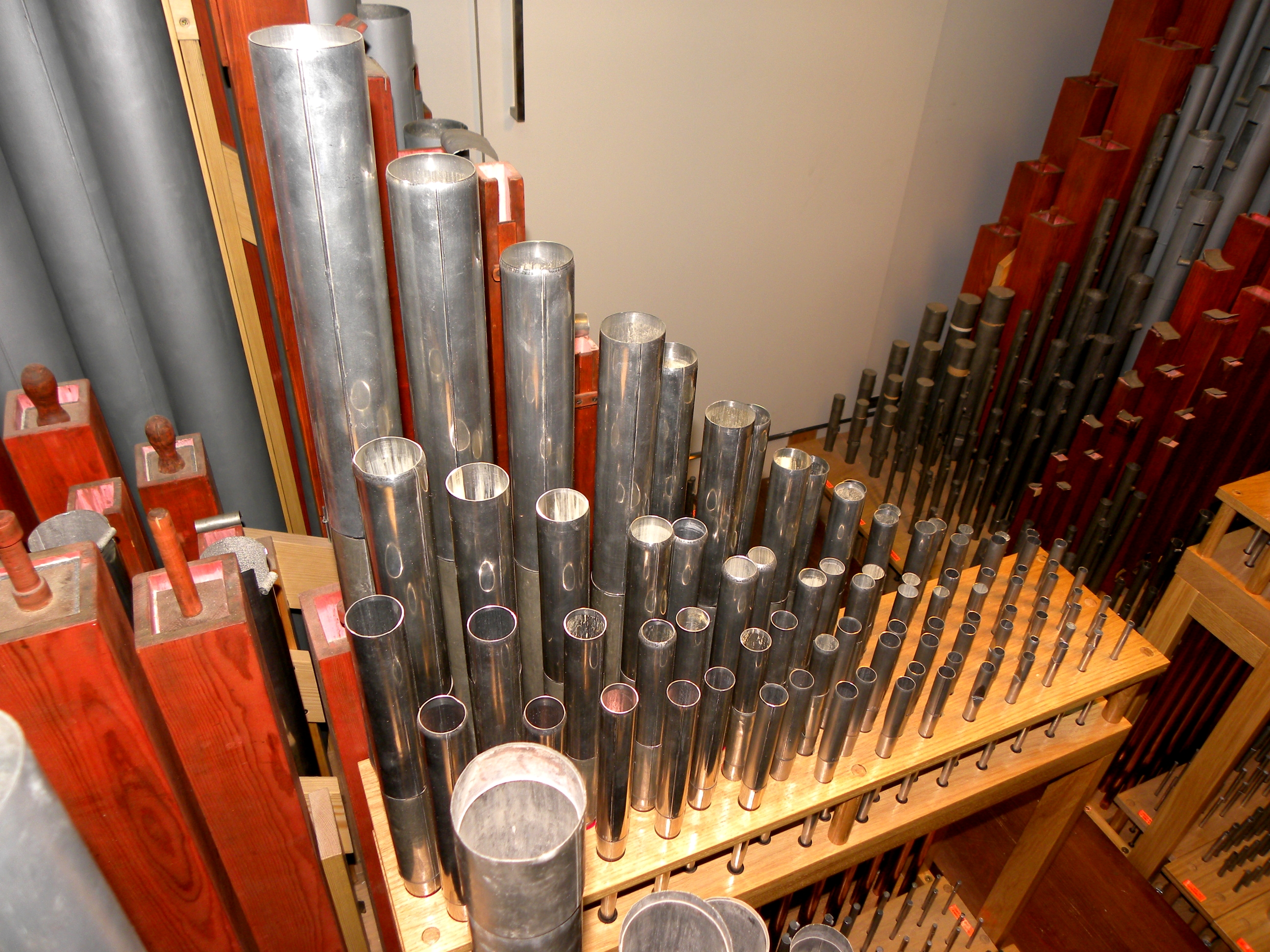
Piszczałki organowe drewniane i metalowe

Piszczałki organowe mają najczęściej kształt długiego walca i prostopadłościanu, oraz wąskiego stożka i ostrosłupa. Ich długość wynosi od kilku centymetrów do 10 metrów. U podstawy i na końcu wyposażone są w elementy służące do wzbudzania dźwięku oraz regulowania wysokości, natężenia i barwy dźwięku. Kształt i gabaryty piszczałek mają wpływ na barwę oraz wysokość i natężenie wydawanego dźwięku. Piszczałki organowe dzielą się na wargowe (labialne) i języczkowe. W pierwszych dźwięk powstaje na skutek drgania słupa powietrza przepływającego przez korpus, w drugich – na skutek drgania metalowego języczka.
Do budowy piszczałek używa się drewna, metali i innych materiałów. Stosuje się drewno miękkie (sosna, jodła, świerk) i twarde (dąb, buk, grusza, jesion). Najlepsze własności akustyczne uzyskuje się stosując wysokogatunkowe drewno zdrowe, o gęstym równym słoju, bez sęków i pęknięć, suszone w sposób naturalny, nie krócej niż 7 lat. Piszczałki metalowe wykonuje się najczęściej ze stopów cyny z ołowiem; stosuje się rozmaite proporcje: od 100% cyny do 100% ołowiu. Ze względu na walory dźwiękowe nie zaleca się cynku. Sporadycznie wykorzystuje się miedź, a rzadziej inne materiały: mosiądz, papier, szkło, masy plastyczne.
Jednym z parametrów opisujących piszczałki jest menzura – w piszczałkach wargowych jest to iloraz średnicy lub szerokości i długości, w języczkowych – wymiary języczka. Menzura wpływa na wysokość dźwięku. Długość piszczałek organowych wyraża się w stopach i oznacza symbolem prim, np. 4′. Długość piszczałki jest głównym czynnikiem wpływającym na wysokość dźwięku w piszczałkach wargowych; w piszczałkach języczkowych korpus pełni głównie rolę rezonatora.

### Głosy

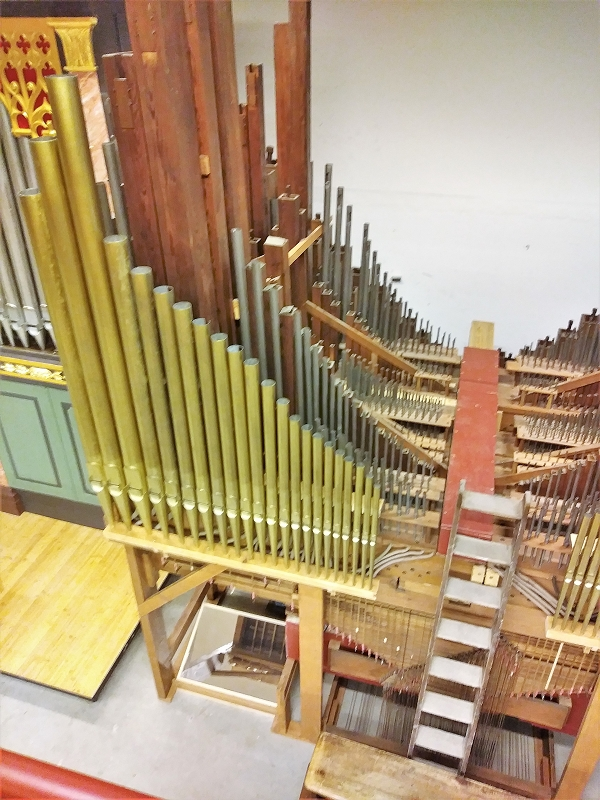
Piszczałki głosów organowych. Od przodu: malowane piszczałki prospektowe jednorzędowego pryncypału; w głębi, naprzemiennie, głosy wargowe z piszczałkami metalowymi, drewnianymi, mieszane, oraz głos wielorzędowy

Piszczałki zgrupowane są w głosy (rejestry), włączane i wyłączane za pomocą włączników rejestrowych i pobudzane do brzmienia za pośrednictwem klawiatury. Piszczałki jednego głosu zazwyczaj mają jednakową budowę, barwę i są nastrojone według skali muzycznej. Niektóre głosy zawierają w szeregu piszczałki o różnej konstrukcji, np. Rurflet (na początku skali ma piszczałki kryte, później zaopatrzone w rurki, a dalej stożkowe), głosy fletowe (z piszczałkami krytymi i otwartymi) i głosy językowe z piszczałkami wargowymi w górnym zakresie. Polskie cymbałki to natomiast głos nie strojony w ogóle, a Voix céleste – delikatnie rozstrojony.
Niektóre głosy organowe mają tyle samo piszczałek w rzędzie, ile jest klawiszy w manuale, tj. od 49 do 61, i obejmują zakres 4 do 5 oktaw. Głosy wielorzędowe zbudowane są z kilku rzędów (chórów) – jeden klawisz uruchamia więcej niż jedną piszczałkę. Inne głosy zawierają mniej niż 4 oktawy. Głosy klawiatury nożnej zawierają 30–32 piszczałki. Niejednolita struktura głosów bywa przyczyną sporów dotyczących rankingów wielkości organów piszczałkowych. Aby ich uniknąć podaje się kilka parametrów – ilość głosów, ilość rzędów, ilość piszczałek.
Terminy oznaczające głosy organowe składają się z nazwy własnej, liczby (całkowitej lub mieszanej – z ułamkiem) określającej długość piszczałki o najniższej wysokości dźwięku w rzędzie, oraz – dla głosów mieszanych – ilości chórów, na przykład:
- Trompet 8′ – głos języczkowy, o mocnym, jasnym dźwięku, nietransponujący,
- Mikstura 1 1/3′4ch (lub Mikstura 1 1/3′ IV) – pryncypałowy głos mieszany o jasnym, metalicznym dźwięku, czterorzędowy, w którym największa piszczałka ma długość 1 1/3 stopy.

Głosy organowe dzieli się wg rodzaju piszczałek na wargowe i języczkowe. Inne podziały obejmują kryteria rozmiaru (wielkie i małe), przynależności do klawiatury ręcznej i nożnej (manuałowe i pedałowe), związku z klawiaturą (stałe i transmitowane), zakres klawiatury (zupełne i półgłosy) oraz sposób brzmienia (zasadnicze, poboczne i mieszane).
Zależnie od charakteru brzmienia głosy organowe dzieli się na pięć grup:
- Pryncypały – podstawowe głosy organowe nadające instrumentowi charakterystyczny, niepodobny do brzmienia innych instrumentów jasny i pełny dźwięk; piszczałki tylko wargowe otwarte, o średniej menzurze, cylindryczne metalowe lub prostopadłościenne drewniane[82];
- Flety – głosy zbliżone barwą do fletu używanego w orkiestrze, o miękkim i łagodnym dźwięku; piszczałki wargowe, otwarte, kryte lub przedęte, o wszelkich rozmiarach menzur, metalowe i drewniane, wszelkich możliwych kształtach korpusów[83];
- głosy kryte – dźwięk przytłumiony; piszczałki całkowicie zakryte lub półkryte, metalowe głównie cylindryczne, drewniane o przekroju prostokątnym, rzadziej kwadratowym[84];
- głosy smyczkowe – dźwięk zbliżony do instrumentów smyczkowych o szerokim spektrum barw; piszczałki głównie metalowe, cylindryczne oraz stożkowe – zbieżne (koniczne) i rozbieżne (antykoniczne, lejkowate)[85];
- głosy języczkowe – dźwięk jasny, mocny i donośny, używany do partii solowych; tuby rezonansowe metalowe, cylindryczne i lejkowate[86].

### System zasilania
System zasilania lub układ dostarczający powietrze to zespół urządzeń których zadaniem jest wytworzenie powietrza pod określonym ciśnieniem i dostarczenie go systemem konduktów (kanałów powietrznych) do wiatrownic – skrzyń, na których ustawione są piszczałki.

#### Miech

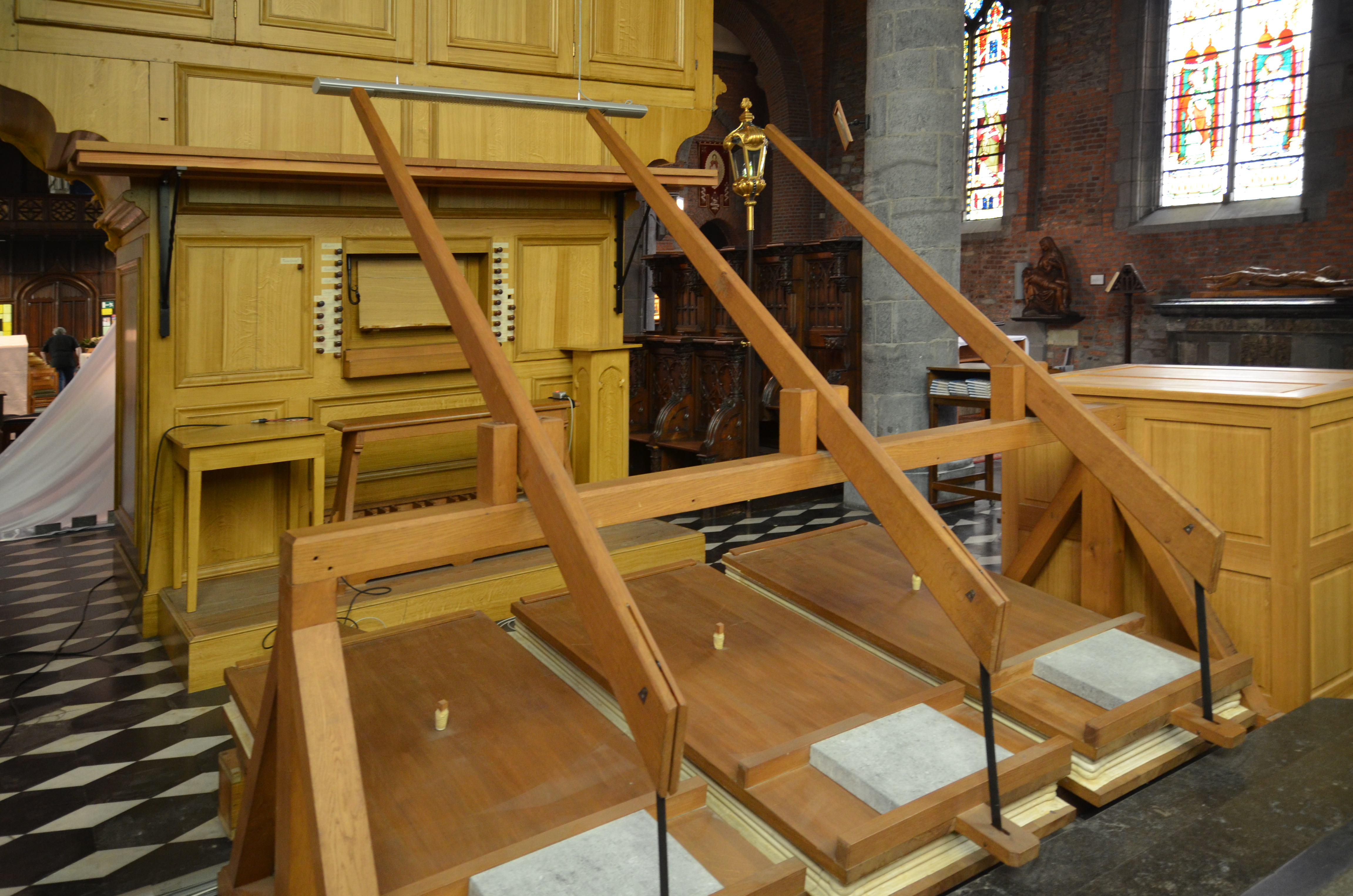
Miechy klinowe

Miech organowy to urządzenia gromadzące i dostarczające pod stałym ciśnieniem powietrze, używane do zadymania piszczałek, poruszania niektórych elementów traktury pneumatycznej oraz elementów dodatkowych. Współcześnie, poza organami zabytkowymi, miech pełni rolę rezerwuaru – magazynu sprężonego powietrza. Miechy dzieli się na dwie grupy: jednoczęściowe i dwuczęściowe. W pierwszych, to samo urządzenie spręża i gromadzi powietrze, a w celu zapewnienia równomiernego dostarczania powietrza do organów współpracują przynajmniej dwa. W drugich – jedna część spręża, a druga magazynuje powietrze. Zmagazynowane powietrze przekazywane jest do konduktów.
Do końca XVIII wieku stosowano w organach miechy jednoczęściowe: do połowy XV wieku kowalskie, później klinowe. Na przełomie XVI/XVII opracowano miech skrzyniowy. Na początku XIX wieku wprowadzono dwuczęściowy miech magazynowy. Współcześnie używa się miechów pływakowych napełnianych dmuchawą elektryczną lub – zamiast miechów – wykorzystuje się regulatory ciśnienia montowane bezpośrednio na wiatrownicach.

#### Dmuchawa

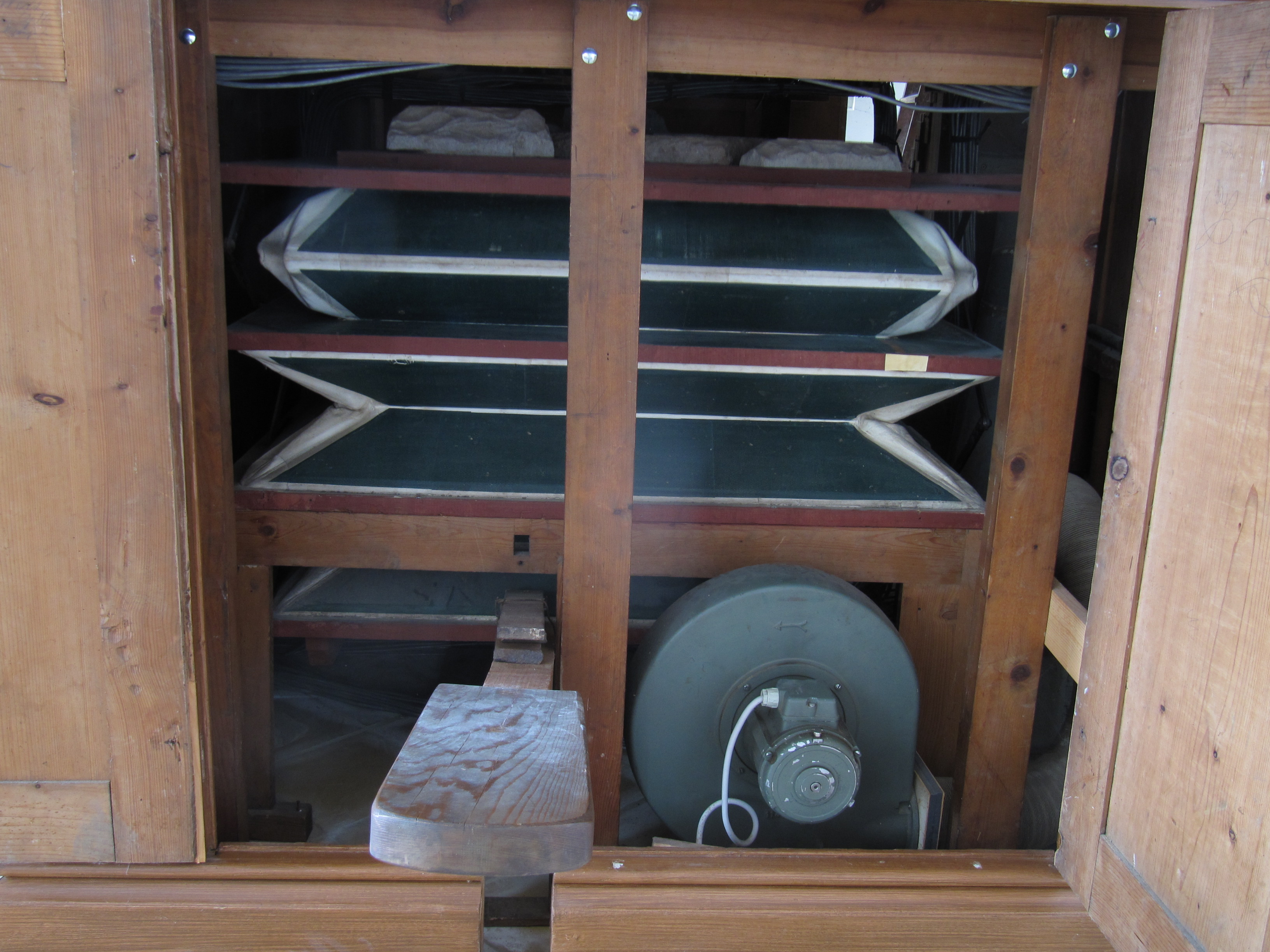
Miech magazynowy w roli rezerwuaru. Widoczne dwa alternatywne urządzenia do napełniania: obsługiwana siłą mięśni dźwignia oraz dmuchawa elektryczna

Dmuchawa elektryczna (elektrowentylator) to urządzenie napędzane silnikiem elektrycznym, działające na zasadzie sprężarki odśrodkowej, tłoczące powietrze do rezerwuaru. Przed wprowadzeniem do konstrukcji organów dmuchawy elektrycznej, sprężanie powietrza wykonywali za pomocą miechów kalikanci. W niektórych rozwiązaniach, dmuchawa tłoczy powietrze bezpośrednio, z pominięciem rezerwuaru, do skrzyń wiatrowych, na których zamontowane są piszczałki.

#### Rezerwuar
Rezerwuar (magazyn powietrza) ma za zadanie utrzymywać powietrze pod określonym ciśnieniem. Jest urządzeniem przepływowym: na wlocie dostarczane jest – wytwarzane w innym miechu, części miecha dwuczęściowego lub dmuchawie elektrycznej – zagęszczone powietrze o nieustalonym, zmiennym ciśnieniu, a na wylocie znajduje się powietrze o zadanym, stałym ciśnieniu. Współcześnie w funkcji rezerwuaru obsadza się głównie miech pływakowy.

#### Kondukty
Kondukty (kanały powietrzne) to przewody, którymi sprężone powietrze płynie z rezerwuaru do wiatrownic oraz z dmuchawy do miecha. W dawnych organach wykonywano je wyłącznie z desek; obecnie – z desek, tektury, blachy, tworzyw sztucznych i folii aluminiowej.

### Wiatrownice

Wiatrownica poprzeczna, klapowo-zasuwowa. 1 – klapa zaworu tonowego, 2 – cięgło traktury gry, 3 – przegroda tonowa, 4 – zasuwa rejestrowa, 5 – komora wiatrowa, 6 – kanały tonowe, 7 – kierunek w poprzek wiatrownicy (szeregi tonowe piszczałek), 8 – kierunek wzdłuż wiatrownicy (rzędy rejestrowe piszczałek), 9 – kloc piszczałkowy, 10 – kondukt, 11 – powietrze z rezerwuaru

Wiatrownica to drewniana skrzynia, na której górnej części – klocu piszczałkowym – ustawione są piszczałki. Wewnątrz podzielona jest na kanały i zawiera urządzenia rozdzielające powietrze między piszczałkami: wzdłuż dla głosów, w poprzek dla tonów. Każda wiatrownica lub jej część jest – za pomocą traktury – połączona na stałe z jedną klawiaturą (manuałem lub pedałem), za pomocą której organista wybiera ton dźwięku. Głos wybierany jest za pomocą umieszczonych na stole gry kluczy rejestrowych połączonych trakturą rejestrową z elementami sterującymi dostępem powietrza do całych rzędów piszczałek – głosów.
Ze względu na konstrukcję rozróżnia się trzy typy wiatrownic: poprzeczne, podłużne i skrzyniowe (lub odpowiednio tonowe, rejestrowe i skrzyniowe).
- W wiatrownicach poprzecznych (tonowych) powietrze płynie najpierw przez kanały tonowe (zorientowane w poprzek skrzyni), a następnie przez zawory rejestrowe do piszczałek. Ze względu na sposób rozdzielania powietrza głosom dzielą się na trzy typy[92][95]:
  - klapowo-zasuwowe, w których uruchamiane klawiszem zawory klapowe otwierają i zamykają przepływ powietrza do kanałów tonowych, a zasuwy rejestrowe, w formie długich, drewnianych listew z nawierconymi otworami otwierają i zamykają przepływ powietrza do rzędów piszczałek. Wiatrownice klapowo-zasuwowe charakteryzują się prostą i trwałą konstrukcją oraz wynikająca z tego łatwością napraw; są podatne na zmiany wilgotności i temperatury.
  - klapowo-zaworowe, w których uruchamiane klawiszem zawory klapowe otwierają i zamykają przepływ powietrza do kanałów tonowych, a umieszczone w podłużnie rozmieszczonych kanałach zawory pneumatyczne – do rzędów piszczałek. Wiatrownice klapowo-zasuwowe charakteryzują się skomplikowaną konstrukcją, ale nie są podatne na czynniki atmosferyczne. Z powodu kłopotliwych napraw nie znalazły szerszego zastosowania.
  - z podwójnymi klapami (sprężynowe, skrzyniowe), w których uruchamiane klawiszem zawory klapowe otwierają i zamykają przepływ powietrza do kanałów tonowych, a inne zawory klapowe umieszczone indywidualnie pod każdą piszczałką – do rzędów piszczałek. Wiatrownice z podwójnymi klapami mają bardzo skomplikowaną budowę i z tego powodu nie znalazły szerszego zastosowania.

- W wiatrownicach podłużnych (rejestrowych) powietrze płynie najpierw przez kanały rejestrowe (zorientowane wzdłuż skrzyni), a następnie przez zawory tonowe do piszczałek. Ze względu na położenie zaworów w kanale i sposób ich działania dzielą się na trzy typy[92][95]:
  - górnozaworowe (stożkowe), w których zawór stożkowy zamyka otwór łączący kanał rejestrowy z wlotem piszczałki od góry. Mają najprostszą konstrukcję ze wszystkich wiatrownic podłużnych, są odporne na zmiany temperatury i wilgotności oraz charakteryzują się wysoką sprawnością działania.
  - dolnozaworowe, w których zawór zamyka otwór łączący kanał rejestrowy z wlotem piszczałki od dołu. Wymagają wysokiej precyzji wykonania, wymagają częstej i kłopotliwej konserwacji. Dobrze utrzymane działają bardzo sprawnie i – w porównaniu do innych wiatrownic – pozwalają na uzyskanie bardzo dobrej intonacji.
  - z bocznymi zaworami, w których zawór zamyka otwór łączący kanał rejestrowy z wlotem piszczałki od boku. Mają nieskomplikowaną, ułatwiającą konserwację konstrukcję. Kanały łączące zawory z wlotami piszczałki są długie, co wpływa niekorzystnie wpływa na intonację.

- W wiatrownicach skrzyniowych powietrze znajduje się we wspólnej, niepodzielonej na kanały skrzyni. Każda piszczałka ma własny, podwójnie sterowany zawór – naciśnięcie klawisza otwiera tylko te zawory, które były wcześniej odblokowane kluczem rejestrowym. Ze względu na bardzo skomplikowaną konstrukcję i konserwację traktur, wiatrownice tego typu nie są stosowane[92][95].

### Traktura

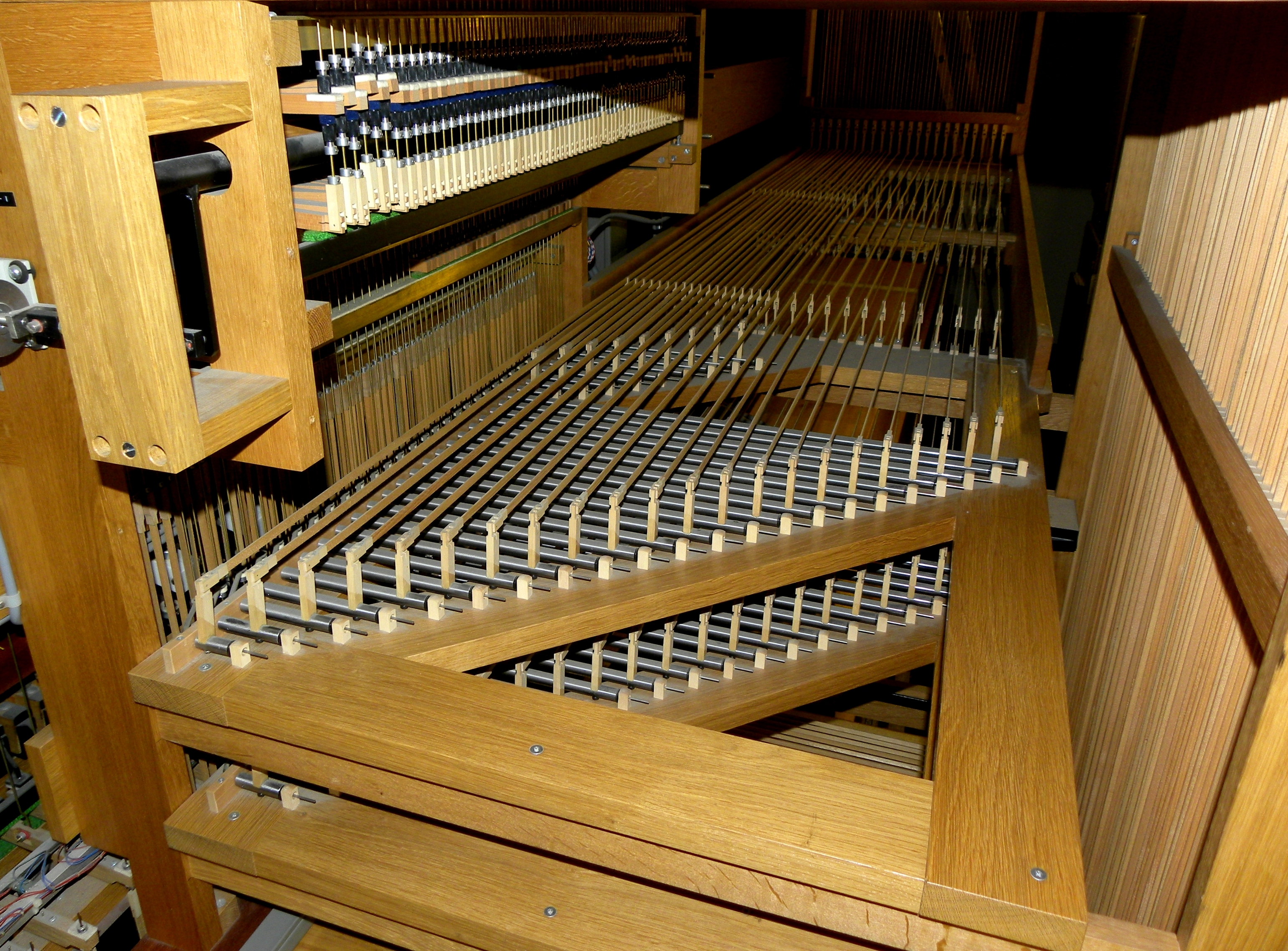
Elementy mechanicznej traktury gry – mechanizm wałkowy

Traktura to – w szerokim znaczeniu – wszystkie urządzenia umożliwiające grę na organach, czyli rozdzielanie powietrza magazynowanego w rezerwuarze między piszczałkami: wiatrownice, klawiatury, połączenia klawiatury z wiatrownicami, połączenia wewnątrzklawiaturowe i międzyklawiaturowe, włączniki głosów, połączenia włączników głosów z wiatrownicami, crescendo, automat pedału, urządzenia pomocnicze. W węższym znaczeniu – traktura właściwa – to urządzenia za pośrednictwem których organista steruje wiatrownicami: traktura gry (traktura klawiatury, traktura tonowa), traktura połączeń (kopulacje) i traktura rejestrowa (traktura registratury). Traktury gry i połączeń sterują tonami (poprzecznym układem wiatrownicy). Traktura rejestrowa steruje głosami (podłużnym układem wiatrownicy). Ze względu na konstrukcję, traktury dzielą się na mechaniczne, pneumatyczne i elektromagnetyczne.
Zadaniami traktur są przekazywanie sygnału na odległość oraz wykonywanie pracy. Polecenia wydawane przez organistę za pośrednictwem elementów sterujących – klawiszy i przycisków, są przekazywane przez trakturę do odległych elementów wykonawczych w wiatrownicy – zaworów. Praca wykonywana przez trakturę zmniejsza wysiłek potrzebny do przezwyciężenia tarcia wewnątrz i między urządzeniami mechanicznymi wiatrownicy.
W trakturze mechanicznej pośrednikiem między grającym a wiatrownicami są zawory mechaniczne, dźwignie, cięgła i wałki. W pneumatycznej – przewody, zawory pneumatyczne, dźwignie Barkera i mieszki (membrany). W elektromagnetycznej – przewody elektryczne, źródło prądu, styczniki i elektromagnesy. Traktury elektromagnetyczne i elektropneumatyczne umożliwiają umiejscawianie stołu gry w dużej odległości od wiatrownic (nazywany jest on wówczas kontuarem), stosowanie kilku niezależnie działających stołów gry do obsługi jednego instrumentu, rozkładanie sekcji (zespołów brzmieniowych) w znacznej odległości od siebie oraz stosowanie licznych połączeń, transmisji i kombinacji rejestrowych.

### Stół gry

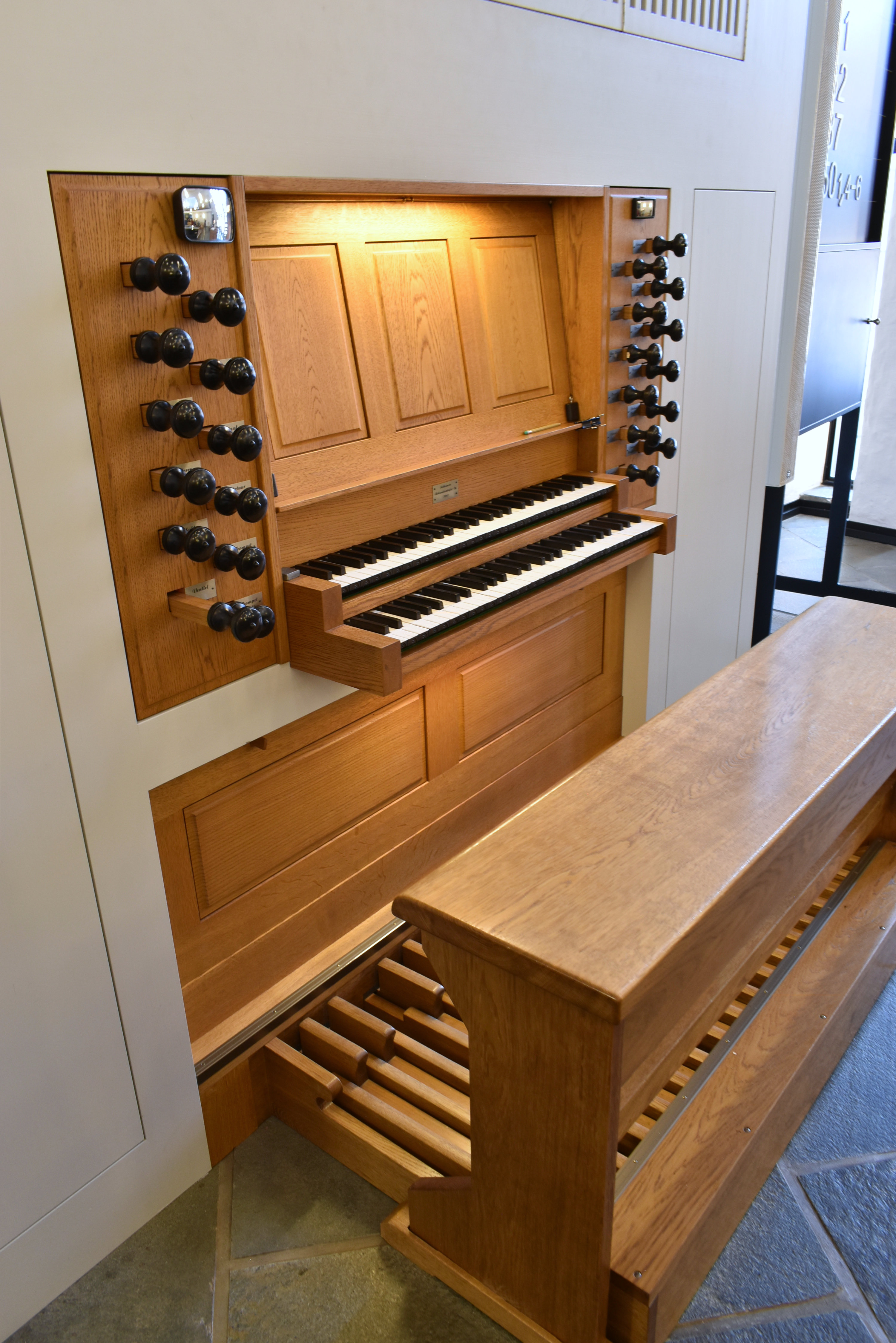
Stół gry organów małych. U dołu – ławka i klawiatura nożna (pedał), pośrodku – klawiatury ręczne (manuały), u góry – pośrodku pulpit na nuty, po bokach włączniki rejestrowe (w formie manubriów) z tabliczkami z nazwami głosów oraz lusterka pozwalające obserwować przebieg mszy

Stół gry jest miejscem zajmowanym przez organistę i zawierającym wszystkie urządzenia służące do sterowania instrumentem: klawiatury, włączniki głosów, włączniki urządzeń dodatkowych, oraz elementy pomocnicze: pulpit do nut i ławkę. Stół gry może być umieszczony w ścianie szafy organowej (z boku, z przodu lub z tyłu) lub wolnostojąco (nazywa się wtedy kontuarem), nawet w znacznej odległości od organów. Przy zastosowaniu traktury elektromagnetycznej możliwe jest wykorzystywanie ruchomego oraz większej ilości kontuarów.

#### Manuał
Manuał to klawiatura ręczna. Organy mają od jednego do siedmiu manuałów. Układ klawiszy jest taki sam, jak w klawiaturze fortepianowej – duże klawisze (najczęściej w kolorze białym) odpowiadają dźwiękom diatonicznym gamy C-dur, a małe klawisze (najczęściej czarne) odpowiadają dźwiękom chromatycznym. Liczba klawiszy w manuale jest różna – starsze instrumenty mają mniej klawiszy (od czterech do niepełnych pięciu oktaw), nowsze – zazwyczaj pięć oktaw, czyli 61 klawiszy, w układzie C – c4.

#### Pedał
Pedał (klawiatura nożna/deptana) to klawiatura obsługiwana stopami. Klawisze mają taki sam układ jak w manuale, ale są większe, mocniejsze i przystosowane do naciskania nogami; zazwyczaj nie barwi się ich – mają naturalny kolor drewna. Liczba klawiszy w pedale jest zawsze mniejsza niż w manuale – współcześnie obejmuje zazwyczaj dwie i pół oktawy, tj. 32 klawisze C1 – g1. Układ geometryczny klawiatur nożnych nie jest ujednolicony – stosuje się rozkład równoległy, wzdłuż linii prostej, jak i promienisty – po okręgu. Pedałem nazywa się również inne dźwignie obsługiwane nogami, np. żaluzje i crescendo.

#### Włączniki rejestrowe
Włączniki rejestrowe (włączniki głosów, rejestry, registry, manubria, klucze registrowe/rejestrowe) to różnego rodzaju przyciski ręczne i nożne oraz uchwyty, służące do włączania głosów, grup głosów, wolnych kombinacji oraz łączenia ze sobą klawiatur. Urządzenia wykorzystywane do konstruowania włączników rejestrowych działają na zasadzie mechanicznej, pneumatycznej, elektropneumatycznej i elektrycznej.
Włączniki mają przypisane nazwy odpowiadające nazwom głosów (np. Pryncypał 8′, Bombarde 16′), zestawów głosów (np. Mikstura 1 1/3′ IV, Forte, Tutti) lub kombinacji. Włącznik wolnych kombinacji jest pojedynczym przyciskiem, który – po uprzednim zaprogramowaniu przez organistę – uruchamia dowolny zestaw głosów i połączeń.
W trakturze mechanicznej włączniki mają formę uchwytów lub zasuwek (nazywane są manubriami), w pneumatycznej i elektrycznej – przycisków, guzików, dźwigni.

### Urządzenia dodatkowe

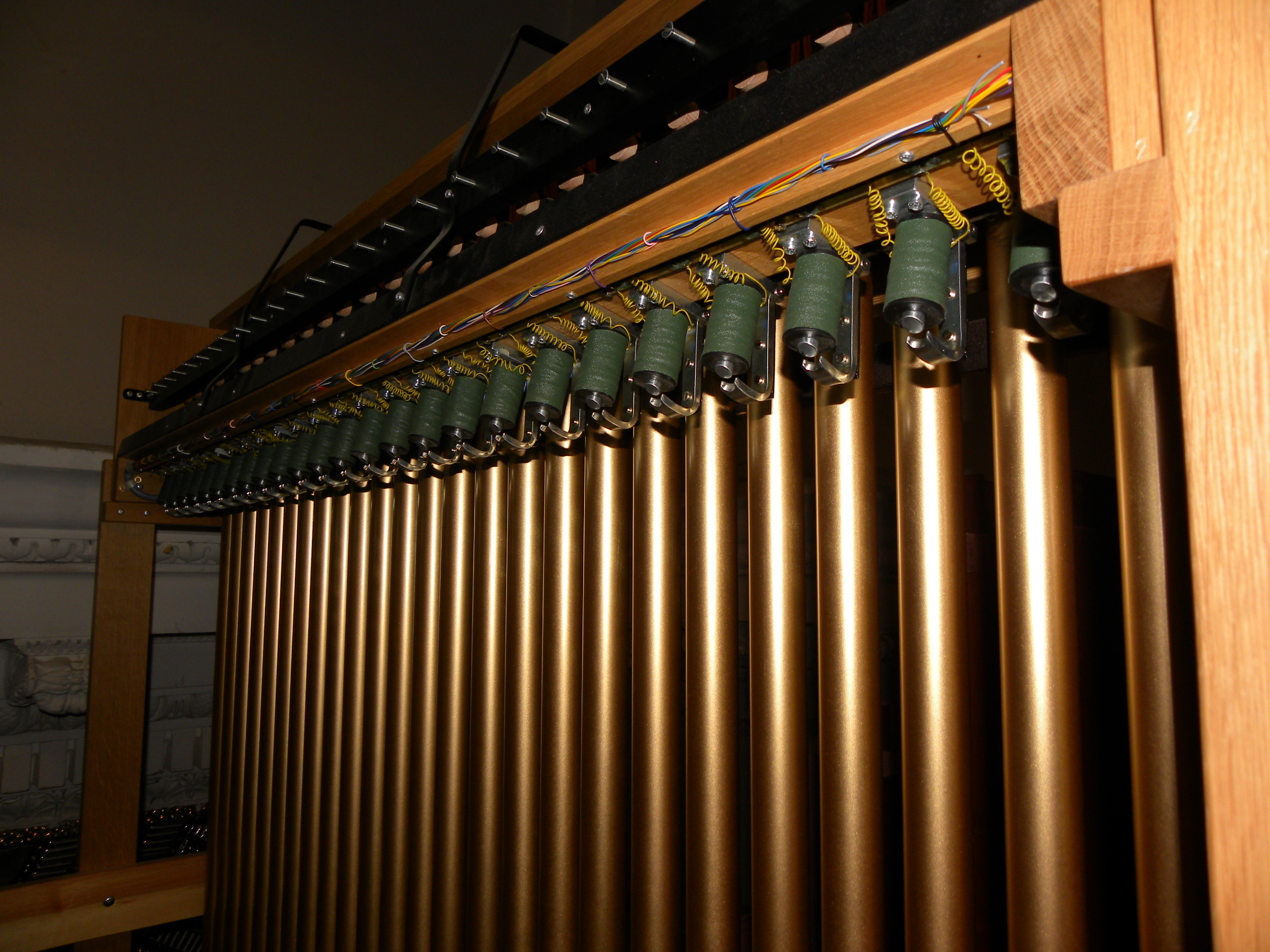
Dzwony rurowe

Poza głównymi generatorami dźwięku – piszczałkami, w organach występować mogą działające na zasadzie instrumentu perkusyjnego dzwony, dzwonki, ksylofony, celesty, cymbelsterny, ruchome figury z dzwonkami. Niektóre instrumenty posiadają piszczałki, które nie wchodzą w skład głosów i nie są uruchamiane za pośrednictwem klawiatury, a służą do wytwarzania efektów specjalnych, np. słowiki, kukułki oraz tympan.

#### Tremolo
Tremolo (tremulant) jest urządzeniem do cyklicznego zmieniania ciśnienia powietrza dopływającego do piszczałek w celu wywołania artykulacji muzycznej o tej samej nazwie. W zależności od przyjętego rozwiązania technicznego, tremolo stosuje się do pojedynczego głosu, całej wiatrownicy (a więc wszystkich głosów obsługiwanych przez daną wiatrownicę) lub całych organów (czyli wszystkich głosów).

#### Szafa ekspresyjna
Szafa ekspresyjna (nabrzmiewacz, pudło ekspresyjne, żaluzja) to drewniana skrzynia, w której umieszczone są wybrane głosy organowe. Jedna ze ścian szafy zakryta jest żaluzjami, które obsługiwane są przez organistę dźwignią nożną. Żaluzja umożliwia regulowanie natężenia dźwięku i dynamiki brzmienia głosów. Szafa organowa wraz z zamkniętymi w niej głosami i wiatrownicą jest sekcją (zespołem brzmieniowym) o nazwie Echo, Echowerk lub Schwellwerk.

#### Crescendo
Crescendo to urządzenie pozwalające włączać kolejno coraz większą liczbę głosów i uzyskać efekt stopniowego wzmocnienia brzmienia instrumentu. Organista steruje urządzeniem stopą, za pomocą dźwigni lub walca umieszczonego przy klawiaturze pedałowej. W niektórych organach efekt jest obsługiwany automatycznie, a organista uruchamia go włącznikiem rejestrowym oznaczonym literami CR.

#### Setzer
Setzer jest urządzeniem elektronicznym służącym do obsługiwania wolnych kombinacji – dowolnych zestawów głosów programowanych przez organistę. Występuje tylko w organach o trakturze elektrycznej i mechanicznej ze wspomaganiem elektrycznym, rzadziej w elektropneumatycznej.

#### Tympan
Tympan to urządzenie złożone z dwóch grających jednocześnie piszczałek o niskim, basowym tonie, nastrojonych na nieznacznie różnej wysokości, co przy równoczesnym ich zadęciu powoduje powstawanie dudnienia. W barokowej nomenklaturze niemieckiej tympanowi przypisywano imitowanie brzmienia kotłów, a w nomenklaturze francuskiej – odgłosów burzy. W tympan umieszczony poza szafą organową wyposażone są organy w Olkuszu – dwie piszczałki tympanu umieszczone są na filarach bazyliki, naprzeciwko empory z organami.

### Szafa i prospekt

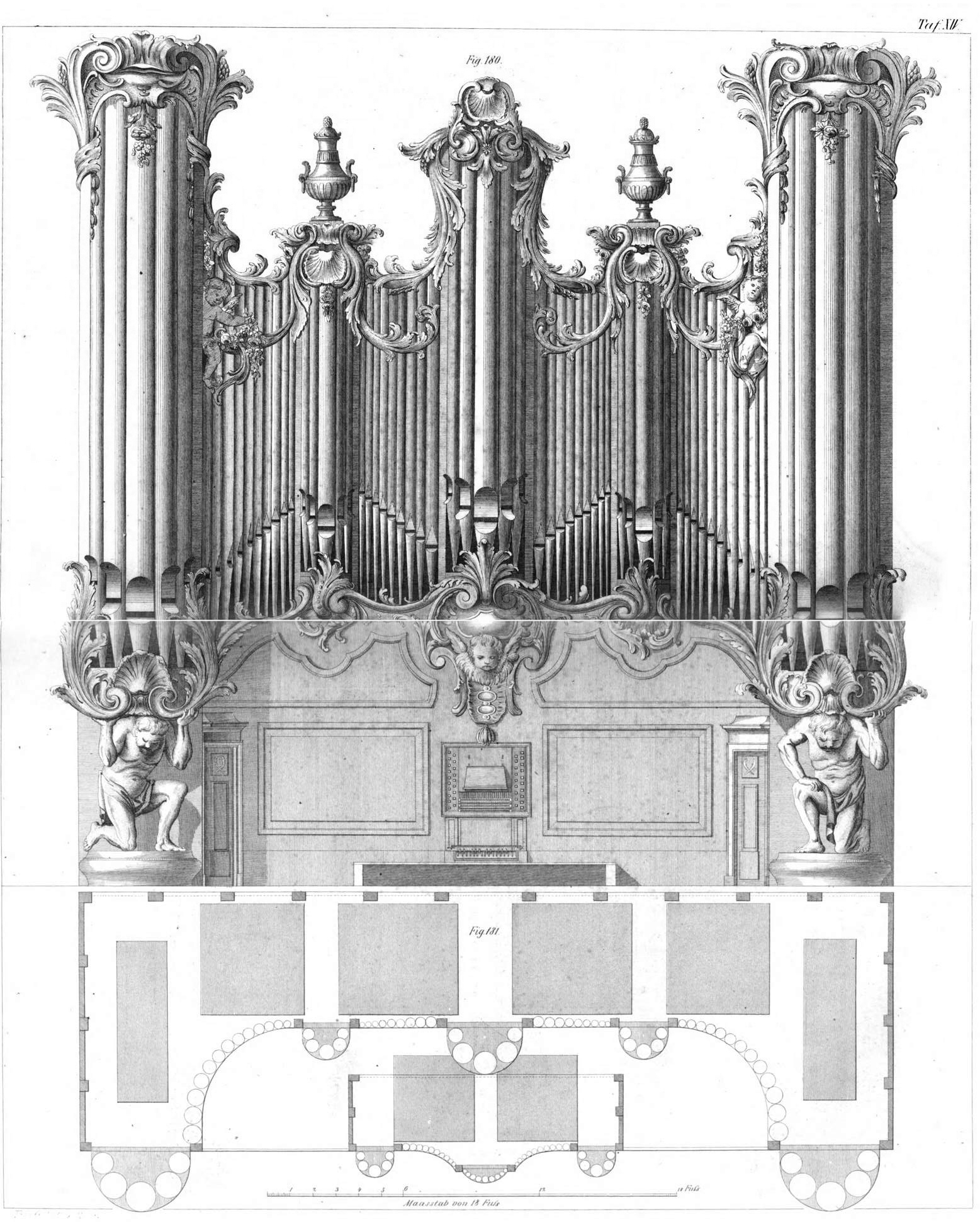
Projekt szafy organowej – rzut główny i z góry – z książki Lehrbuch der Orgelbaukunst. 4 Bde. in zwei Teilen und Atlasband (1855) niemieckiego organmistrza Johanna Töpfera

Szafa organowa to zazwyczaj drewniana konstrukcja, wewnątrz której zamknięte są mechanizmy organów – piszczałki, wiatrownice, kondukty, traktury, miechy i dmuchawa. Elementy nośne i podporowe – belki, słupy i dźwigary – służą do osadzenia rozmieszczonych przestrzennie, ciężkich zespołów wiatrownic ze stojącymi na nich, zgrupowanych w głosy piszczałkami (jeden głos waży średnio 250 kg). Ściany obudowy mają funkcję izolacyjną (organy są podatne na temperaturę i wilgotność) oraz akustyczną – mogą pełnić rolę rezonatora lub tłumika. Szafa może być od góry zamknięta lub otwarta, a jej ściany są czasami zaopatrzone w otwory rezonansowe, zapewniając odpowiednie rozchodzenie się fal dźwiękowych i prawidłowe brzmienie instrumentu.
Prospekt to frontowa elewacja szafy organowej, której głównymi elementami są zawsze – niezależnie od epoki i stylu architektonicznego – piszczałki. Nazwa prospekt wywodzi się z terminologii łacińskiej (prospecto) i włoskiej (prospettiva) i oznacza widok architektoniczny oparty na zasadach naukowej symetrii i perspektywy. Główną zasadą formowania prospektu jest grupowanie piszczałek według wielkości i ciężaru w różnych zestawach, w zależności od przyjętego stylu kontrastujących lub harmonijnie się łączących. W każdym z ważniejszych stylów architektonicznych wypracowano charakterystyczny wystrój plastyczny organów. W wielu przypadkach wartość artystyczna prospektu czyni z niego osobne dzieło sztuki, a czasami przewyższa walory dźwiękowe instrumentu.
Forma plastyczna prospektów z biegiem czasu zmieniała się, przystosowując i praktycznie odwzorowując cechy architektoniczne fasad budynków wznoszonych w danej epoce. Do około XI–XII wieku organy miały niewielkie rozmiary, umieszczane były w prezbiteriach, na posadzce i nie posiadały prospektów. Następnie umieszczano je nadal w prezbiterium, ale ponad posadzką – na balkonach (zwanych jaskółczymi gniazdami) lub emporach ponad stallami lub w transepcie. Prospekty romańskie i wczesnogotyckie charakteryzują się smukłymi kształtami, przypominają ówczesne nastawy ołtarzowe, mogą mieć formę tryptyku z zamykanymi skrzydłami, od góry zamknięte wimpergami i zdobione pinaklami. W renesansie prospekt – razem z całym instrumentem – zaczął się rozrastać; przyjmował formę symetrycznie rozmieszczonych, prostokątnych i zazwyczaj płaskich pól piszczałek, od góry i dołu zamykanych masywnymi gzymsami z niewielkimi wieżyczkami. Niektóre były bogato zdobione snycerskimi ornamentami, polichromią i malowidłami. Prospekty barokowe mają zazwyczaj formę wielowieżowych fasad z łukowo formowanymi, zwielokrotnionymi gzymsami i pilastrami; bogatsze zdobione są ornamentami małżowinowo-chrząstkowymi, wolutami, rozetami, spływami, ekspresyjnymi rzeźbami przedstawiającymi świętych, aniołów, puttów, wazony i chmury. Prospekty klasycystyczne zbudowane są z prostokątnych segmentów zwieńczonych rzeźbionymi kotarami i podzielonych kanelowanymi pilastrami, czasami w formie arkad i zwieńczone frontonami. Prospekty współczesne, te które nie nawiązują do ubiegłych epok, są zazwyczaj skromne, proste, a momentami surowe. Elementem dekoracyjnym są w nich wyłącznie piszczałki ustawiane w różnego rodzaju płaszczyzny i bryły.

## Repertuar
Rozwój repertuaru organowego postępował wraz z rozwojem samych organów, prowadząc do powstania charakterystycznych narodowych stylów kompozytorskich. Ponieważ organy powszechnie występowały w kościołach i synagogach, repertuar organowy obejmuje dużą ilość muzyki sakralnej – akompaniującej (hymny chóralne, hymny zbiorowe, elementy liturgiczne), jak i o charakterze solowym (preludia chóralne, wersety hymnów dla schematu alternatim). Świecki repertuar organów obejmuje preludia, fugi, sonaty, symfonie organowe, suity oraz transkrypcje utworów orkiestrowych.
Muzyka organowa rozwijana była w większości krajów cywilizacji łacińskiej. Najbardziej znani kompozytorzy pochodzą z Francji i Niemiec. Obszerna twórczość pochodzi również z Anglii, Holandii i Stanów Zjednoczonych.
Polska muzyka organowa na przestrzeni dziejów rozwijała się – pod względem form i cech stylistycznych – w sposób podobny do innych krajów Europy, ale ze znacznie mniejszym udziałem wielkich form muzycznych. Do końca XVI wieku europejska twórczość organowa podporządkowana był liturgii kościelnej. Rozkwit protestantyzmu przyczynił się do rozwoju świeckich form muzycznych. Na dworach książąt i panujących wykształcił się nawyk słuchania muzyki organowej jako odrębnej sztuki muzycznej, a nie jedynie jako akompaniamentu. Wieki XIX i XX – okres rozbiorów, zachodzące przemiany społeczne i rozwój metod rozpowszechniania dzieł muzycznych – charakteryzowały się ujednoliceniem muzyki organowej na terenach Polski z trendami panującymi w innych krajach.

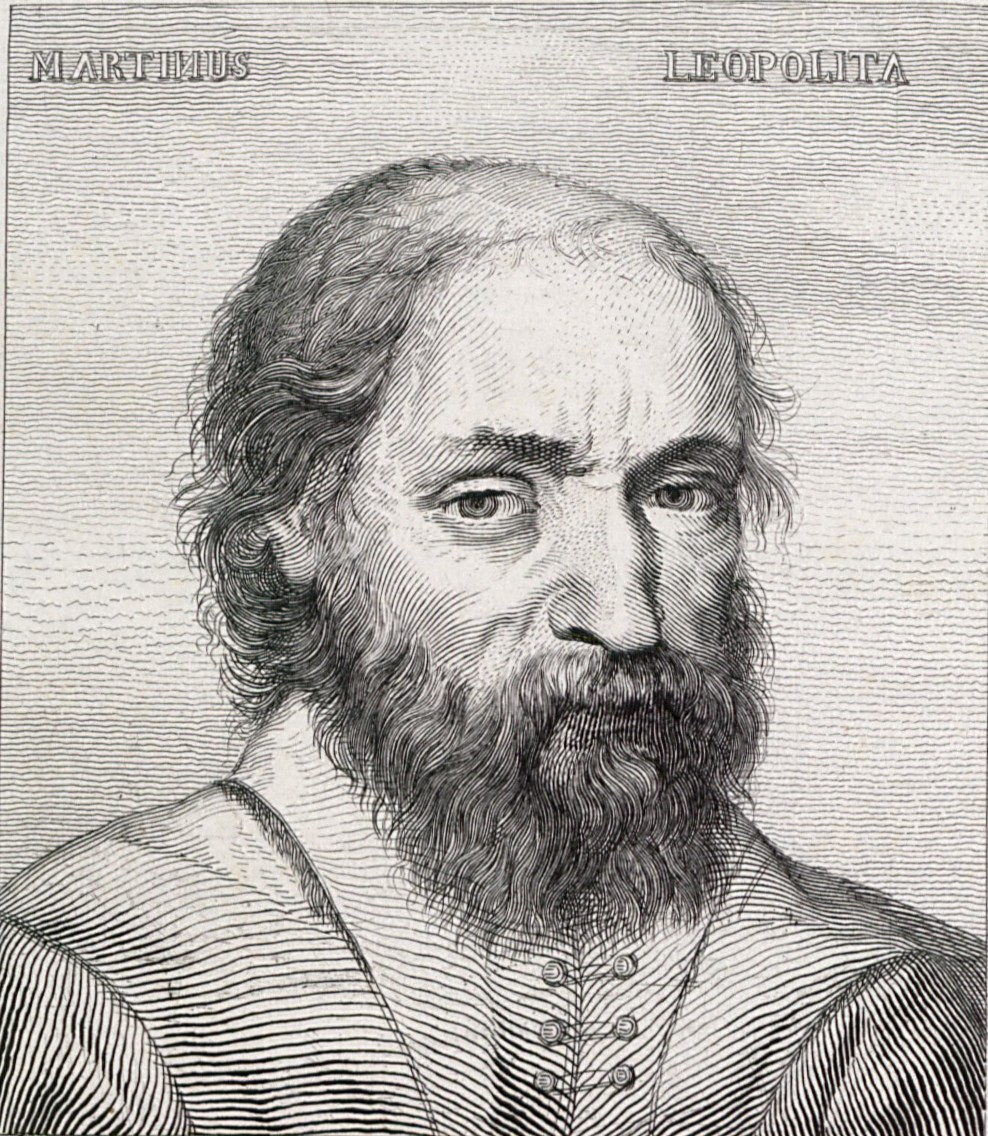
Marcin Leopolita – polski kompozytor i organista epoki renesansu
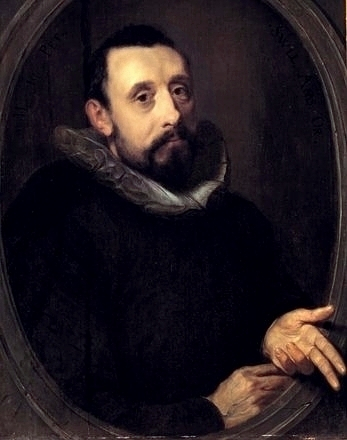
Jan Pieterszoon Sweelinck – niderlandzki kompozytor i organista epoki późnego renesansu
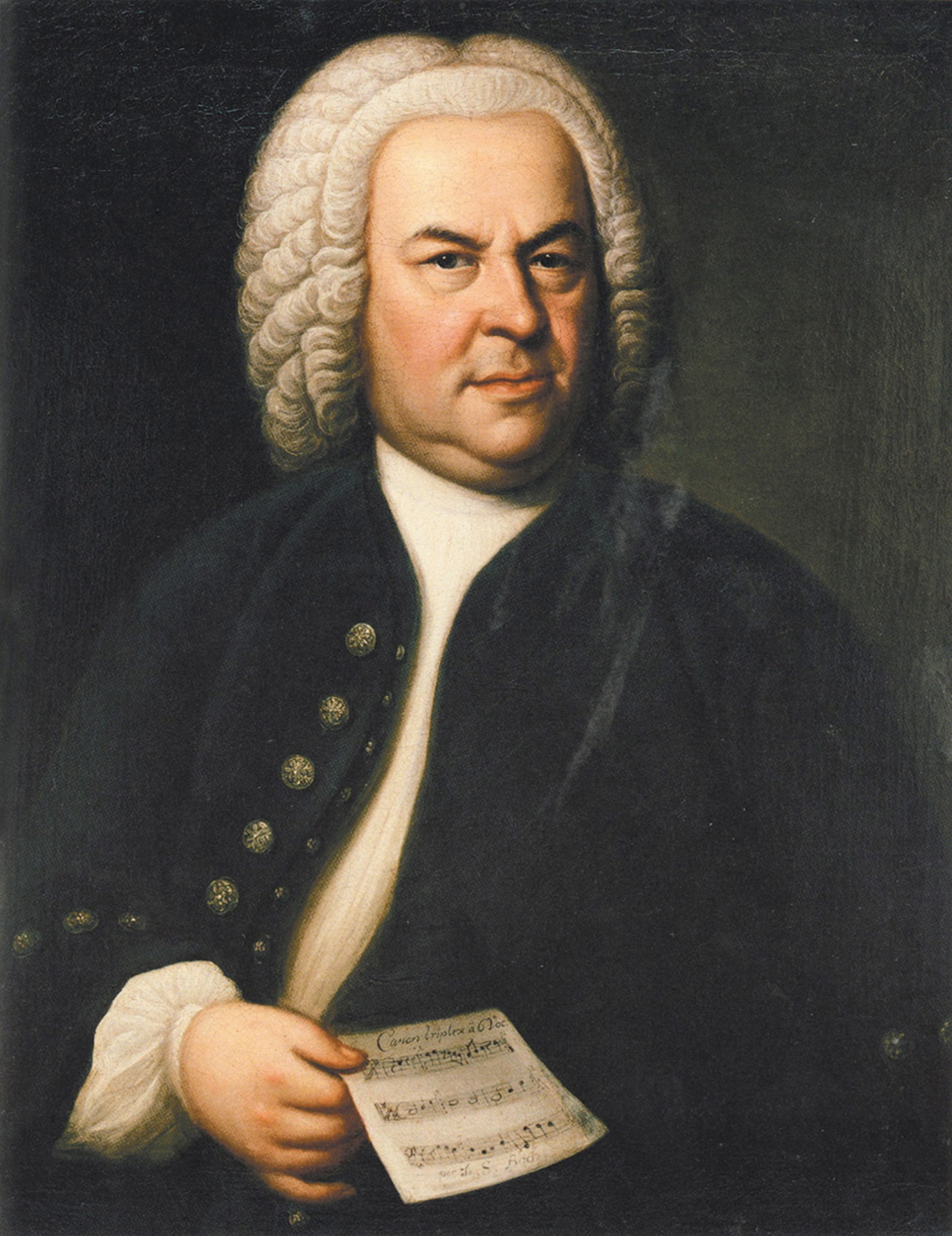
Johann Sebastian Bach – niemiecki kompozytor i organista epoki baroku
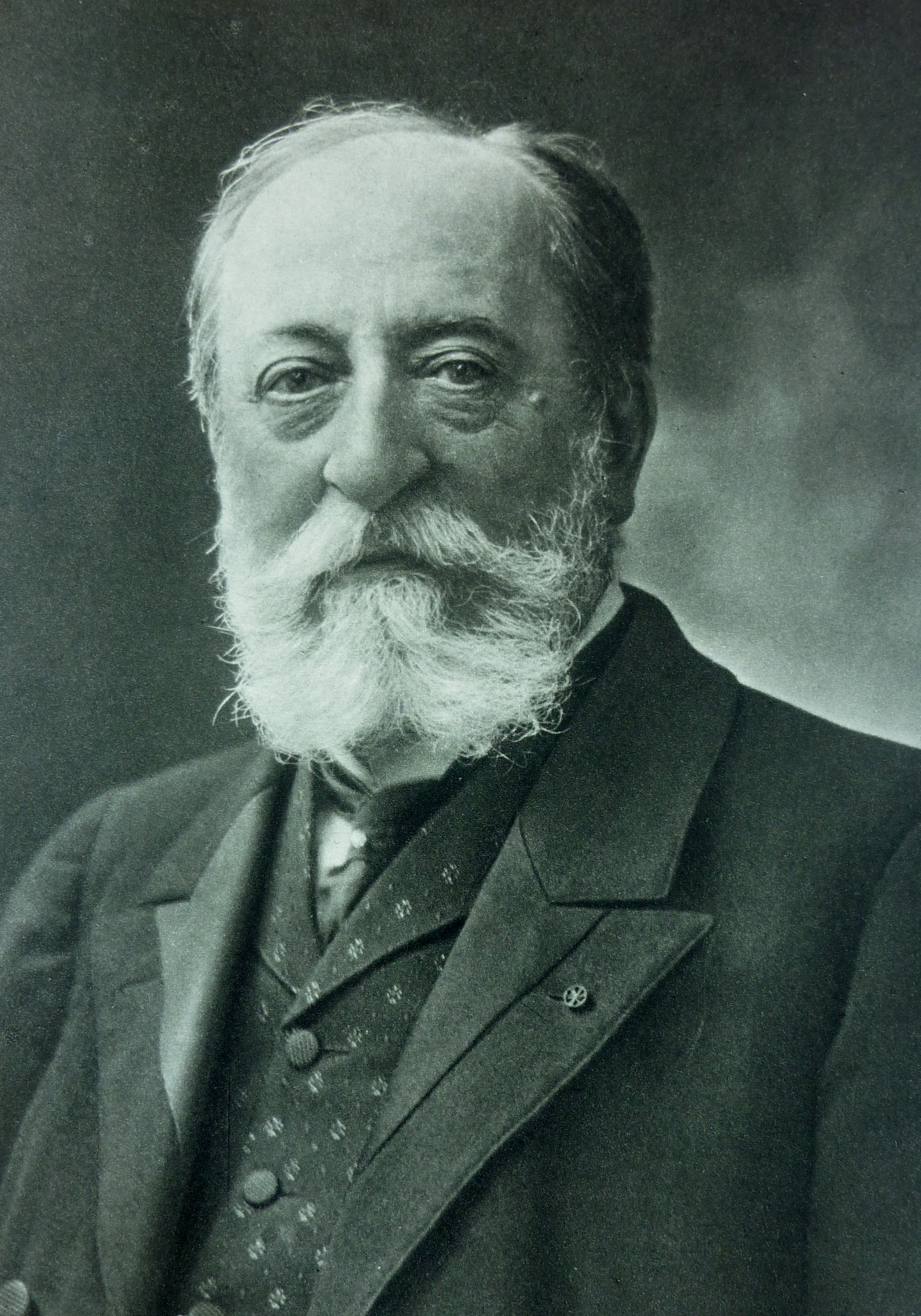
Camille Saint-Saëns – francuski kompozytor i organista epoki romantyzmu
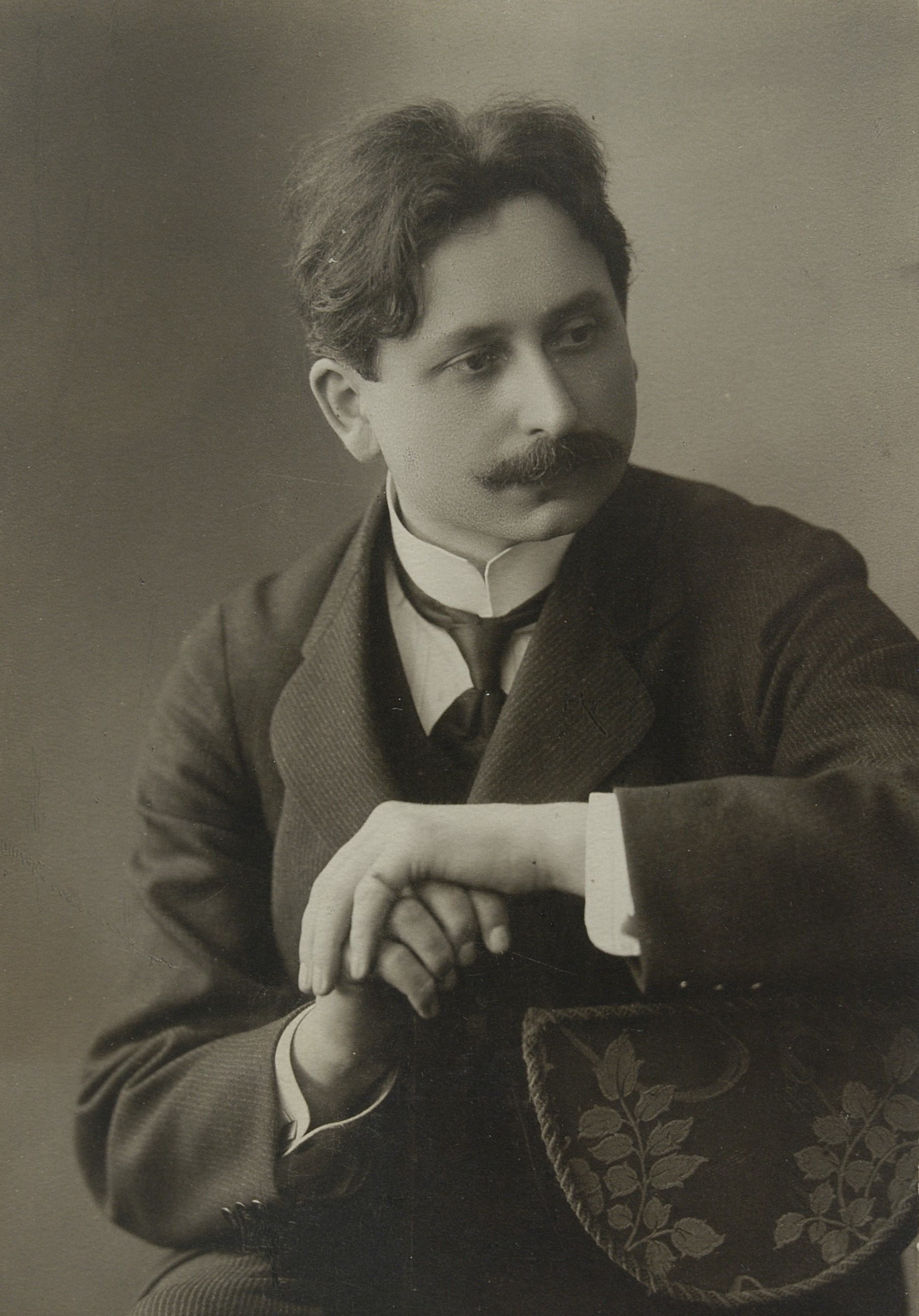
Feliks Nowowiejski – polski kompozytor i organista epoki późnego romantyzmu

### Średniowiecze i renesans

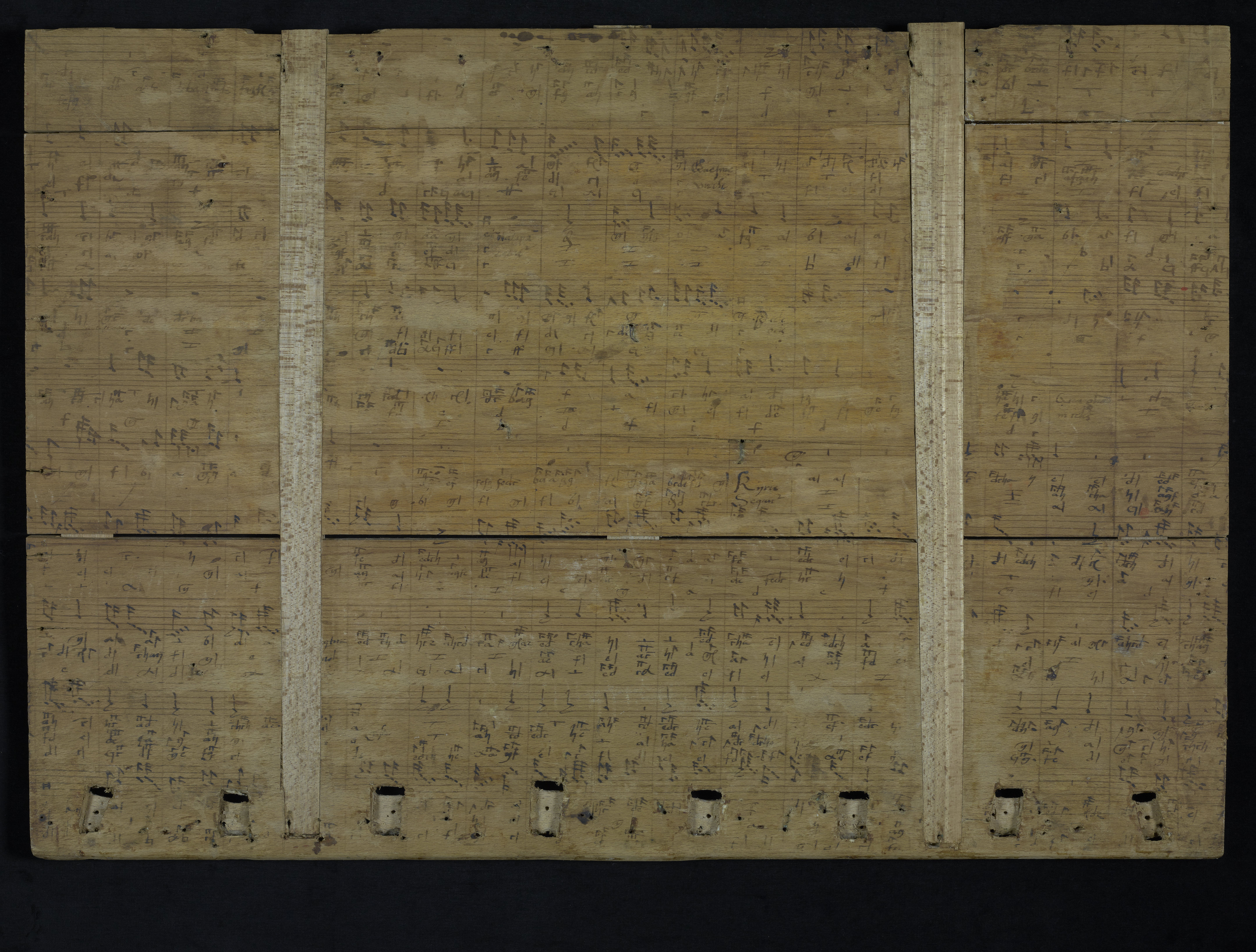
Deska oprawy Graduale de sanctis z zapisem tabulaturowym pochodzącym sprzed 1528

Przed erą baroku muzyka klawiszowa na ogół nie była komponowana na konkretny typ instrumentu – można ją było wykonywać na dowolnym instrumencie wyposażonym w klawiaturę. Z tego powodu większość repertuaru organowego z okresie renesansu jest taka sama, jak repertuaru na klawesyn. Źródła przedrenesansowej muzyki klawiszowej pochodzą z rękopisów tabulatur odnajdywanych w różnych regionach świata. Najstarszym manuskryptem jest pochodzący z około 1360 The Robertsbridge Codex. Buxheimer Orgelbuch, datowany na około 1470 rok, sporządzony w Niemczech, zawiera intabulacje angielskiego kompozytora Johna Dunstaple’a. Najwcześniejsza włoska muzyka organowa znajduje się w Codex Faenza z 1420 roku. Najstarsze polskie manuskrypty pochodzą z XV wieku. Ze względu na objętość i rozmaitość prezentowanych form muzycznych – za najcenniejsze uznawane są XVI-wieczne Graduale de sanctis (1528), tabulatura Jana z Lublina (1540), tabulatura klasztoru Św. Ducha (1548) oraz tabulatura łowicka (1580).
W okresie renesansu kompozytorzy holenderscy, tacy jak Jan Pieterszoon Sweelinck, komponowali fantazje i psalmy. Sweelinck stworzył bogatą kolekcję figuracji klawiszowych, która wywarła wpływ na wielu kompozytorów. Włoski kompozytor Claudio Merulo pisał w typowych włoskich gatunkach: toccata, canzona i ricercar. W Hiszpanii twórczość Antonio de Cabezóna zapoczątkowała najbardziej płodny okres hiszpańskiej twórczości organowej, którego najznamienitszym przedstawicielem jest Juan Cabanilles. Polscy kompozytorzy Mikołaj z Krakowa, Mikołaj z Chrzanowa i Marcin Leopolita tworzyli m.in. motety, tańce, msze hymny, sekwencje oraz magnificaty, i posługiwali się technikami imitacji oraz cantus firmus.

### Barok, klasycyzm i romantyzm
Wczesnobarokowa muzyka organowa w Niemczech była oparta na kontrapunkcie. Sakralna muzyka organowa opierała się na chorałach. Kompozytorzy tacy jak Samuel Scheidt i Heinrich Scheidemann pisali preludia chorałowe, fantazje chorałowe i motety chorałowe. Pod koniec epoki baroku połączenie preludiów chorałowych i suit utworzyły suitę chorałową. Gatunek ten został opracowany przez Georga Böhma, Johanna Pachelbela i Dietricha Buxtehude. Podstawowym typem utworu swobodnego w tym okresie było preludium, którego przykładami są dzieła Matthiasa Weckmanna, Nicolausa Bruhnsa, Böhma i Buxtehudego. Muzyka organowa Johanna Sebastiana Bacha, w jego wielkoformatowych preludiach, fugach oraz dziełach opartych na chorale, łączyła cechy wszystkich tradycji narodowych i stylów historycznych. Pod koniec epoki baroku George Frideric Handel skomponował pierwsze koncerty organowe.
We Francji muzyka organowa rozwinęła się w epoce baroku dzięki muzyce Jeana Titelouze’a, François Couperina i Nicolasa de Grigny’ego. Ponieważ konstrukcja organów francuskich z XVII i początków XVIII wieku była bardzo ustandaryzowana, dla ich repertuaru opracowano konwencjonalne zestawy głosów. Muzyka kompozytorów francuskich i kompozytorów włoskich (takich jak Girolamo Frescobaldi) została napisana do użytku podczas mszy. We Francji, Włoszech i Polsce w okresie baroku komponowano niewiele świeckiej muzyki organowej; przeważająca większość repertuaru przeznaczona była do użytku liturgicznego. W Anglii kompozytorzy tacy jak John Blow i John Stanley pisali w XIX wieku wieloczęściowe kompozycje wotywne do użytku liturgicznego.
Polska muzyka organowa epoki baroku charakteryzuje się podobieństwem do twórczości włoskiej z indywidualnymi cechami stylistycznymi poszczególnych twórców. W Polsce komponowali Mikołaj Zieleński, Andrzej Rohaczewski, Adam z Wągrowca, Władysław Leszczyński, Jan Podbielski i Jan Kasper Pierszyński. Pisali głównie utwory liturgiczne, preludia, fantazje i magnificaty.
W klasycyzmie rzadko pisano muzykę organową – kompozytorzy preferowali fortepian ze względu na jego zdolność do tworzenia ekspresji i dynamiki. W Niemczech sześć sonat op. 65 Feliksa Mendelssohna wydanych w 1845 zapoczątkowało ponowne zainteresowanie komponowaniem na organy. Zainspirowani nowo wybudowanymi organami Cavaillé-Colla, francuscy kompozytorzy César Franck, Alexandre Guilmant i Charles-Marie Widor wprowadzili do repertuaru organowego muzykę symfoniczną. Rozwój symfonicznej muzyki organowej kontynuowali Louis Vierne i Charles Tournemire. Widor i Vierne napisali wielkoformatowe, wieloczęściowe dzieła zwane symfoniami organowymi, które wykorzystywały pełne możliwości organów symfonicznych – VI Symfonia organowa Widora i III Symfonia organowa Vierne’a. Utwory symfoniczne Maxa Regera i Sigfrida Karga-Elerta wykorzystywały możliwości wielkich organów romantycznych budowanych wówczas w Niemczech. W Polsce, w epoce klasycyzmu, msze, oratoria, hymny, pastorałki i litanie na organy komponowali Mateusz Zwierzchowski, Antoni Milwid, Franciszek Ścigalski, Karol Kurpiński, Franciszek Mirecki. W okresie romantyzmu: Karol August Freyer, Stanisław Moniuszko, Wincenty Wacław Richling-Bartoszewski, Stefan Surzyński, Mieczysław Surzyński, Franciszek Walczyński i Władysław Żeleński tworzyli msze. preludia, kantaty i wariacje; Feliks Nowowiejski komponował również symfonie organowe.
W XIX i XX wieku konstruktorzy organów zaczęli budować instrumenty w salach koncertowych i innych dużych obiektach świeckich, umożliwiając wykorzystywanie organów jako części orkiestry (np. III Symfonia Saint-Saënsa). Często organom przydzielano partię solową, jak np. w „Symphonie Concertante for Organ & Orchestra” Josepha Jongena, „Concerto pour orgue, cordes et timbales” Francisa Poulenca oraz „Organ Concerto” Frigyesa Hidasa.

### Współczesność
Inni kompozytorzy, którzy wykorzystywali organy w muzyce orkiestrowej to Gustav Holst, Richard Strauss, Ottorino Respighi, Gustav Mahler, Anton Bruckner i Ralph Vaughan Williams. Ponieważ organy koncertowe mogą naśladować dźwięki orkiestry symfonicznej, zaczęto wprowadzać transkrypcje utworów orkiestrowych na organy. Wraz ze wzrostem popularności niemych filmów, aby zapewnić akompaniament do filmów, w kinach instalowano organy teatralne. Najbardziej znanymi muzykami wykorzystującymi organy kinowe są Jesse Crawford i jego uczeń Hal Pearl.
W XX-wiecznym repertuarze symfonicznym, zarówno sakralnym, jak i świeckim nastąpił dalszy rozwój dzięki muzyce Marcela Dupré, Maurice’a Duruflé i Herberta Howellsa. Inni kompozytorzy, tacy jak Olivier Messiaen, György Ligeti, Jehan Alain, Jean Langlais, Gerd Zacher i Petr Eben, komponowali atonalną muzykę organową. Zwłaszcza muzyka Messiaena zredefiniowała wiele tradycyjnych pojęć dotyczących doboru głosów i techniki gry na organach.
Kompozytor muzyki filmowej Hans Zimmer wykorzystał organy piszczałkowe w ścieżce dźwiękowej do filmu Interstellar. Ostateczne nagranie miało miejsce w londyńskim Temple Church na czteromanuałowych organach firmy Harrison & Harrison Ltd z 1926.
Muzyka organowa jest popularyzowana za pośrednictwem cyklicznie odbywających się koncertów i festiwali, m.in. Międzynarodowy Festiwal Muzyki Organowej we Fromborku, Międzynarodowy Festiwal Muzyki Organowej i Kameralnej w Leżajsku, Bydgoskie Wieczory Organowe, Festiwal Młodych Organistów i Wokalistów w Bydgoszczy, Letni Festiwal „Pieniny-Kultura-Sacrum” w Krościenku nad Dunajcem, Letnie Koncerty Organowe w kościołach na terenie powiatu legnickiego i Festiwal Muzyki Organowej i Kameralnej im. Johannesa Brahmsa Non Sola Scripta we Wrocławiu.

## Pedagogika

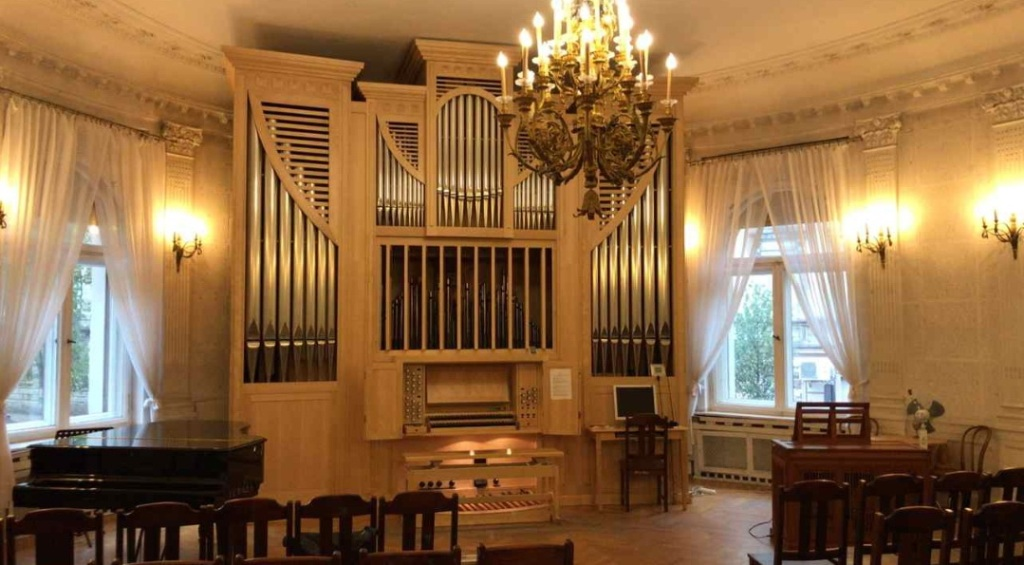
Organy w Pałacu Muzyki Akademii Muzycznej w Łodzi

Nauka gry na organach piszczałkowych realizowana jest w niektórych szkołach muzycznych na specjalności instrumentalistyki klasycznej (np. Zespół Szkół Muzycznych w Bydgoszczy, Państwowa Szkoła Muzyczna I i II w Rybniku) oraz na studiach organistowskich (np. Studium Muzyki Kościelnej w Toruniu, Diecezjalny Instytut Muzyki Kościelnej w Opolu). W zakres literatury obowiązkowej wchodzą m.in. opracowane w połowie XX wieku prace dydaktyczne poświęcone problematyce gry na organach Hermanna Kellera, Romana Peruckiego, Józefa Chwedczuka i Bronisława Rutkowskiego oraz współczesne, profesor Marty Kierskiej-Witczak.
Nauka o historii, budowie i konserwacji organów oraz akustyce, mechanice i materiałoznawstwie w ich kontekście realizowana jest przez szkoły muzyczne i konserwatoria w ramach przedmiotu organoznawstwo na kierunkach edukacji artystycznej w zakresie sztuki muzycznej.

### Historia polskiej pedagogiki organowej

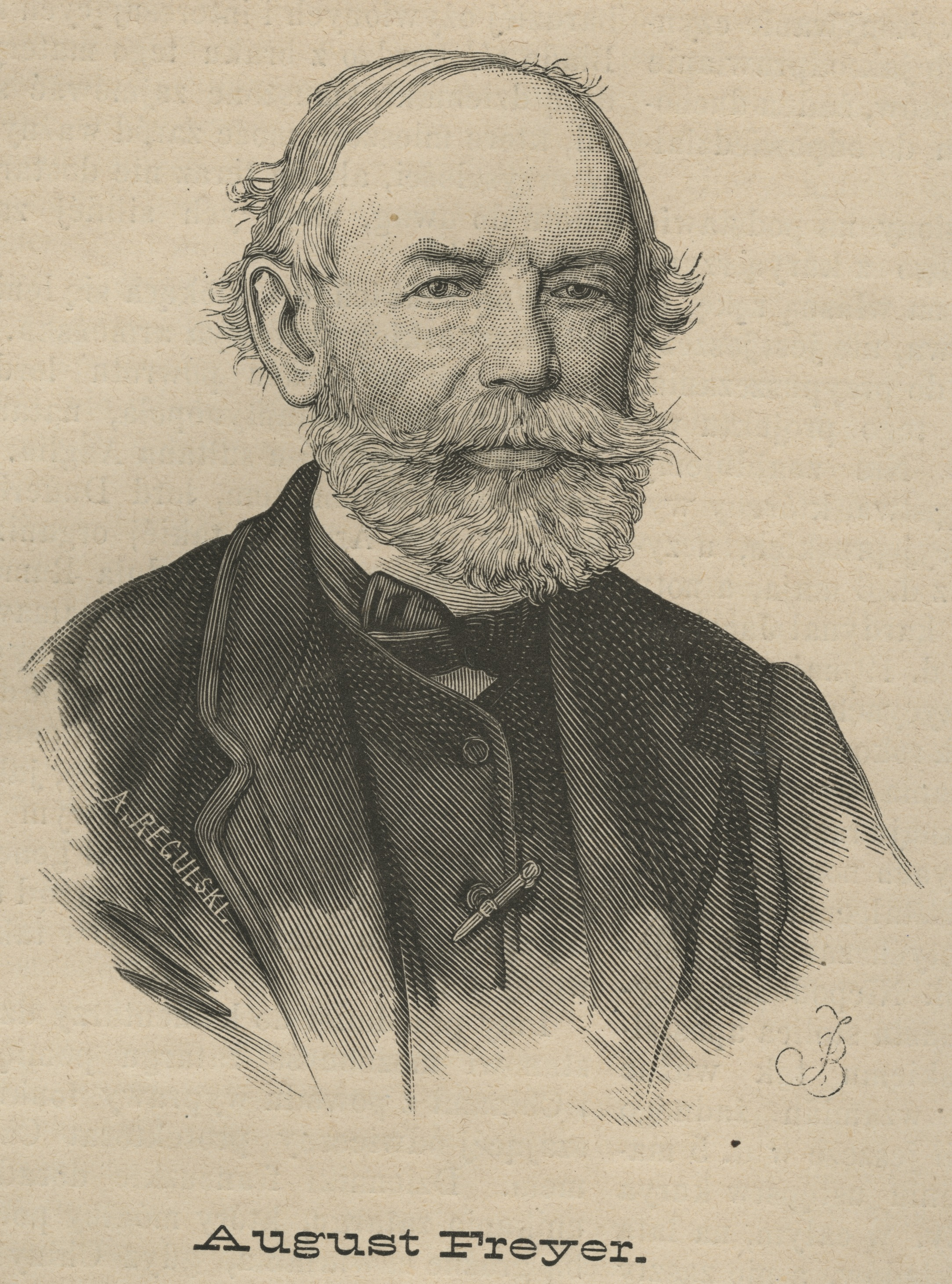
Karol August Freyer – autor jednego z pierwszych polskich podręczników o grze na organach

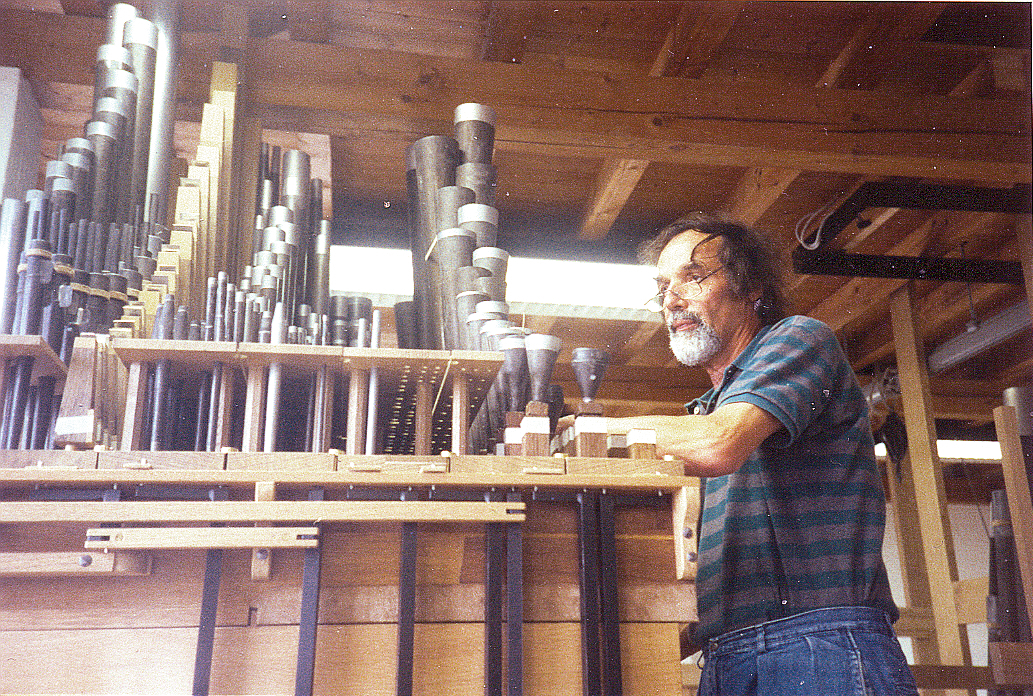
Organmistrz przy pracy

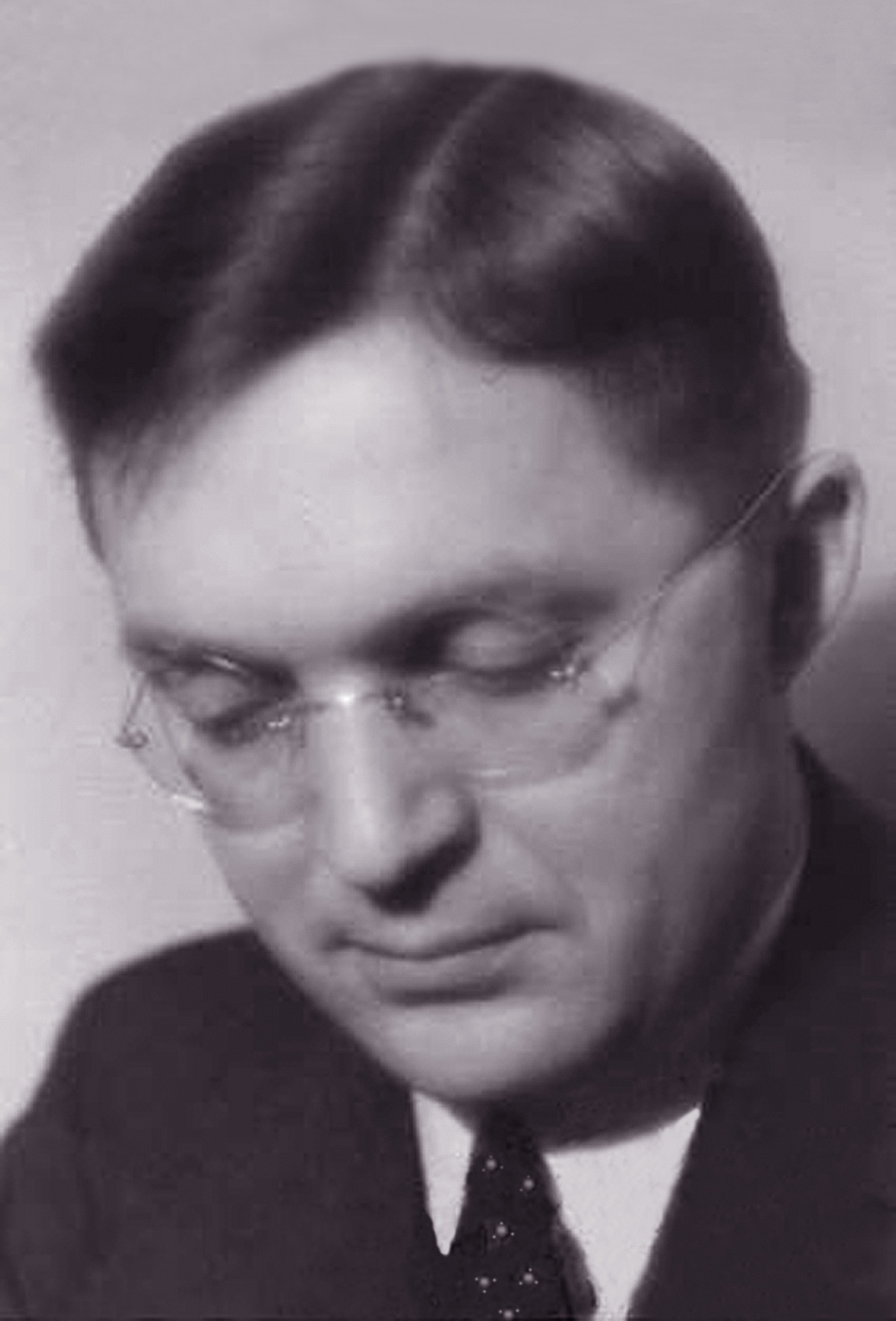
Bronisław Rutkowski – organista i pedagog; w okresie międzywojennym wykładowca muzyki organowej w Konserwatorium Warszawskim

Najstarsze zachowane polskie opracowania poświęcone stricte grze organowej pochodzą z XIX wieku. Wcześniejsze dotyczą jej fragmentarycznie lub wzmiankowane są w innych źródłach pisanych.

#### Średniowiecze i nowożytność
W kronikach klasztoru Cysterek w Trzebnicy zachowała się – pochodząca z 1218 – informacja o otrzymaniu wskazówek i przepisów gry na organach. Pochodzący z 1451 roku traktat Stanisława z Krakowa Musices compendium zawiera informacje o rodzaju muzyki wykonywanej w klasztorze Kanoników Regularnych w Trzemesznie. W rękopisie Statuta antiqua z 1517 jeden rozdział poświęcony jest organistom i muzyce organowej. Tabulatura Jana z Lublina z 1540 roku opisuje m.in. metody komponowania muzyki organowej, praktykę wykonawczą i styl gry. Akta kapituły krakowskiej Acta actorum capitularia z 1614 wzmiankują rolę muzyki organowej w kościele oraz obowiązki organisty. Tabulatura muzyki, albo zaprawa muzykalna […] – traktat Jana Aleksandra Gorczyna z 1647 zawiera tabulatury z przykładami palcowania. W Sandomierzu zachował się pochodzący z 1712 roku i wydany w Kolonii druk Caeremoniale Episcoporum, zawierając rozdział De organo, organista, et musicis seu cantoribus et norma per eos servanda in divinis („O organach, organiście oraz muzykach i śpiewakach i o ich powinnościach w sprawowaniu nabożeństw”).
Szkolenie organistów odbywało się zasadniczo systemem lekcji prywatnych. Zorganizowane nauczanie gry organowej rozwijało się proporcjonalnie do rozwoju oświaty i na szerszą skalę rozpowszechniło się w XIX wieku. Według źródeł pisanych, lekcje gry organowej udzielane były około 1478 na uniwersytecie krakowskim i w bełzkim klasztorze dominikanów. Na początku XVIII wieku organistykę wykładano nowicjuszom zgromadzenia bertrandystów w Lublinie. W 1775, w wileńskim seminarium nauczycielskim uruchomiono kursy gry na klawikordzie przysposabiające adeptów do pełnienia obowiązków organistów parafialnych. Wkrótce takie same kursy otwarto w seminariach w Krakowie, Kielcach i Łowiczu. Komisja Edukacji Narodowej wyposażała uczelnie w klawikordy i pozytywy.

#### Wiek XIX
W 1812 wydany został pierwszy polski podręcznik gry organowej Nauka grania na organach Karola Simona. W 1825 – Kancjonał muzyki kościelnej Wacława Ludwika Raszka. Wydany w 1819 Wykład systematyczny zasad muzyki na klawikord Karola Kurpińskiego, wbrew tytułowi, służył jako podręcznik nauki gry na organach. W 1861 ukazał się podręcznik Karola Augusta Freyera Praktyczna szkoła na organy i fisharmonię. Zawierał usystematyzowane ćwiczenia na manuał i pedał oraz opracowania utworów wymagających ponadpodstawowych umiejętności gry. Niedługo później wydane zostały kolejne opracowania dydaktyczne dotyczące gry organowej: Szkoła na organy (1880) Leonarda Soleckiego, Muzyka organowa nową metodą z nut literalnych i informacją użycia takowych (1879) i Szkoła na organy (1863) Jana Galicza-Sulińskiego, Teoretyczno-praktyczna szkoła na organy (1881) Józefa Grimma, Szkoła na melodykon, czyli fisharmonię (1893) Władysława Rzepki, Szkoła na organy (1874) Romualda Zientarskiego oraz Szkoła na organy (1911) Henryka Makowskiego i Mieczysława Surzyńskiego.
Na początku XIX wieku Józef Nachbar uczył gry organowej w Instytucie Nauczycieli Elementarnych i Organistów w Poznaniu, Łowiczu i Paradyżu, a Konsystorz Wileński ustanowił szkołę dla organistów przy Głównym Seminarium Nauczycielskim Uniwersytetu Wileńskiego. W tym samym czasie działalność rozpoczęła warszawska szkoła organistów księdza Izydora Józefa Cybulskiego oraz Instytut Nauczycieli Szkół Elementarnych i Organistów w Puławach. Od czasu założenia Szkoły Głównej Muzyki w Warszawie i otwarcia w niej, w 1818 klasy organowej prowadzonej przez Henryka Lentza z Kolonii, liczba szkół muzycznych organizujących podobne kursy na terenie Polski zaczęła szybko rosnąć. Były to m.in. szkoła organistowska (1845–1858), a później Szkoła Galicyjskiego Towarzystwa Muzycznego (1854) we Lwowie, Szkoła i Bursa Muzyczna (1841–1873) przy Instytucie Technicznym w Krakowie, Szkoła Muzyczna Towarzystwa „Muza” (1867–1875) w Krakowie, Państwowa Szkoła Organistów (1860) w Radzyminie, szkoła muzyczna ks. Godlewskiego (1860) w Białyniczach, diecezjalne szkoły organistów w Tarnowie (1888), Pelplinie (1887) i Lwowie, kurs gry organowej (1842) w Instytucie Ociemniałych w Warszawie, Warszawski Instytut Muzyczny (1842), Warszawskie Towarzystwo Muzyczne (1895).
Do popularyzacji muzyki organowej i podnoszenia poziomu wykształcenia organistów przyczyniały się wydawane od końca XIX wieku czasopisma organistowskie: poznański miesięcznik muzykologa Józefa Surzyńskiego „Muzyka kościelna”, „Rocznik dla organistów” ks. Bronisława Maryańskiego, „Śpiew kościelny” ks. Teofila Kowalskiego i ks. Eugeniusza Gruberskiego.

#### Wiek XX i współczesność
W założonej w 1905 prywatnej szkole kompozytora i pedagoga Ludwika Wawrzynowicza klasę organów prowadził Henryk Makowski, taki sam kurs otwarty był w Kaliskim Towarzystwie Muzycznym i w Szkole Płockiego Towarzystwa Muzycznego.
W latach międzywojennych wznowiono wydawanie czasopisma „Muzyka kościelna” – pisali dla niego m.in. muzykolodzy Adolf Chybiński, Józef Reiss i Hieronim Feicht. W tym samym czasie ukazywać zaczęły się periodyki „Kronika Muzyczna Organistów Diecezji Lubelskiej” oraz łódzki „Organista”. Równolegle, ożywioną działalność prowadziły diecezjalne szkoły organistów w Tarnowie, Płocku, Włocławku i Poznaniu, oraz szkoła salezjanów w Przemyślu. Wykładający w Konserwatorium Warszawskim Bronisław Rutkowski wykształcił wielu innych organistów, m.in. Feliksa Rączkowskiego, Józefa Chwedczuka, Stanisława Możdżonka, Jana Kucharskiego, Tadeusz Jarzęcki i Tadeusza Paciorkiewicza. W Poznaniu działalność pedagogiczną prowadził organista Józef Pawlak, w Katowicach – Jan Gawlas i Robert Gajda.

## Eksploatacja
Organy piszczałkowe – zarówno zabytkowe, jak i współczesne – są instrumentem wymagającym szczególnych warunków eksploatacji i znacznych nakładów pracy na konserwację. Surowce i komponenty, z których są wykonane – drewno, stal, stopy cyny z ołowiem, elektronika, filc i inne wyroby włókiennicze – są podatne na warunki otoczenia. Drewno, które stanowi około 80% materiału budulcowego, atakowane jest przez drewnojady, i ulega pęcznieniu lub wysychaniu pod wpływem różnic temperatur, zmian wilgotności i ekspozycji na promieniowanie słoneczne, powodując zatarcia mechanizmów traktury i rozstrajanie się piszczałek. Elementy metalowe – piszczałki, cięgna, urządzenia elektryczne i elektroniczne – utleniają się. Elementy ruchome – mechanizm traktury, zawory wiatrownic – ulegają zużyciu. Wykonywane okresowo przeglądy, zabiegi konserwacyjne, intonacja i strojenie przedłużają żywotność instrumentu i zapewniają utrzymanie właściwego brzmienia. Częste i intensywne używanie instrumentu (codzienne granie) jest korzystniejsze dla utrzymania dobrego stanu, niż pozostawianie organów nieużywanymi.

### Konserwacja

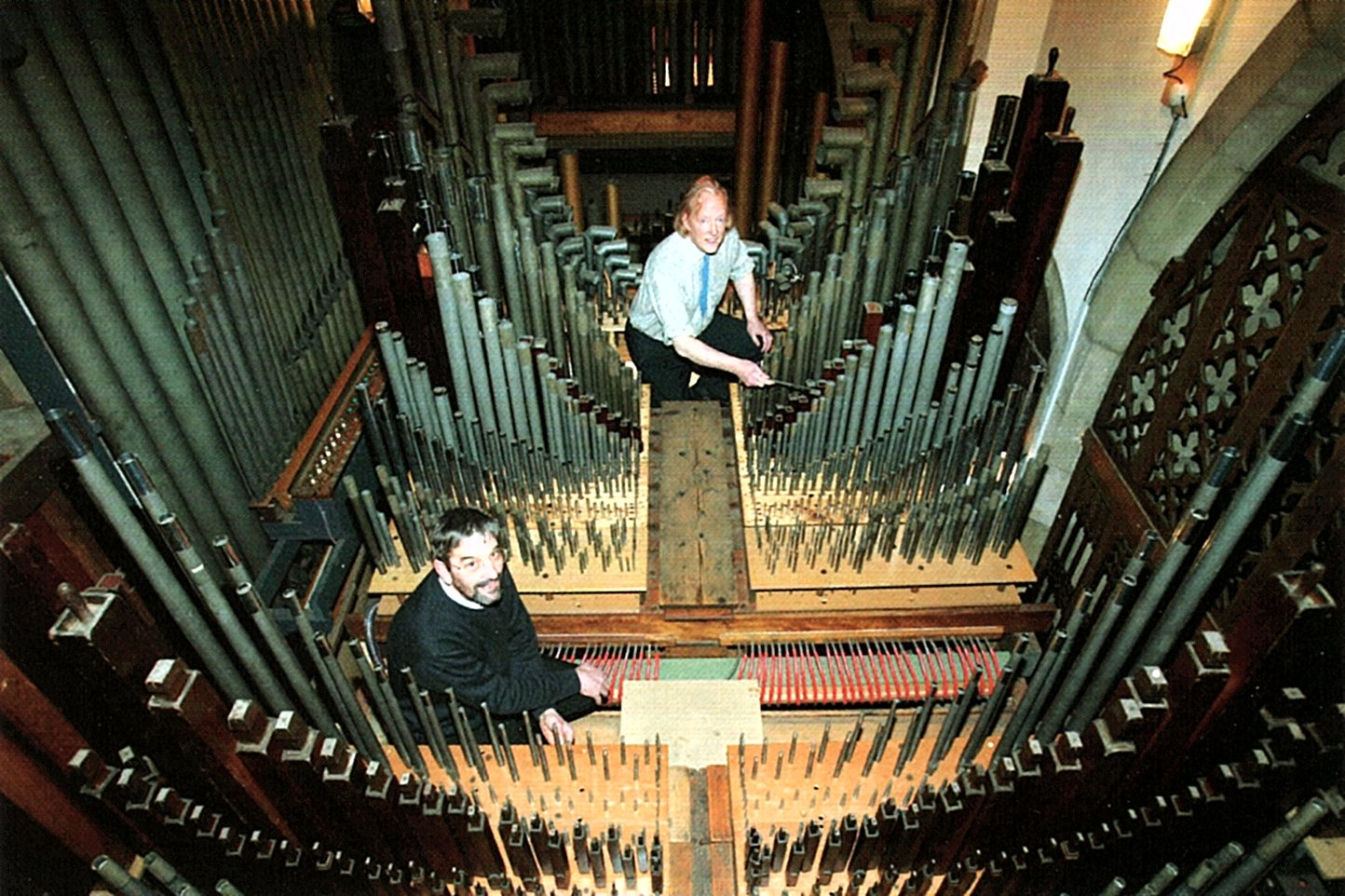
Organy podczas konserwacji przez organmistrzów

Konserwację organów piszczałkowych zleca się wyspecjalizowanym w tym zakresie zakładom organmistrzowskim, a regularne zabiegi pielęgnacyjne należą do obowiązków organisty. Podstawowymi zasadami użytkowania, zapewniającymi prawidłowe funkcjonowanie instrumentu są:
- dbałość o estetykę i czystość stołu gry – po zakończeniu gry, przedmioty pomocnicze nie związane trwale ze stołem gry należy z niego usunąć, klawiatury i klucze rejestrowe wyczyścić, a stół zamknąć. Na stole gry nie należy trwale instalować urządzeń (np. mikrofonu) bez uzgodnienia z organmistrzem i organistą.
- kontrola dostępu – swobodny dostęp do wnętrza organów może mieć wyłącznie organista. Inne osoby tylko po uzgodnieniu z właścicielem instrumentu. Naprawy, korekty i regulacje (w tym strojenie) należy odnotowywać w księdze napraw.
- wymiana filtra powietrza w dmuchawie elektrycznej.
- zabezpieczanie przed kurzem podczas remontów i sprzątania pomieszczenia, w którym zainstalowane są organy lub innych aktywności nie dotyczących bezpośrednio organów, a powodujących powstawanie zanieczyszczeń powietrza.
- zapewnienie odpowiedniej temperatury i wilgotności. Temperatura powietrza powinna być utrzymywana w granicach 10–20 stopni Celsjusza, a wilgotność między 50% a 85%.
- wykonywanie regularnych (co 3–4 lata) przeglądów technicznych.
- utrzymywanie dokumentacji organów, zawierającej szczegółową i udokumentowaną fotografiami dyspozycję.

### Intonacja
Intonacja to zabiegi kształtujące natężenie i barwę dźwięku poszczególnych piszczałek i całych głosów. Wykonuje się ją podczas pierwszej instalacji instrumentu i okresowo – podczas przeglądów technicznych. Obiektywne kryteria przeprowadzania i oceny intonacji nie istnieją – rzemieślnicy wykonujący intonację (intonatorzy) mają wyczulony słuch i indywidualny gust muzyczny. Pracę wykonują dwie osoby: jedna reguluje dopływ powietrza do piszczałki, kształtuje szerokość szczeliny, wysokość wycięcia, ustawia wałek i bródę, a druga ocenia, czy piszczałka i cały głos mają właściwą (wg subiektywnej oceny) barwę i natężenie. Właściwie zaintonowane organy spełniają kilka warunków:
- dźwięk precyzyjnie rozpoczyna się i kończy,
- brzmienie poszczególnych głosów różni się w sposób uchwytny dla ucha,
- poszczególne rodziny głosów – pryncypały, flety, głosy kryte, smyczkowe i języczkowe – mają własną charakterystyczną barwę i natężenie,
- każda rodzina głosów ma dostrzegalne odcienie dynamiczno-kolorystyczne,
- głosy alikwotowe i mieszane solowe nie wyróżniają się, a stapiają z dźwiękami zasadniczymi tworząc nowe odcienie barw,
- głosy mieszane (mikstury, cymble itp.) nie są krzykliwe, ale brzmią jasno, szlachetnie i metalicznie,
- każdy manuał ma indywidualną charakterystykę brzmieniową.

### Strojenie

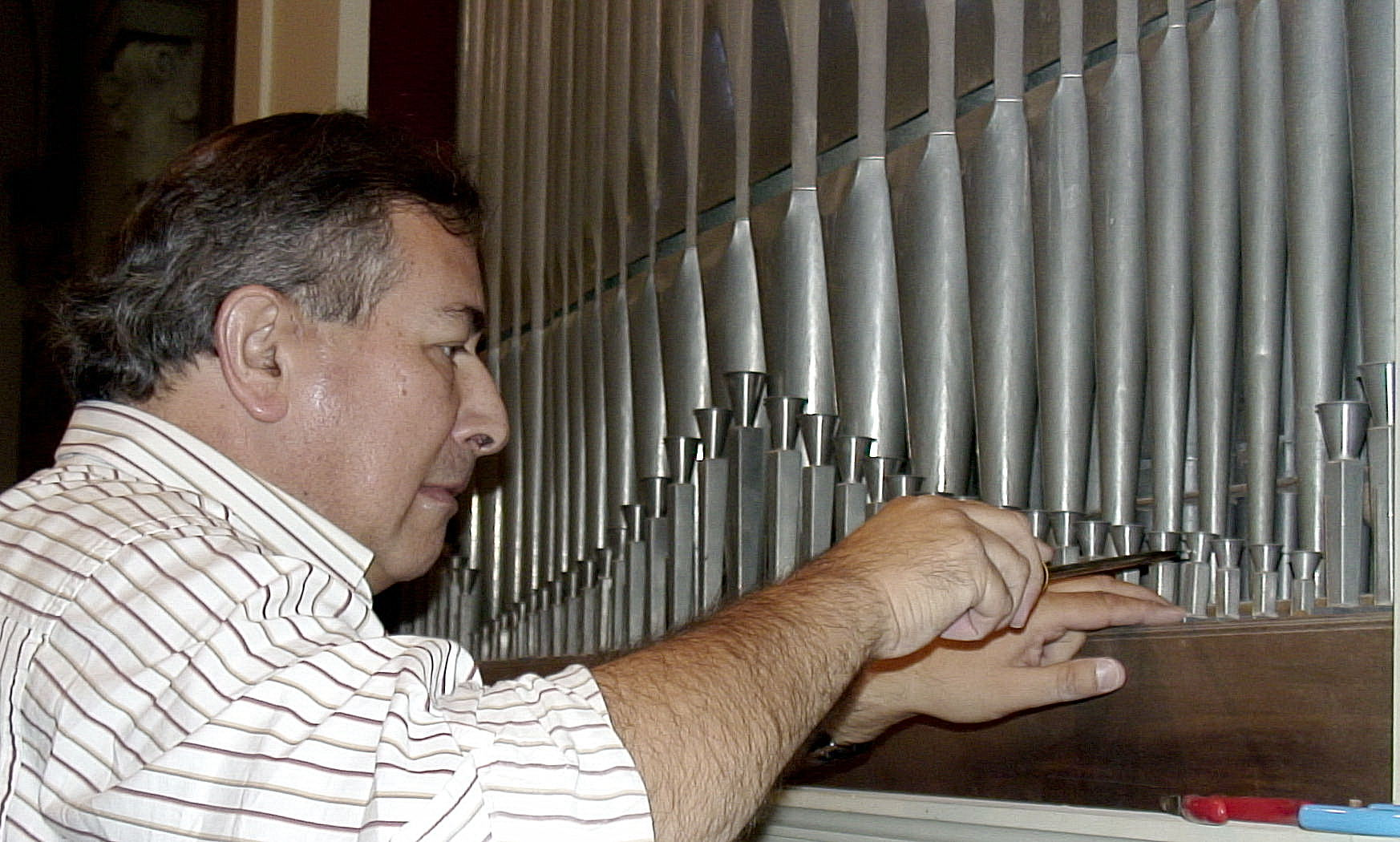
Organmistrz podczas strojenia organów

Strojenie to zabiegi ustalające wysokość dźwięku dla poszczególnych piszczałek i całych głosów. Wykonuje się je podczas pierwszej instalacji instrumentu i okresowo – podczas przeglądów technicznych. Od strony technicznej, strojenie polega na ustaleniu długości korpusów poszczególnych piszczałek (dla głosów labialnych) oraz długości wibrującej części języczka (dla głosów języczkowych). Strojenie rozpoczyna się od ustalenia dwunastpółstopniowej skali chromatycznej w ramach jednej oktawy jednego głosu (zazwyczaj pryncypału cztero- lub ośmiostopowego). Wzorcem jest dźwięk a¹ z kamertonu. Następnie, czystymi oktawami dostraja się pozostałe piszczałki w pierwszym głosie, a dalej – unisonami lub oktawami – kolejne głosy (najpierw zasadnicze, na końcu poboczne). Po zakończeniu strojenia jednego głosu, kontroluje się strój głosu poprzedniego wprowadzając konieczne poprawki. Po nastrojeniu wszystkich głosów jeszcze raz sprawdza się skalę wzorcową (pierwszy strojony głos) i usuwa ewentualne niedokładności.